# Campo Soriano
Campo Soriano è un'area naturale nei comuni di Terracina e Sonnino, in provincia di Latina, oggi compresa nel Parco Naturale Regionale dei Monti Ausoni e del Lago di Fondi. È l'unico Monumento Naturale italiano ad essere riconosciuto dall'Unione Internazionale per la Conservazione della Natura (agenzia dell'ONU), nonché il primo del Lazio ad esser stato istituito; correva l'anno 1985. Ubicato a una quota di 360 metri circa sul livello del mare, è un fondovalle carsico racchiuso tra Monte Romano (la cima più alta), Monte Pannozzo, Monte Pecorone e Monte Cavallo Bianco.

## Storia
Nel febbraio 1978 una società di Cassino, la STEMAR, grazie alle norme della vigente legge mineraria, poté annunciare, con una semplice nota al Distretto Minerario di Roma e col supporto dei comuni di Terracina e Sonnino, l’indizione di attività estrattive per la raccolta della breccia marron, pregiato materiale utilizzato per la realizzazione di pavimentazioni allora di moda. Nacque dunque un fronte di opposizione formato da locali, ambientalisti e politici che vollero salvaguardare l’integrità del paesaggio.
Già dal tempo, si capì l'importanza di preservare il patrimonio naturale dell'area: alterandone la superficie, sarebbe stato compromesso anche il complesso sistema di filtraggio delle acque nel sottosuolo, danneggiando quindi sia il delicato equilibrio biologico superficiale sia quello del bacino idrico sottostante. Furono molteplici le vicissitudini di blocco e sblocco dei lavori: venne aperto un contenzioso giuridico che portò finalmente all’istituzione del Monumento Naturale di Campo Soriano, con l’approvazione della legge regionale nº 56 del 27 aprile del 1985.
L’importanza geomorfologica e idrogeologica non bastò a tutelare il territorio dallo sfruttamento economico, i cui danni rappresentano ad oggi la cicatrice insanabile di una aspra lotta tra speculatori ed ecosistema. Nel 2002 è divenuto operativo il centro visite del Monumento Naturale dove sono ubicati attualmente lo show-room e la foresteria.
L'area è stata annessa al Parco naturale regionale dei monti Ausoni e del lago di Fondi con la legge regionale nº 21 del 2008, che ha abrogato la legge istitutiva del Monumento Naturale.

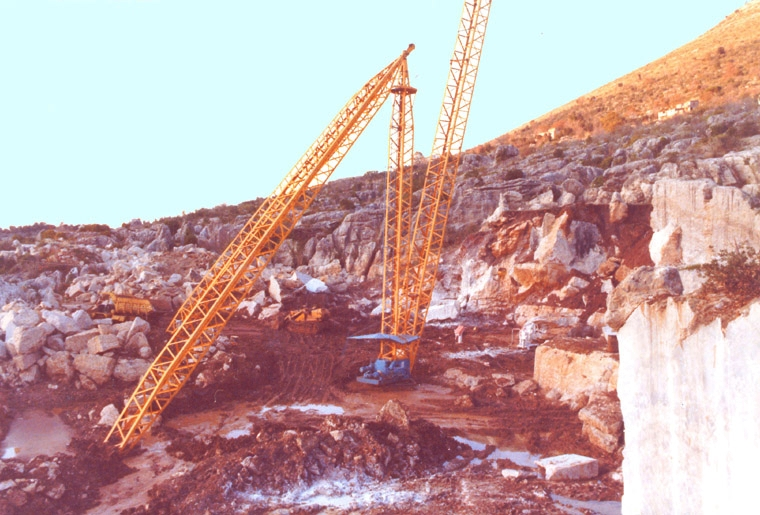
Gru della cava
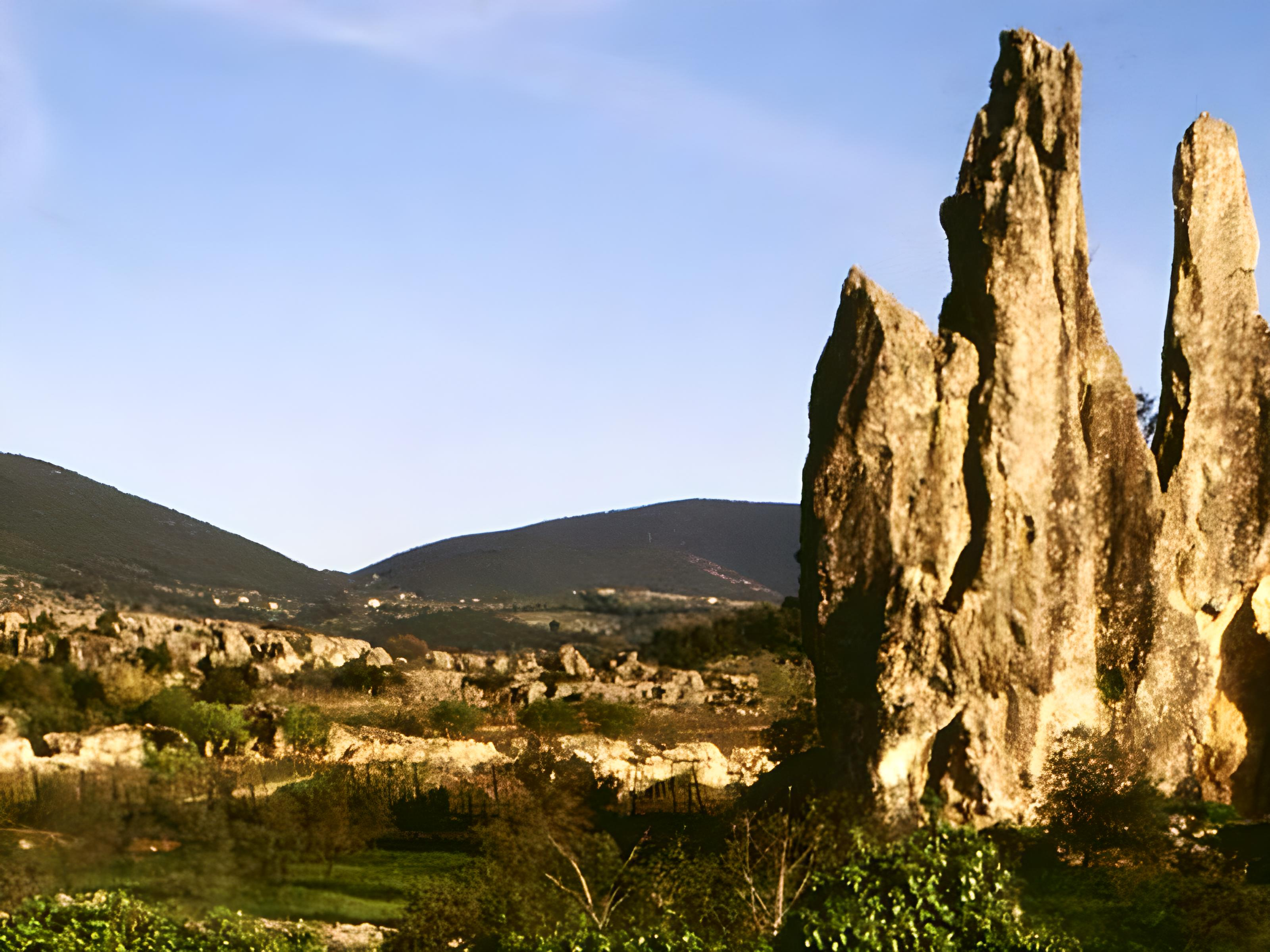
Vista sui calcari
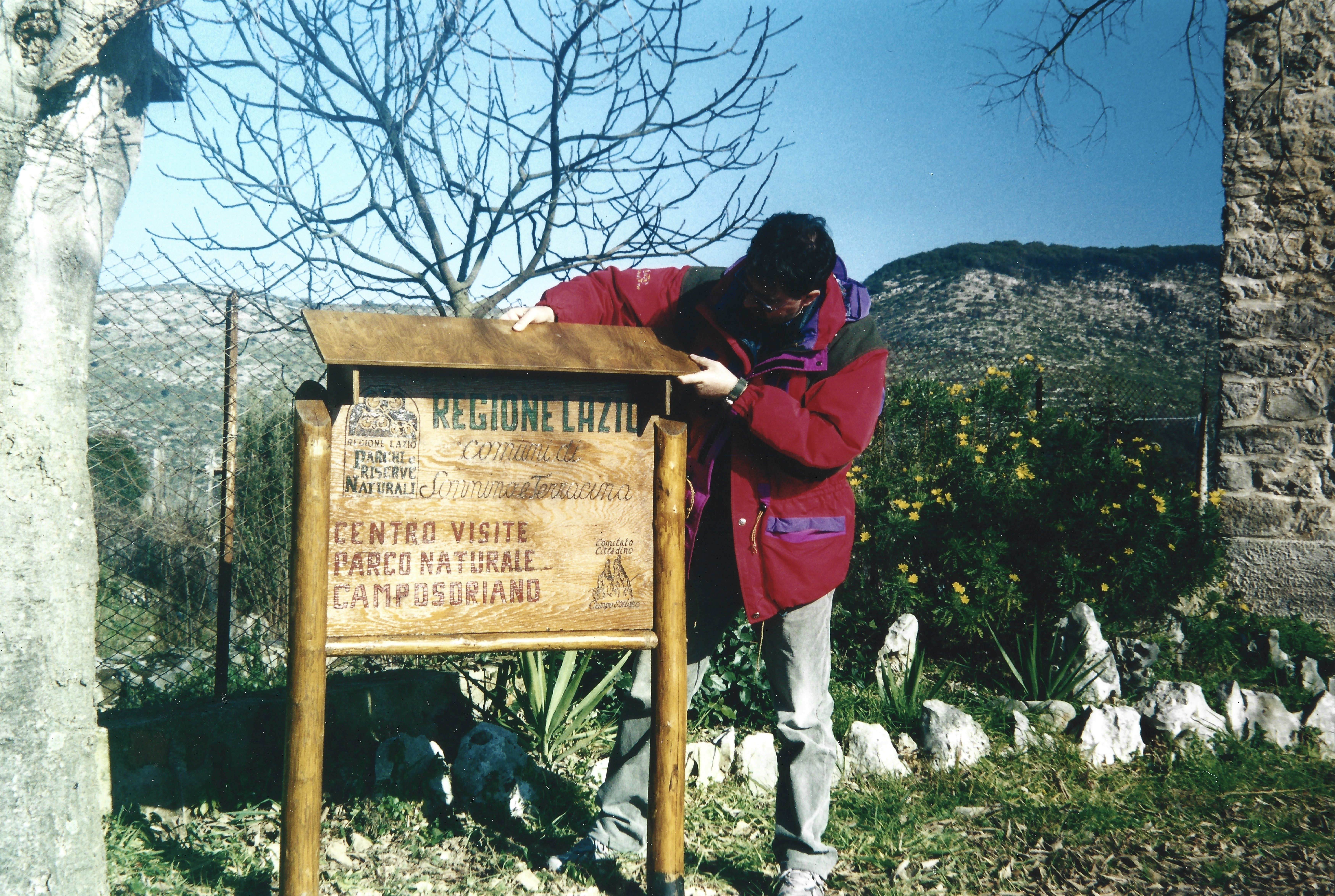
Il vecchio centro visite

## Area protetta

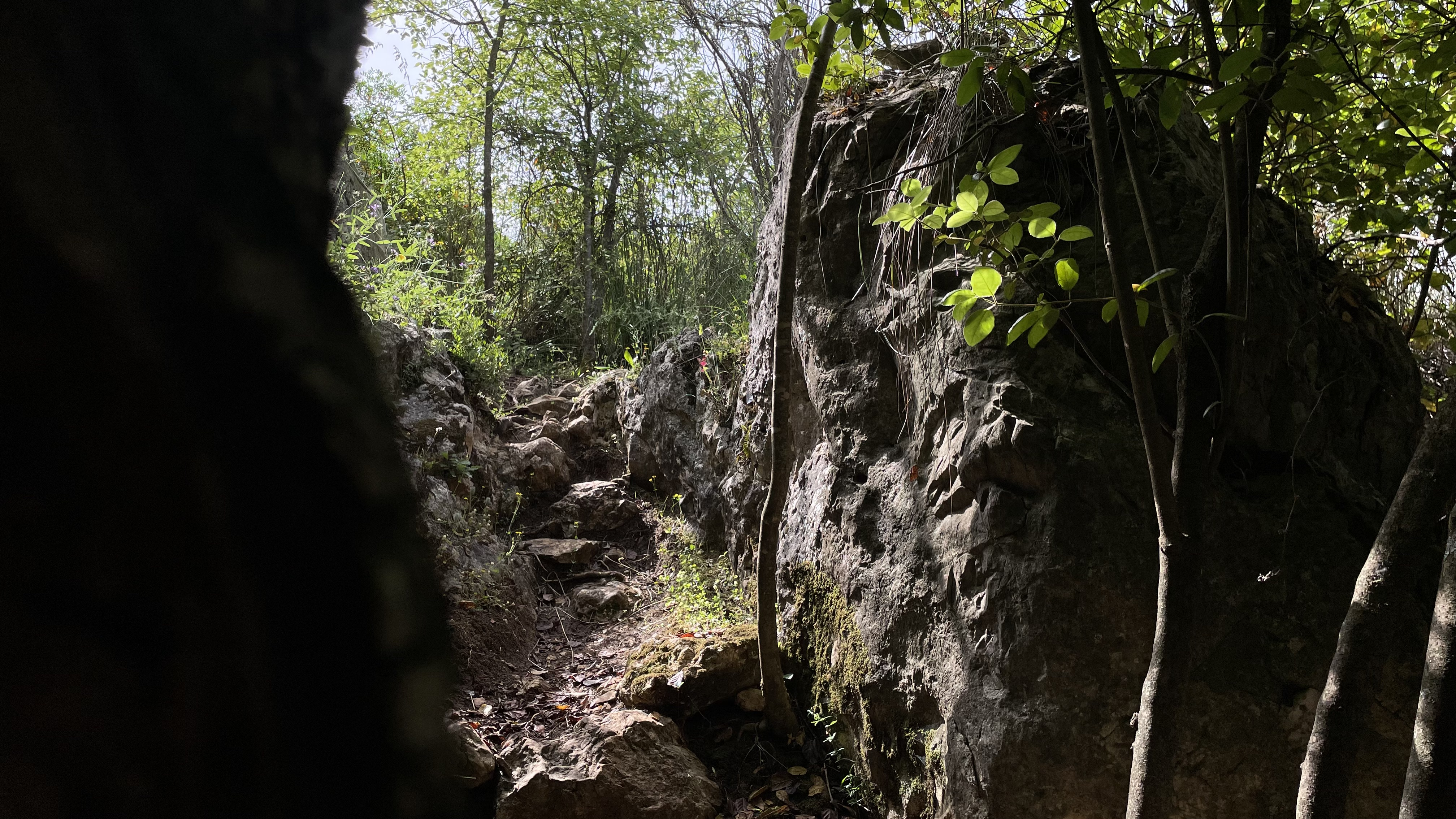
Luce tra i calcari
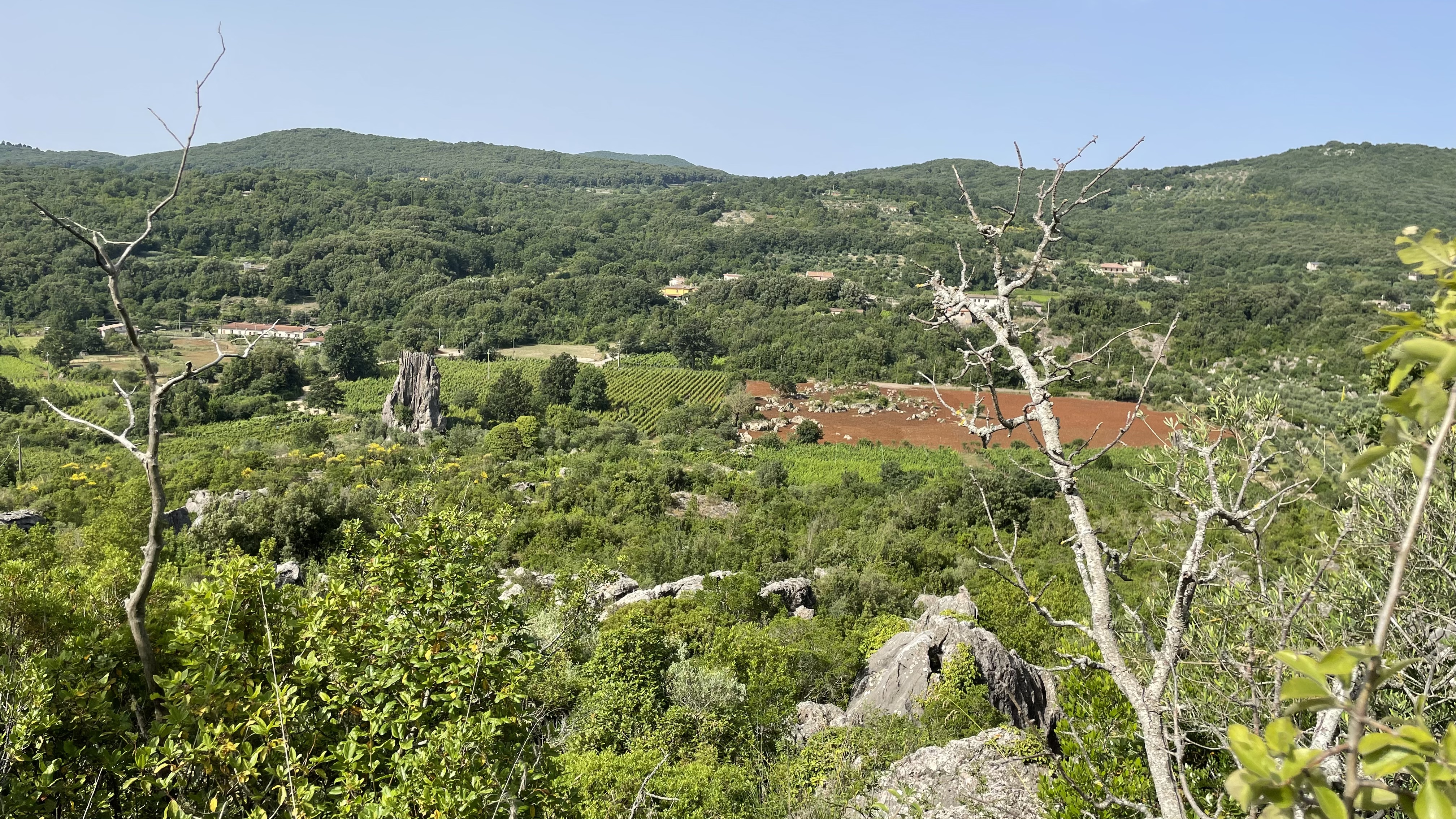
Il polje
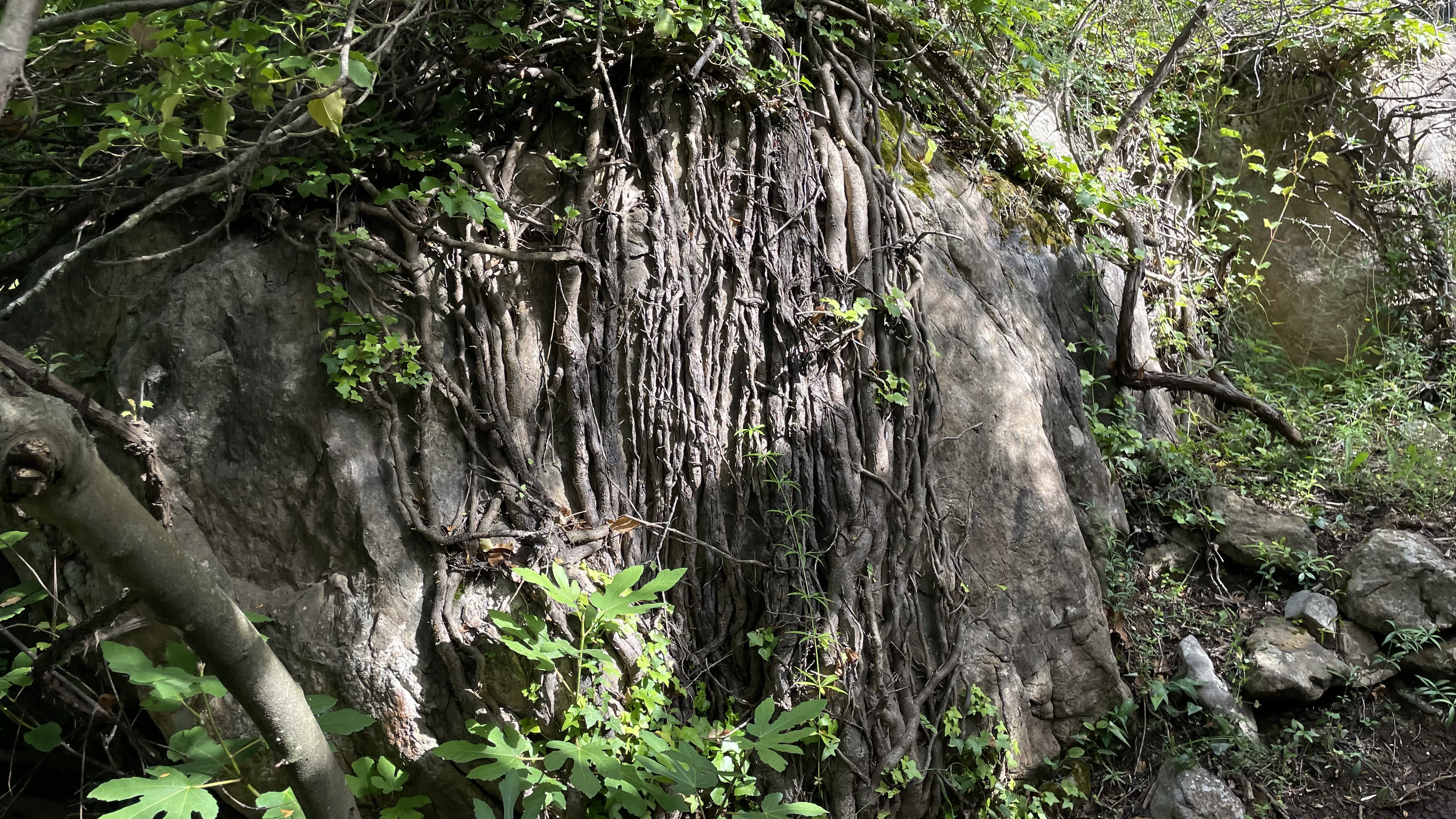
Piante rampicanti
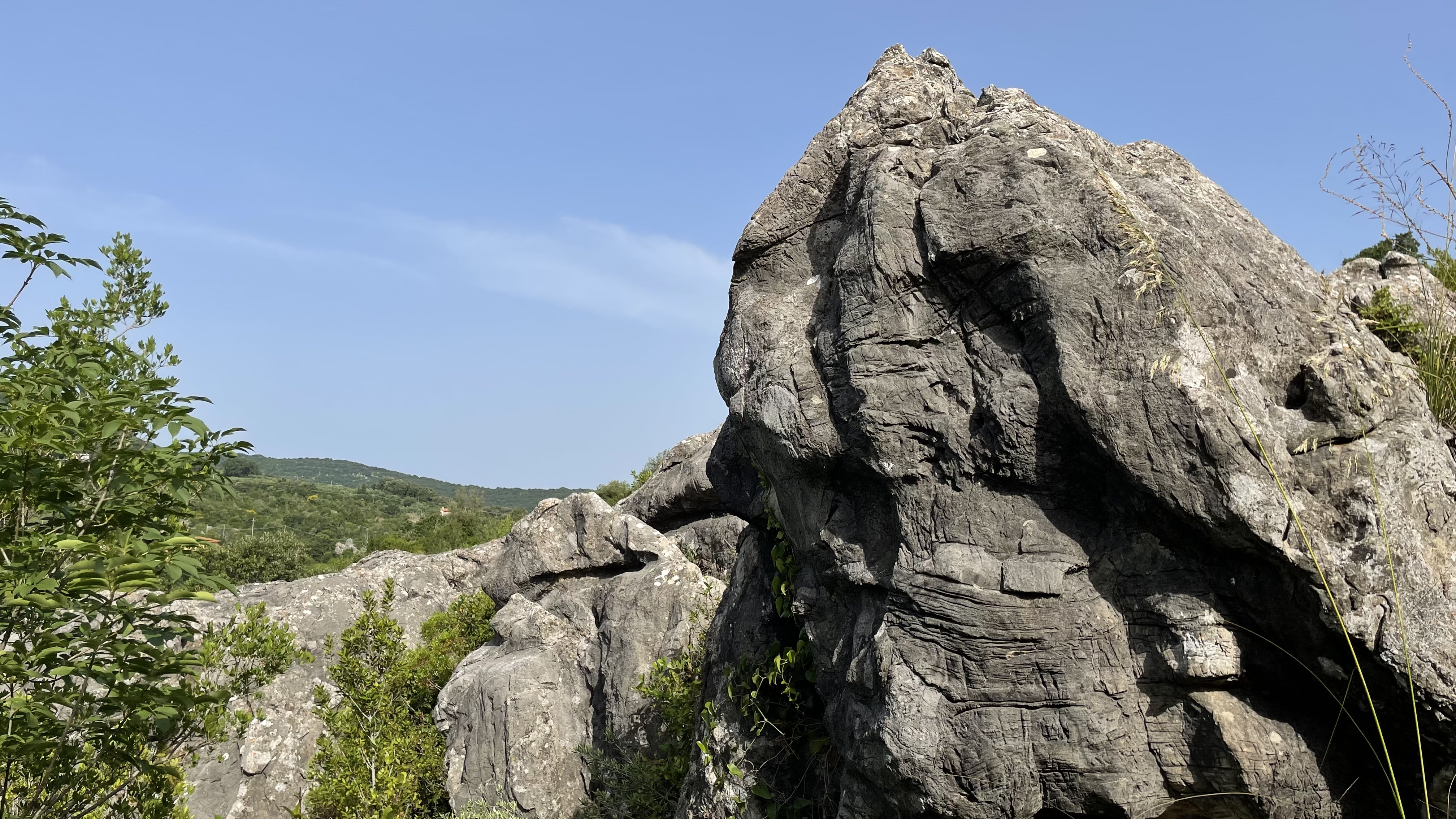
Vette calcaree

Ponte fra l'entroterra e il mare, storico terminale di transumanza e frontiera tra i due comuni di Terracina e di Sonnino, l'area protetta di Campo Soriano si estende per 974 ettari in una vasta conca carsica dei monti Ausoni, compresa tra Monte Romano (864m) e Monte Cavallo Bianco, di grande pregio geologico e paesaggistico.
All'interno della legge regionale nº 56 del 1985 si legge la definizione di Monumento Naturale: "per Monumento naturale si intendono habitat o ambienti di limitata estensione, esemplari vetusti di piante, formazioni geologiche o paleontologiche che presentano caratteristiche di rilevante interesse naturalistico o scientifico". Proprio per questo, il fondovalle è di particolare interesse, non solo per i notevoli aspetti paesaggistici ma soprattutto perché, attraverso le rocce affioranti, sono leggibili le tracce di lunghi periodi geologici che hanno interessato l’intero complesso degli Ausoni e gran parte degli Appennini.
Tra la ricca vegetazione svettano proprio gli hum, una peculiarità di Campo Soriano, monoliti carsici più o meno isolati, che emergono dal terreno e che, con l'incessante corrosione dell'acqua meteorica, si sono modellati nel tempo: delle vere e proprie sculture della natura.

### La Cattedrale

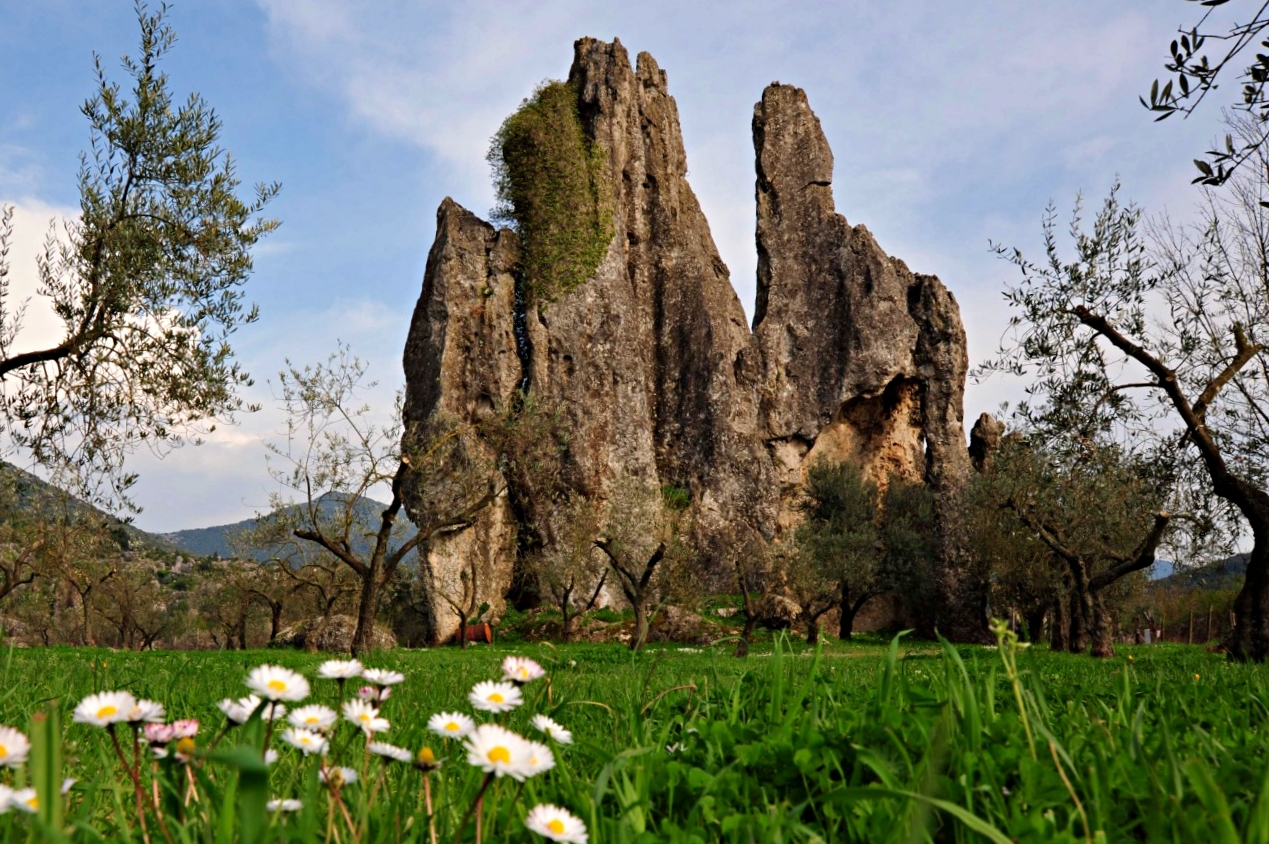
La cattedrale
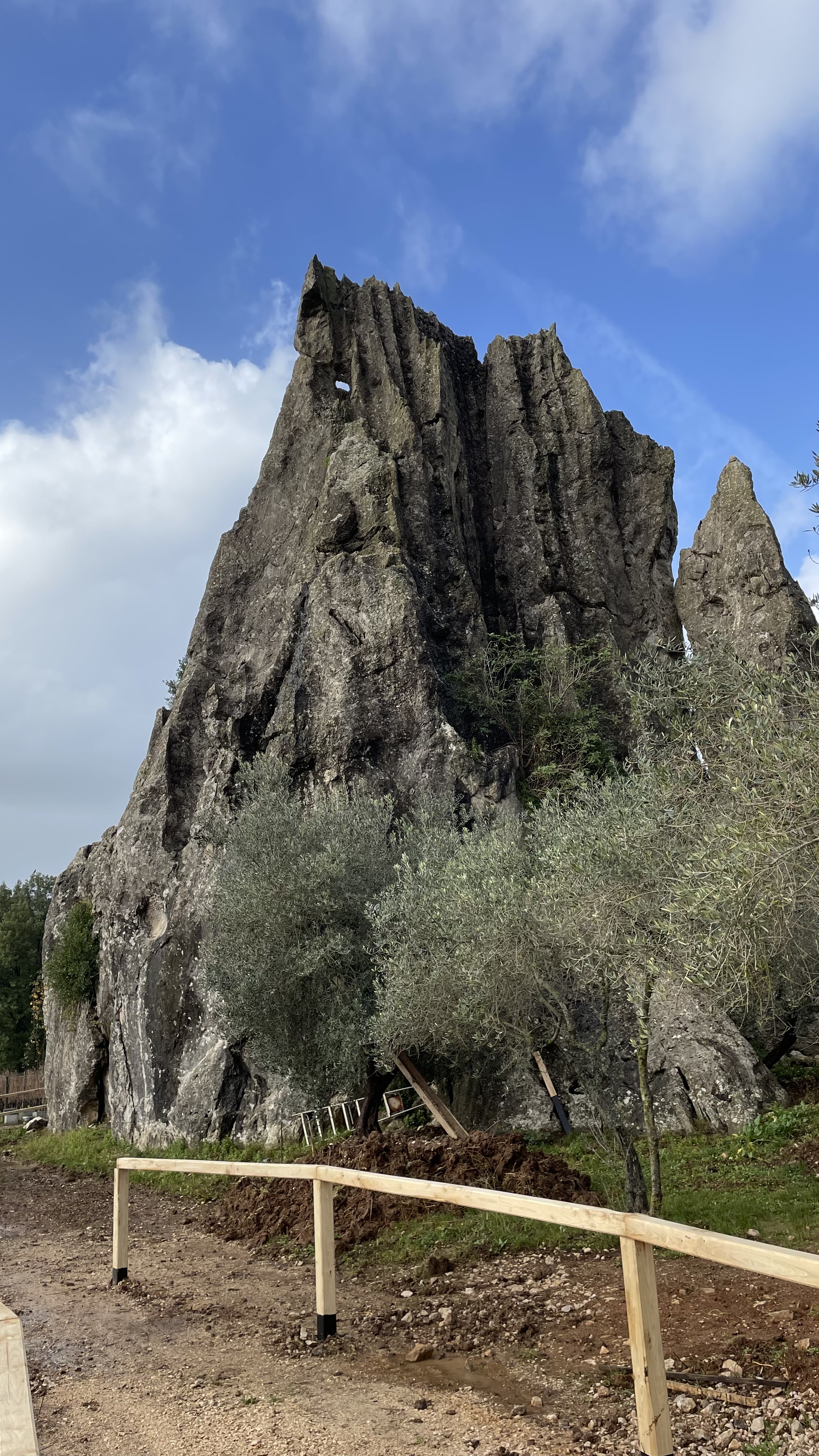
Una prospettiva che ricorda l'ingresso di una cattedrale romanica
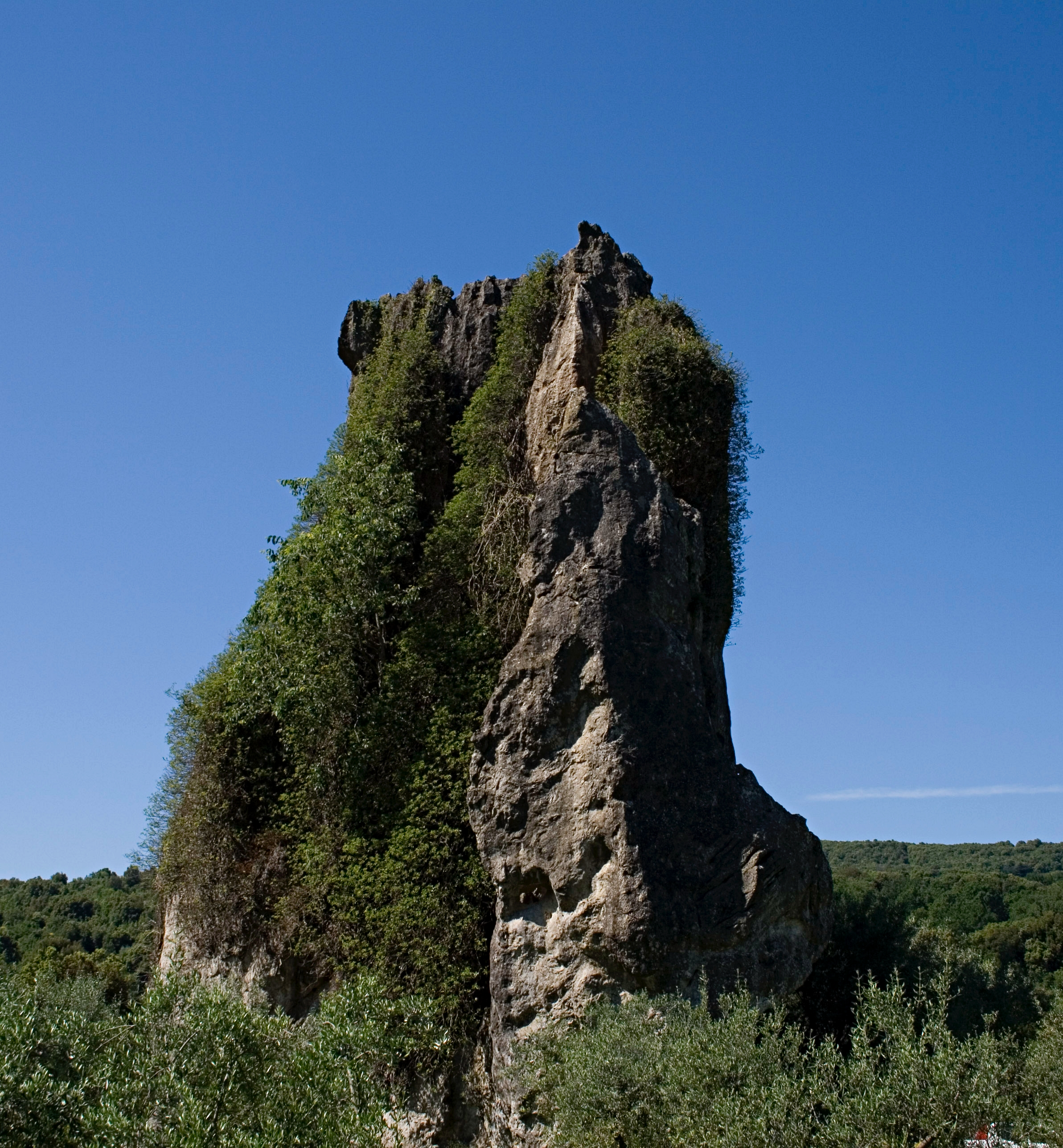
Vegetazione sulla Rava
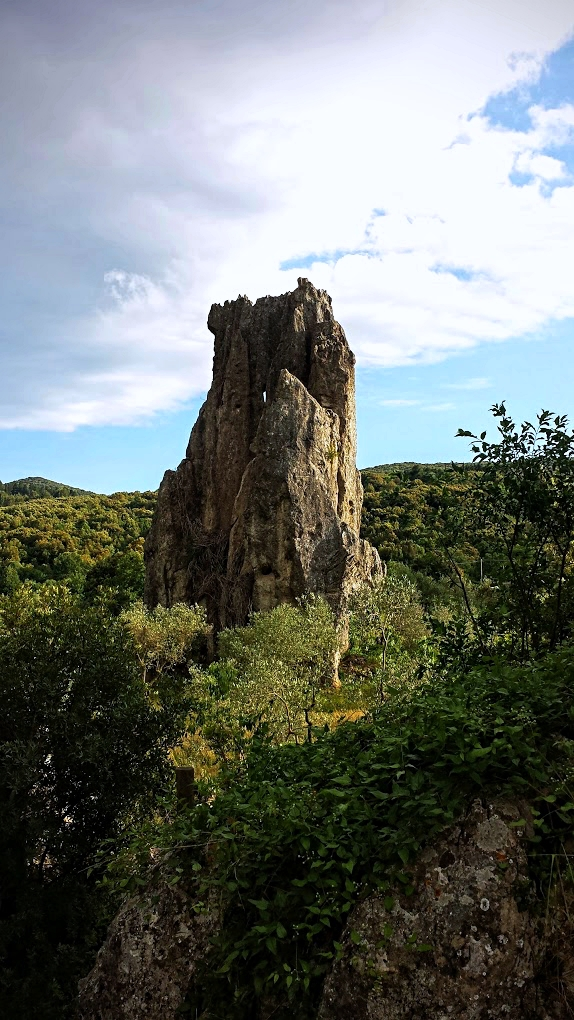
La Rava nei vitigni
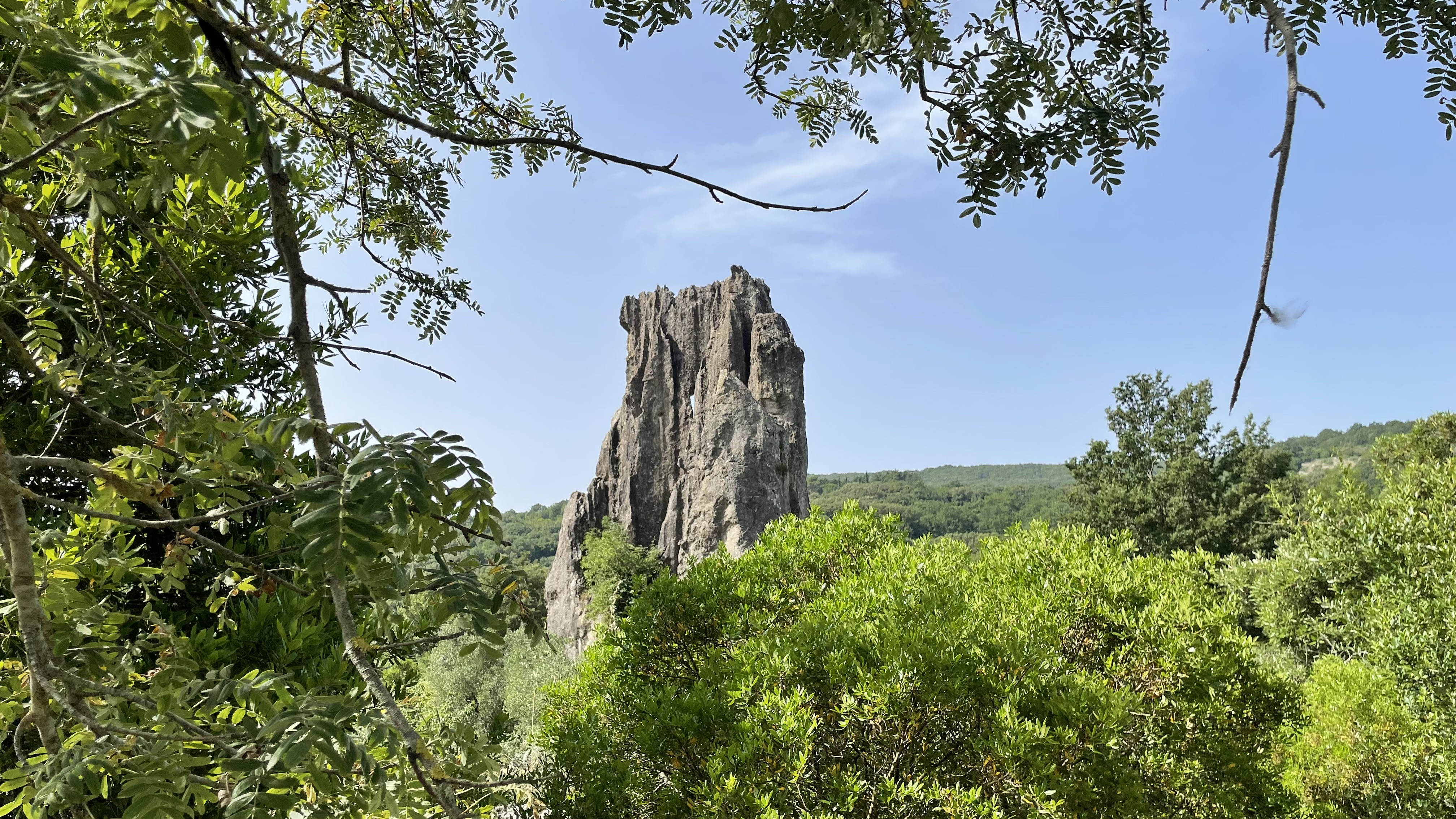
La Rava di San Domenico
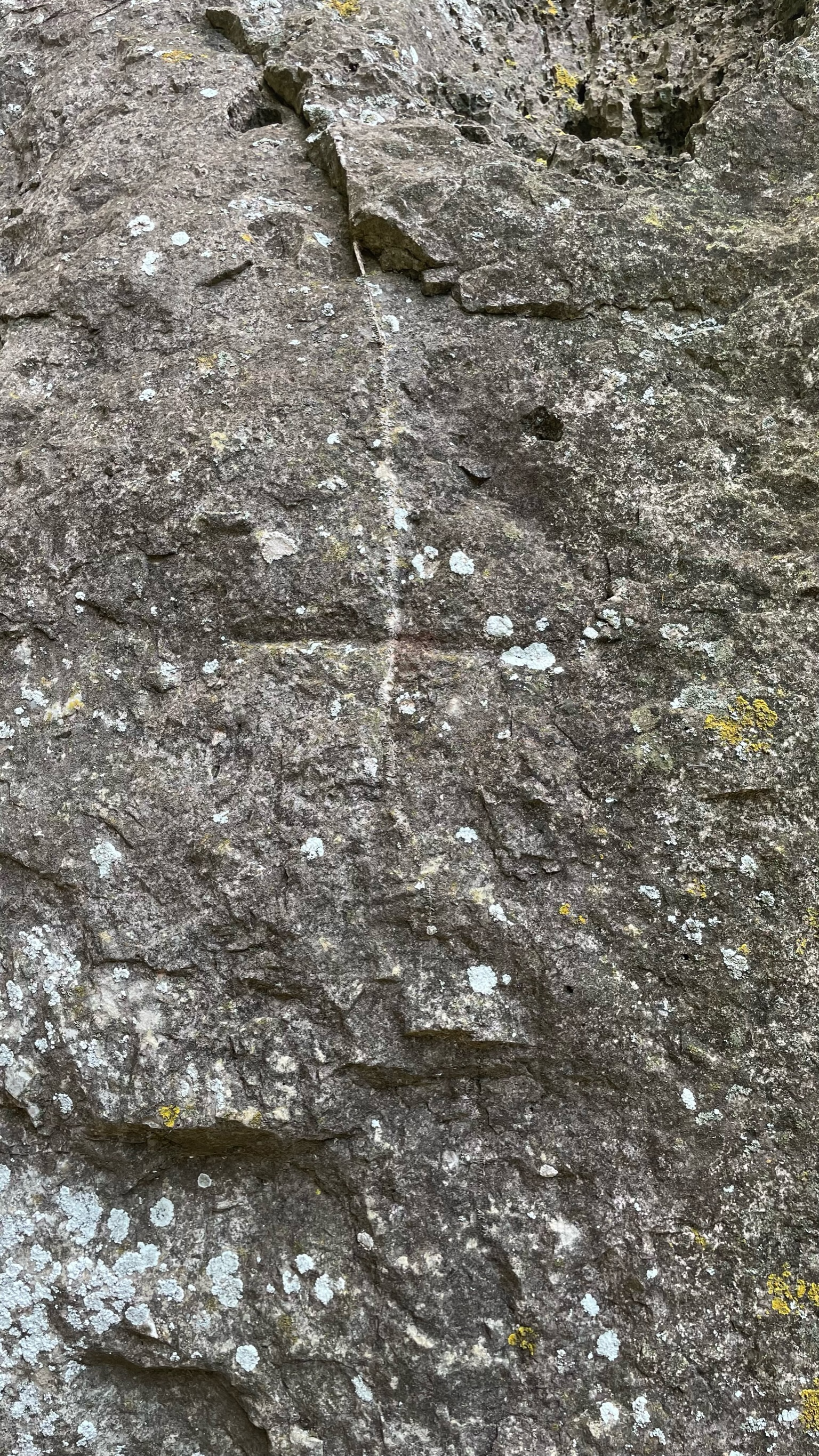
Croce di confine

Il più celebre e notevole esempio tra questi, è la Rava di San Domenico, alta circa 18 metri e simbolo indiscusso di Campo Soriano. Talvolta, viene indicata spesso con nomi diversi: Pinnacolo, Piramide di roccia, Carciofo, ma a tutti è nota come La Cattedrale. L'elemento mistico è stato spesso associato all'immagine di questa scultura naturale, vuoi per i richiami a motivi architettonici romanici e gotici, vuoi per la funzione di cippo confinario tra i territori di Terracina e Sonnino, frontiera segnalata da una croce incisa sulle pareti.
Alcuni resti di antichi mattoni, che chiudono una nicchia naturale, sembrano indicare inoltre la sede di una immagine votiva. La dedica della Rava a San Domenico (San Domenico da Sora, venerato particolarmente nelle zone nel Lazio meridionale) è da attribuirsi probabilmente all’insediamento basso-medievale di alcuni monaci benedettini di Fossanova e di Terracina, attivi colonizzatori di molteplici pianori sugli Ausoni.
Tecnicamente, la Cattedrale è un rilievo residuale di calcare che si erge sul fondo di un piano carsico; un hum appunto. Per milioni di anni, le acque meteoriche, caricandosi di anidride carbonica, acquisendo quindi una carica acida che permette la corrosione del carbonato di calcio, maggior componente dei calcari di Campo Soriano, hanno letteralmente scolpito questo panorama. Tuttavia, l'incessante processo carsico non è l'unico agente atmosferico ad averne plasmato le sembianze. I cicli di gelo e disgelo, la forte escursione termica, la radicazione della vegetazione e l'azione di alcuni licheni, hanno contribuito a modellare questi hum così come oggi li osserviamo. Ciò che rimane è la testimonianza di un processo chimico e fisico durato per ben 5 milioni di anni.

## Geologia
Il carsismo non è un fenomeno esclusivo di Campo Soriano, ma bisogna ammettere che un campionario di fenomenologia carsica di questo genere distribuito in così pochi ettari è sorprendente sotto ogni punto di vista. Quando si parla di carsismo a livello accademico non può non essere citato l'esempio di Campo Soriano. Di fatti, la zona è uno dei pochi punti dell’intero mediterraneo in cui la successione dei fenomeni si presenta più spettacolare e meglio conservata. La geologia è dunque un elemento cardine del territorio. Le rocce carbonatiche, comunemente chiamate "calcari", rendono questo panorama unico nel suo genere.
In era Mesozoica, circa 200 milioni di anni fa, la cosiddetta piattaforma laziale-abruzzese doveva essere ricoperta da un mare poco profondo e relativamente calmo, sul cui fondale si iniziò a sedimentare uno strato sempre più spesso di calcare, che raggiunse i 3 km di altezza. In quel tempo, l'Italia aveva un aspetto ben diverso da quello attuale, che doveva esser simile a quello delle odierne Bahamas. Verso la fine del Giurassico (circa 140-150 milioni di anni fa) iniziò un lieve sollevamento del fondale durato fino al Miocene, periodo compreso dai 7 ai 26 milioni di anni fa, con l’alternanza di periodi di stasi e riprese. Durante il Giurassico, il fondale marino poco profondo permise quindi la proliferazione di vita pelagica, soprattutto di alcuni molluschi preistorici appartenenti alla famiglia delle rudiste.
Le odierne rocce si formarono dunque in seguito alla sedimentazione di carbonato di calcio (CaCO3), prodotto sia dal disfacimento di alghe che di gusci di molluschi e plancton, ma normalmente contenuto in soluzioni nell'acqua marina. Attraverso il processo della diagenesi, questo agglomerato melmoso formò dunque il calcare, dalla massa stratificata più o meno spessa ed omogenea.
In breve, quattro sono le tappe che sintetizzano il processo:
- Triassico superiore (circa 200 milioni di anni fa): sviluppo della piattaforma laziale-abbruzzese;
- Cretaceo superiore (circa 80 milioni di anni fa): formazione della breccia calcarea;
- Miocene superiore (circa 8 milioni di anni fa): emersione della catena appenninica e dei monti Lepini-Ausoni-Aurunci;
- Pliocene (circa 5 milioni di anni fa): inizio dell'azione carsica del paesaggio attuale.

In quest'ultima fase geologica le fessure nei calcari permettono all'acqua di infiltrarsi in profondità: in questo modo si crea un labirinto sotterraneo di grotte, pozzi e condotti. Tuttavia, Campo Soriano presenta una specifica particolarità: la vallata chiusa non concede all’acqua una via di uscita se non quella sotterranea. Se il paesaggio epigeo è un raro esempio di bellezza, basti solo immaginare le meraviglie nascoste sotto i nostri piedi.

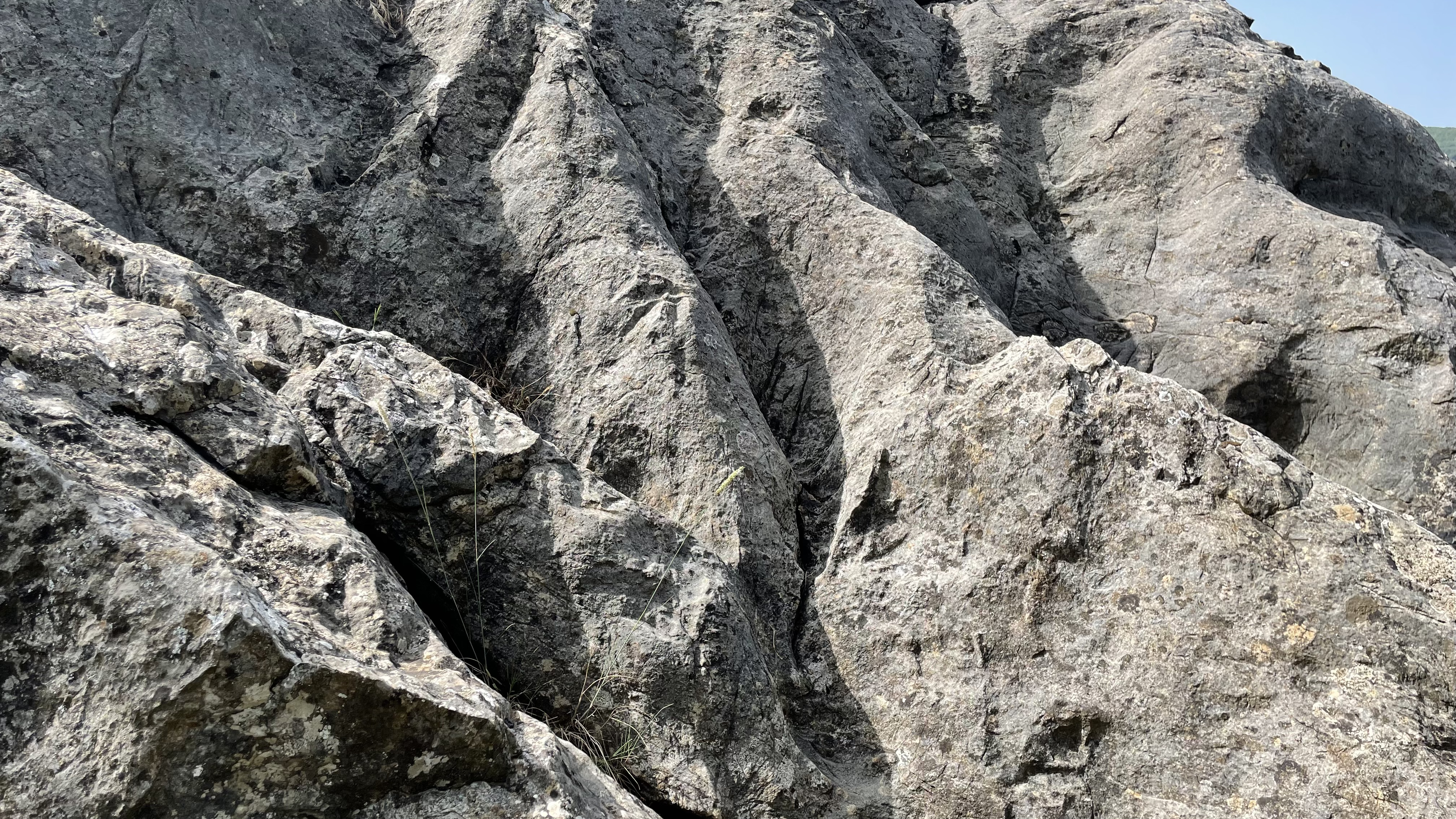
Ruscellamento superficiale
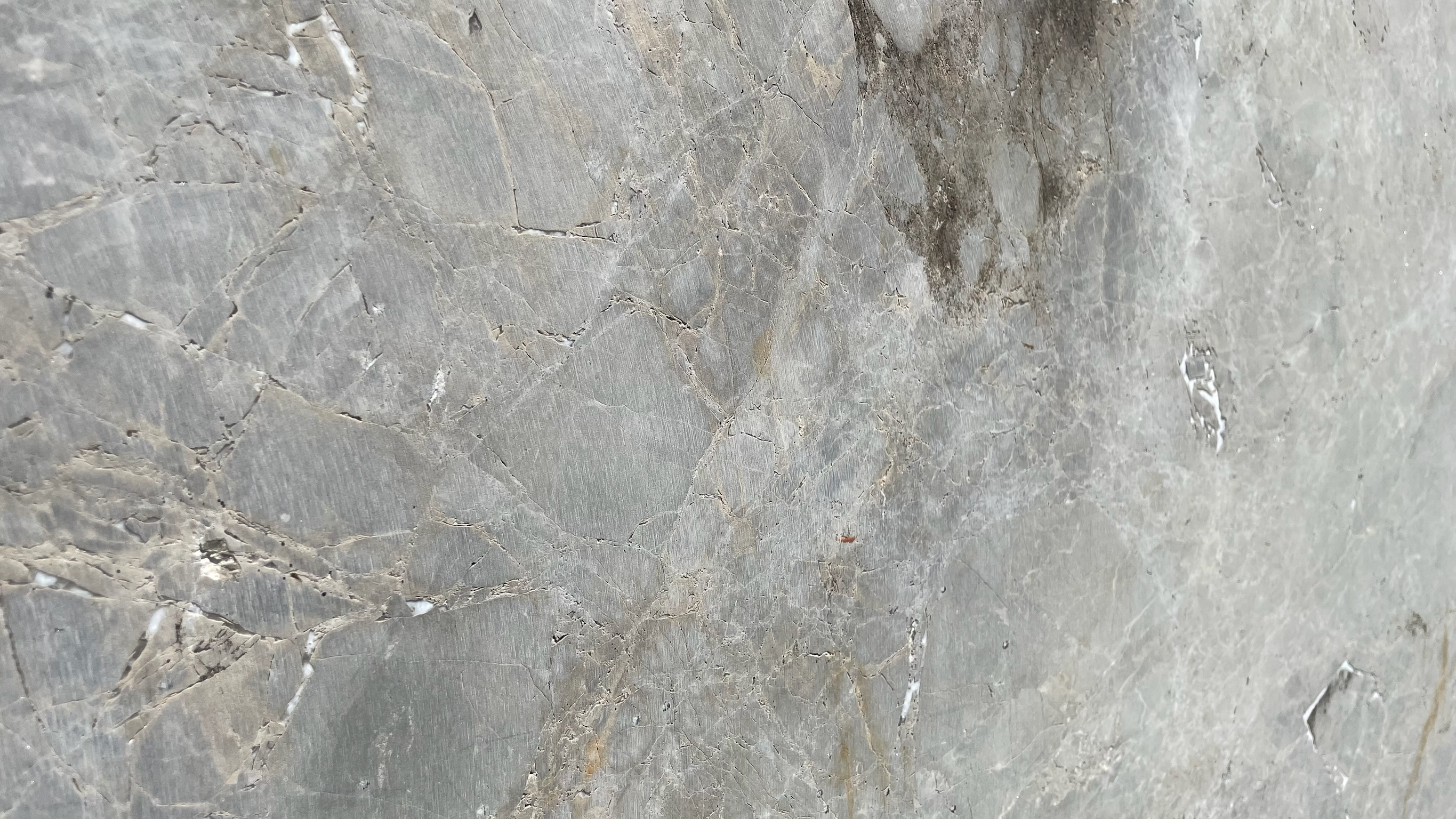
Dettaglio sui clasti
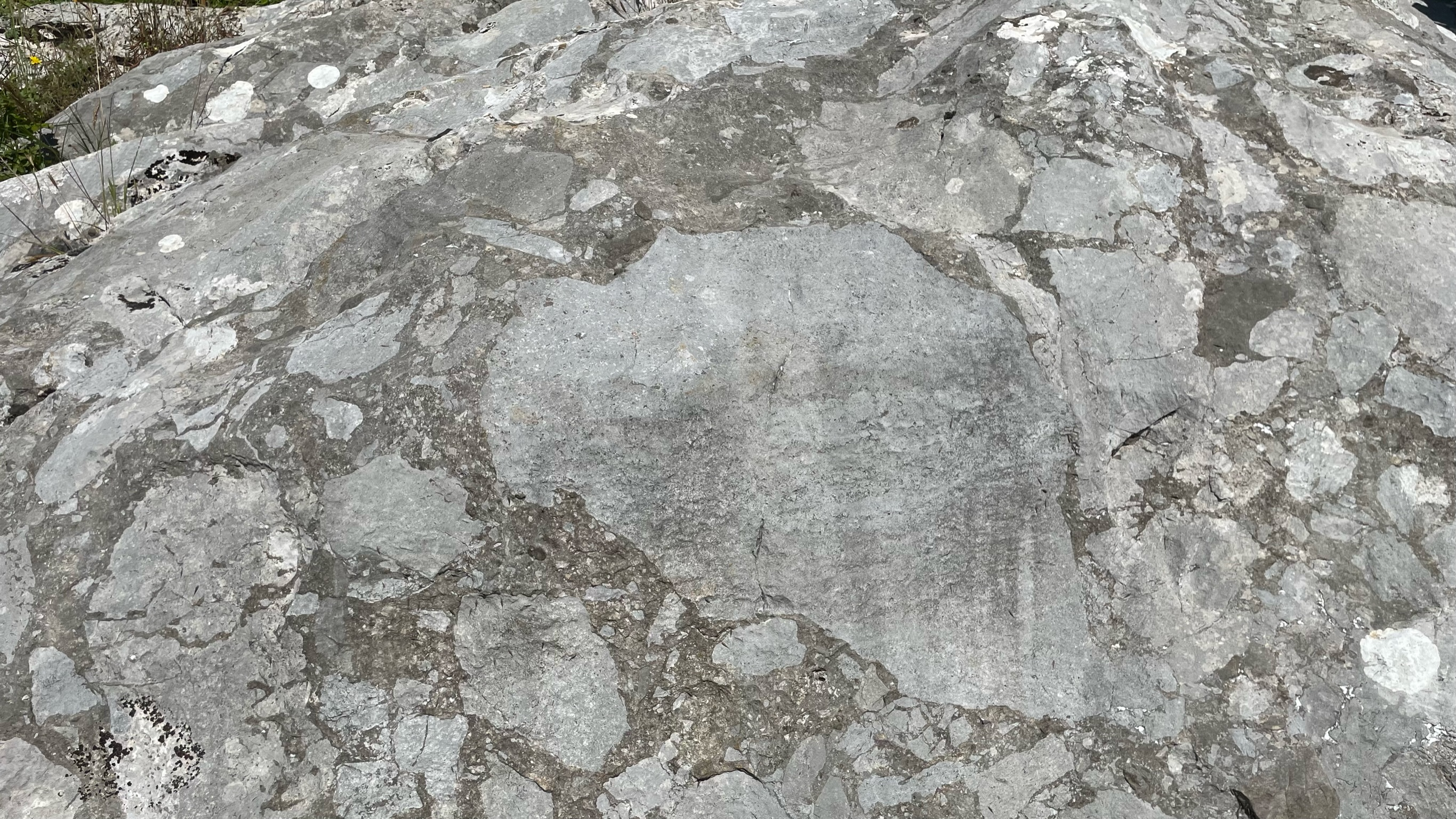
Breccia calcarea
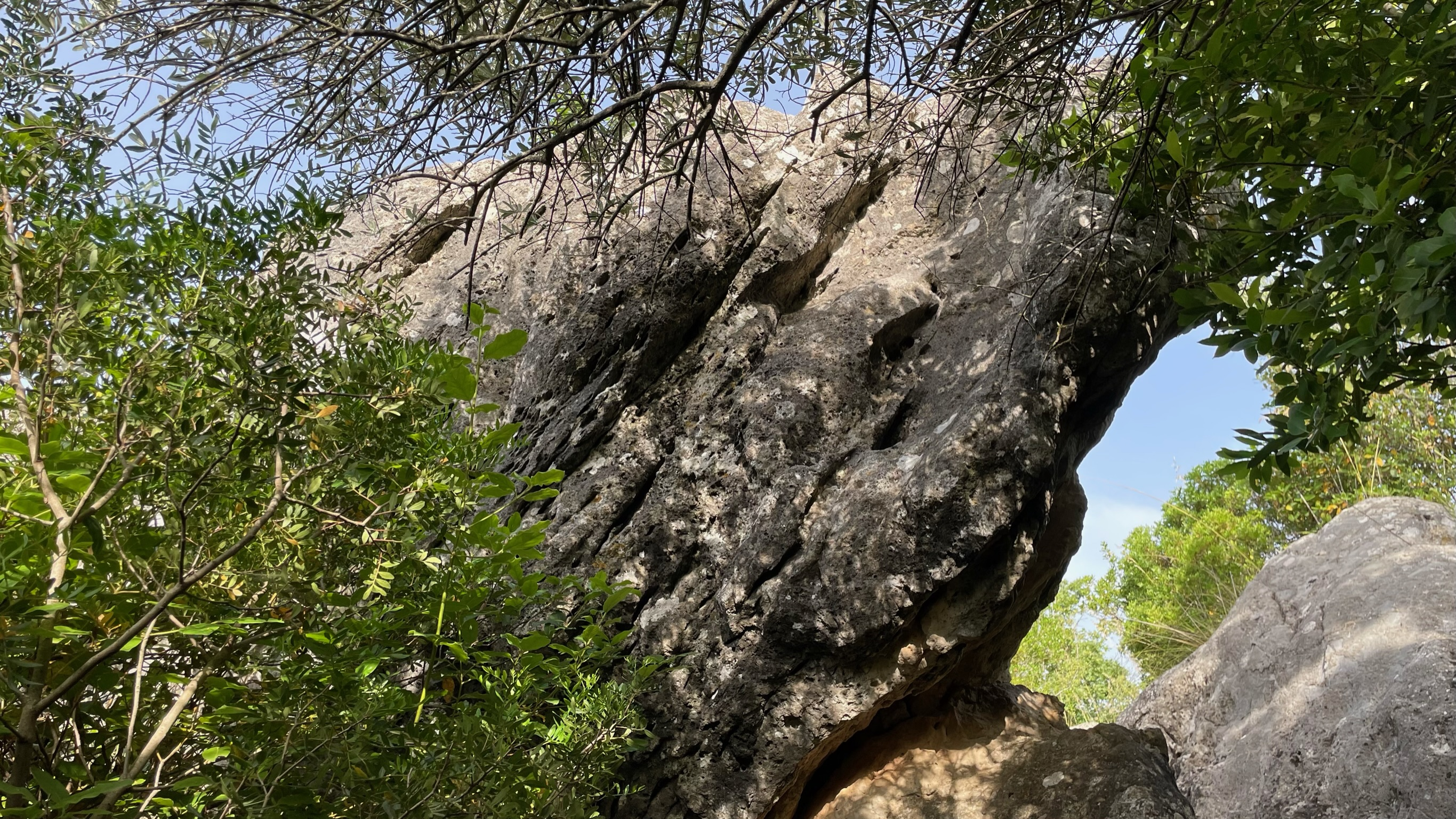
Sezioni trasversali

## Il polje di Campo Soriano

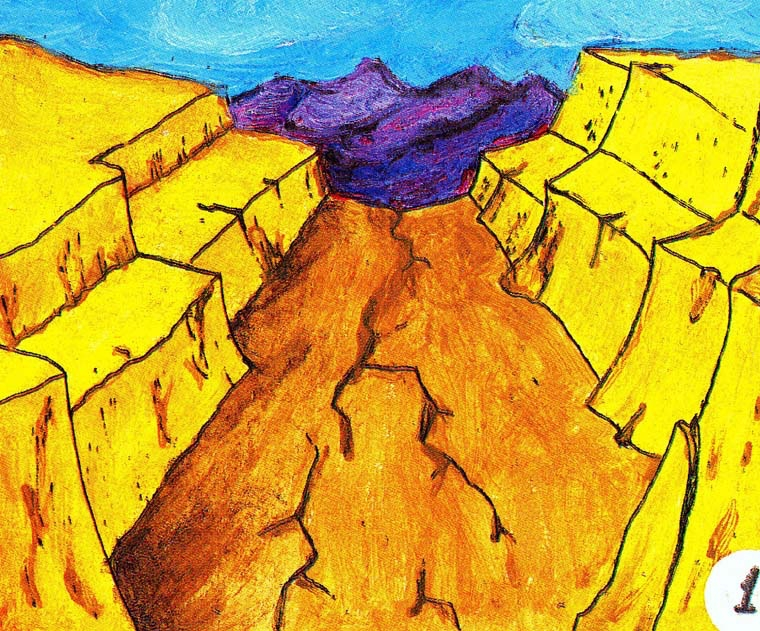
Ricostruzione geologica 1
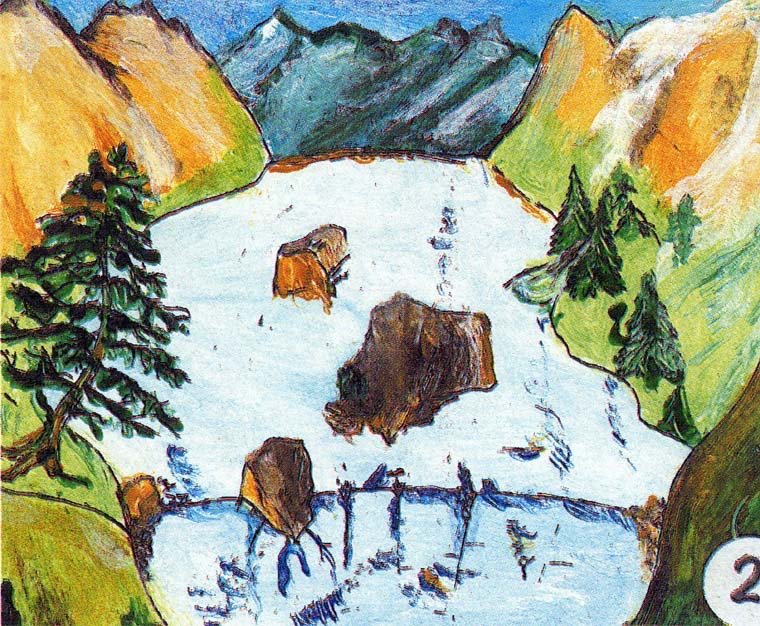
Ricostruzione geologica 2
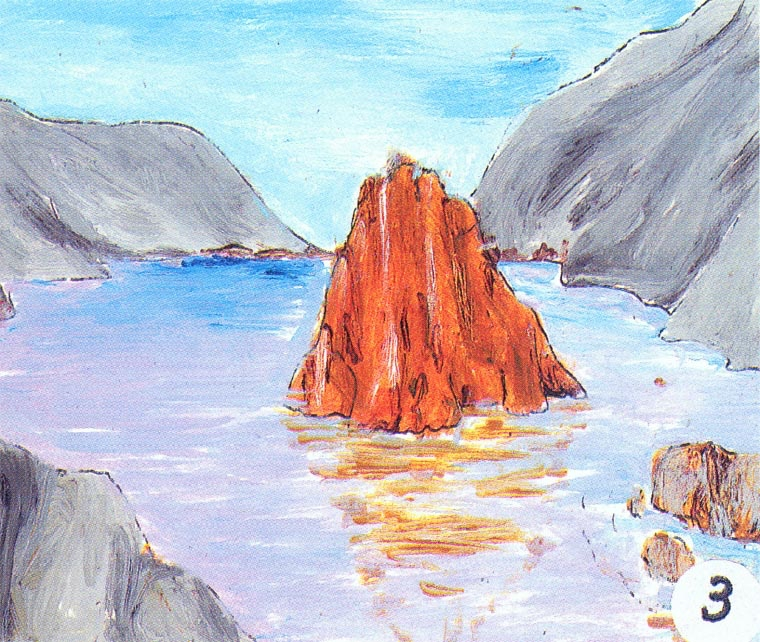
Ricostruzione geologica 3
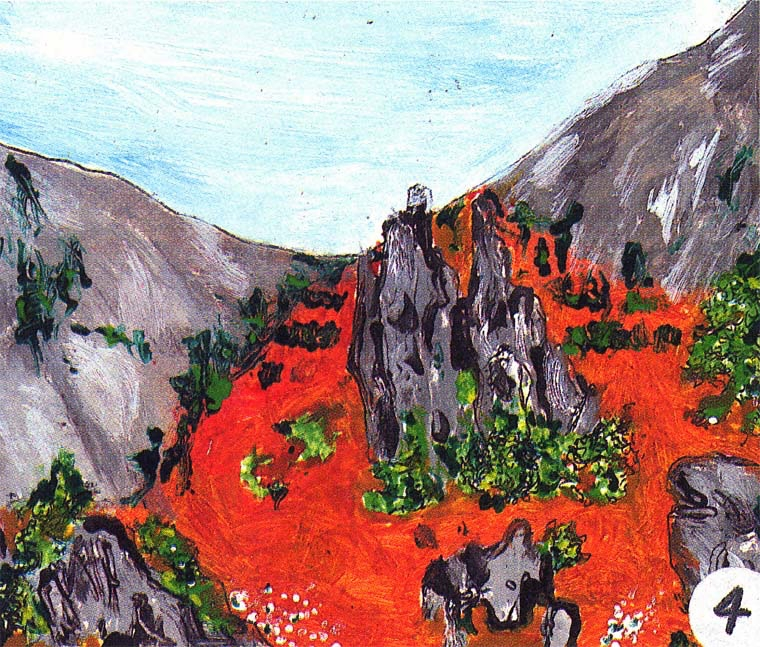
Ricostruzione geologica 4

Campo Soriano è un'ampia porzione di fondovalle pianeggiante cinto da quattro rilievi, con una larghezza tra i 200 e i 300 metri e una lunghezza complessiva di circa 3 chilometri. La vallata viene definita con un termine di origine slava, polje, che significa precisamente "campo piano". Il polje è una vasta dolina di crollo formatasi per effetto di erosione e corrosione durante un periodo lunghissimo. È delimitato da un bordo roccioso ininterrotto che può raggiungere anche una certa altezza. Il fondo è piatto, del tipico colore rosso, e molto fertile in tutta la sua estensione. I terreni carsici sono estremamente asciutti, non a caso non c'è traccia di corsi d'acqua di nessun tipo. Tuttavia, il suolo è fittamente fessurato. L'acqua tende a non fluire giù dai versanti, trattandosi di un fondovalle chiuso, ma permea il terreno finendo nella vasta rete idrica sotterranea composta da grotte, inghiottitoi e laghi che confluiscono in uno degli acquiferi più produttivi del Lazio, che garantisce l'approvvigionamento idrico delle zone circostanti.
Osservando da punti strategici, si possono ripercorrere le tappe dell'evoluzione del bacino carsico: faglia, modellamento glaciale, gelivazione, fase lacustre, svuotamento. Semplificando di molto i fenomeni succedutisi nell’ultimo arco geologico si individuano infine 4 fasi:
1. La frattura tettonica che separò Monte Cavallo Bianco da Monte Romano, potrebbe essersi generata circa 27 milioni di anni fa, in un periodo di assestamenti orografici che interessarono tutto il complesso appenninico.
2. Diversi periodi glaciali modellarono la valle dandole il suo tipico profilo ad U ed ammassando sul fondo rocce e detriti. Durante l’ultima glaciazione, quella di Würm, il cui apice di freddo fu raggiunto circa 60/70 milioni di anni fa, il fondovalle doveva presentarsi ricoperto di ghiacci, anche in periodo estivo.
3. Circa 30 mila anni fa, mentre l’ultima glaciazione cominciava a farsi più mite, il ghiaccio superficiale si sciolse progressivamente, ma sul fondo perdurava una crosta gelida tale da mantenere il terreno impermeabile (permafrost) e rendendo la valle un vero e proprio lago.
4. A partire da 10 mila anni fa, il clima cominciò a stabilizzarsi sui livelli attuali, il permafrost si sciolse e le acque superficiali defluirono nel reticolo carsico sotterraneo fino a raggiungere la falda freatica di base. Campo Soriano acquistò dunque il suo aspetto attuale. Da allora, le acque meteoriche percorrono le stesse vie sotterranee, che le portano a risorgere ai piedi delle montagne in circa 36 ore, alimentando innumerevoli fonti che riforniscono fiumi, canali e lo stesso acquedotto cittadino.

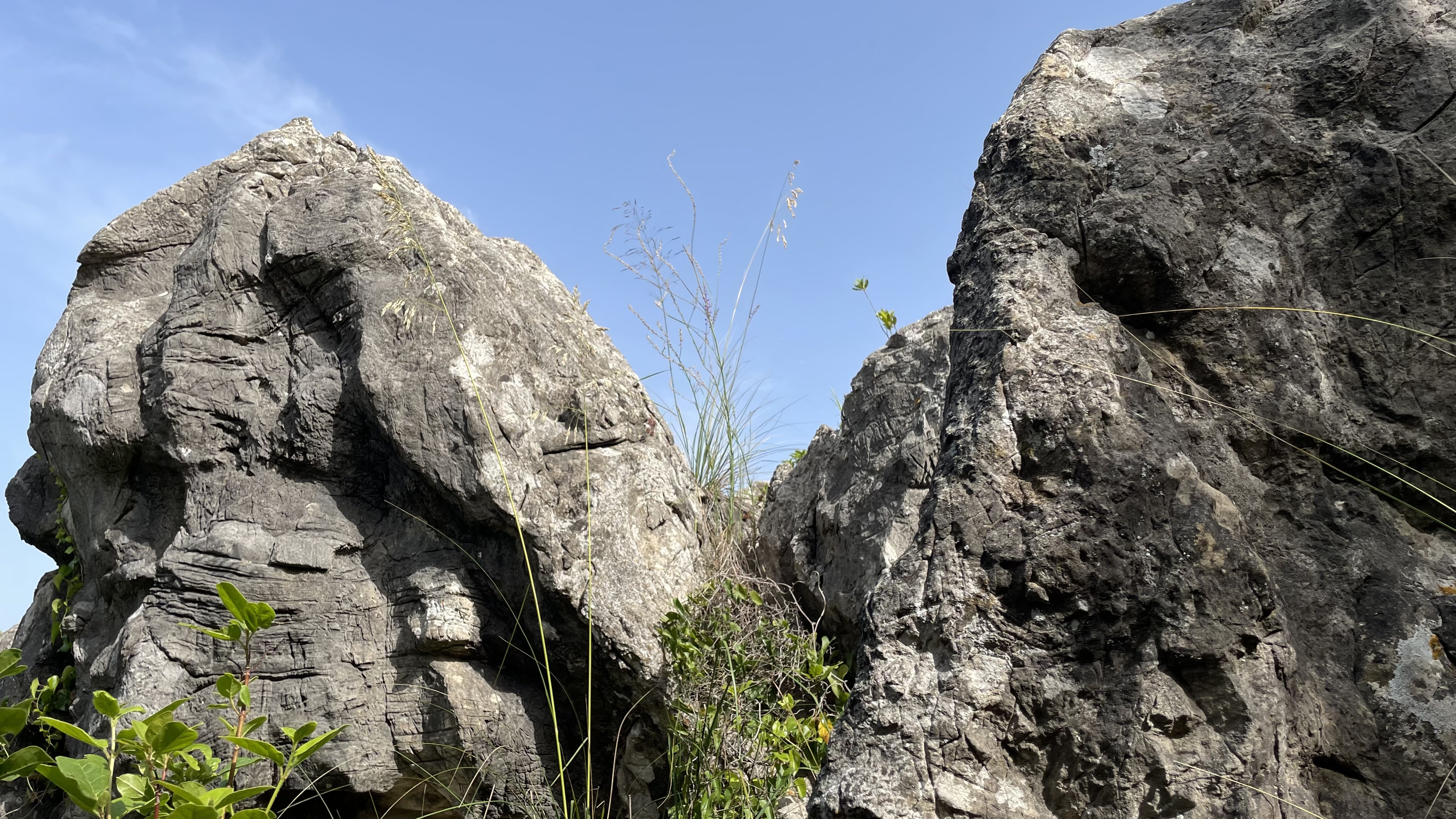
Scorci carsici
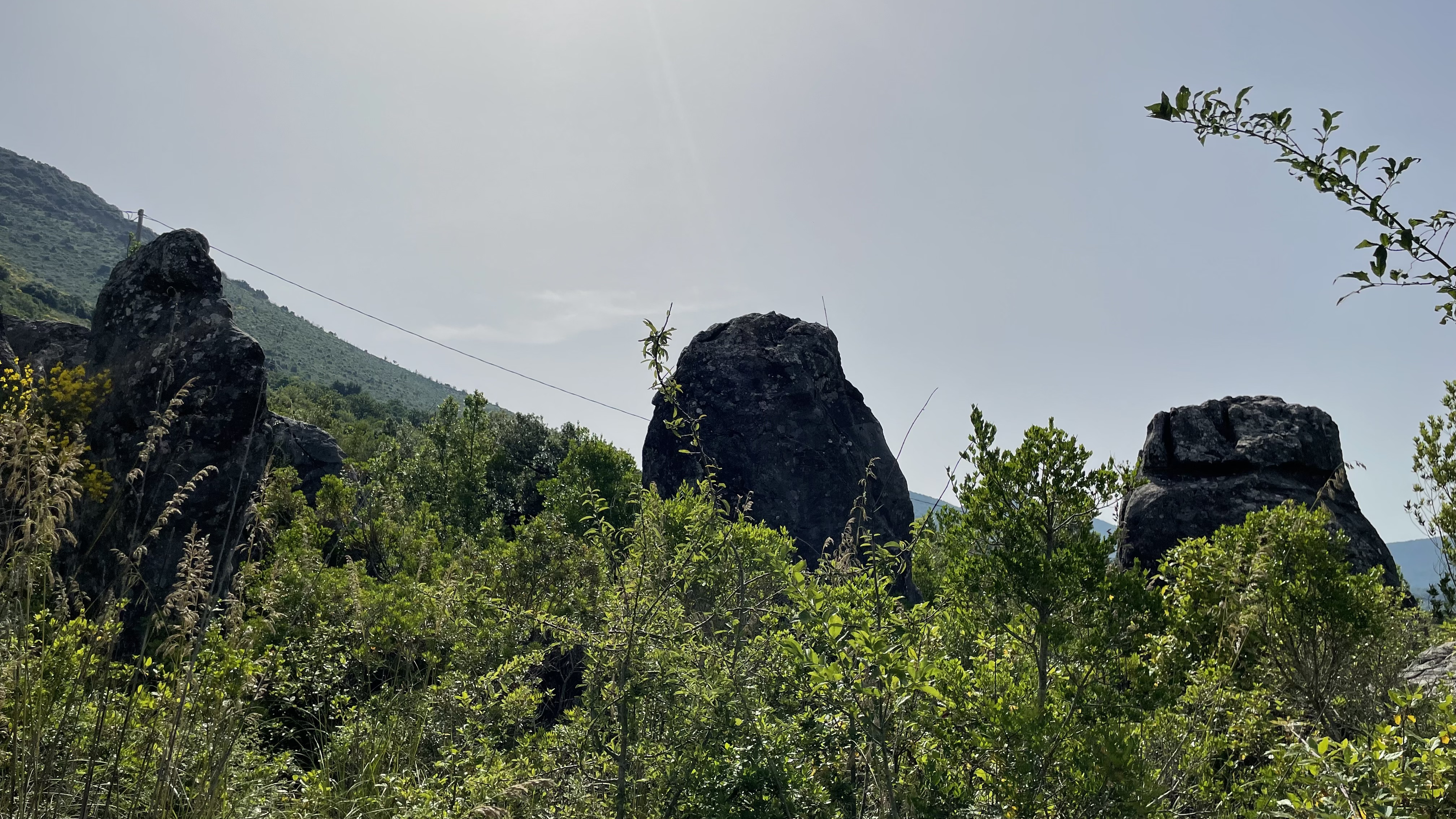
Monoliti carsici

## I cosiddetti acquari

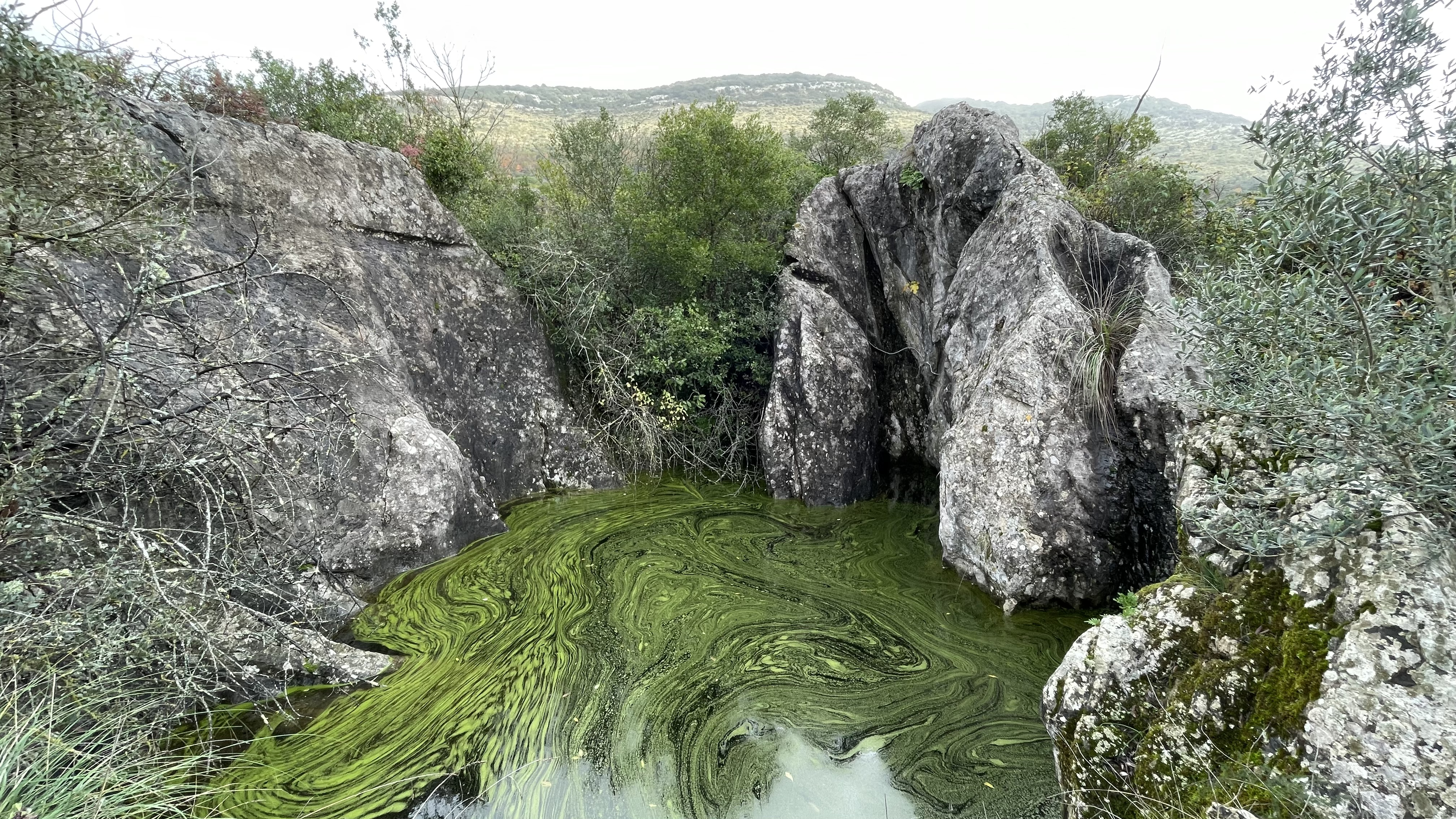
Uno degli acquari più grandi
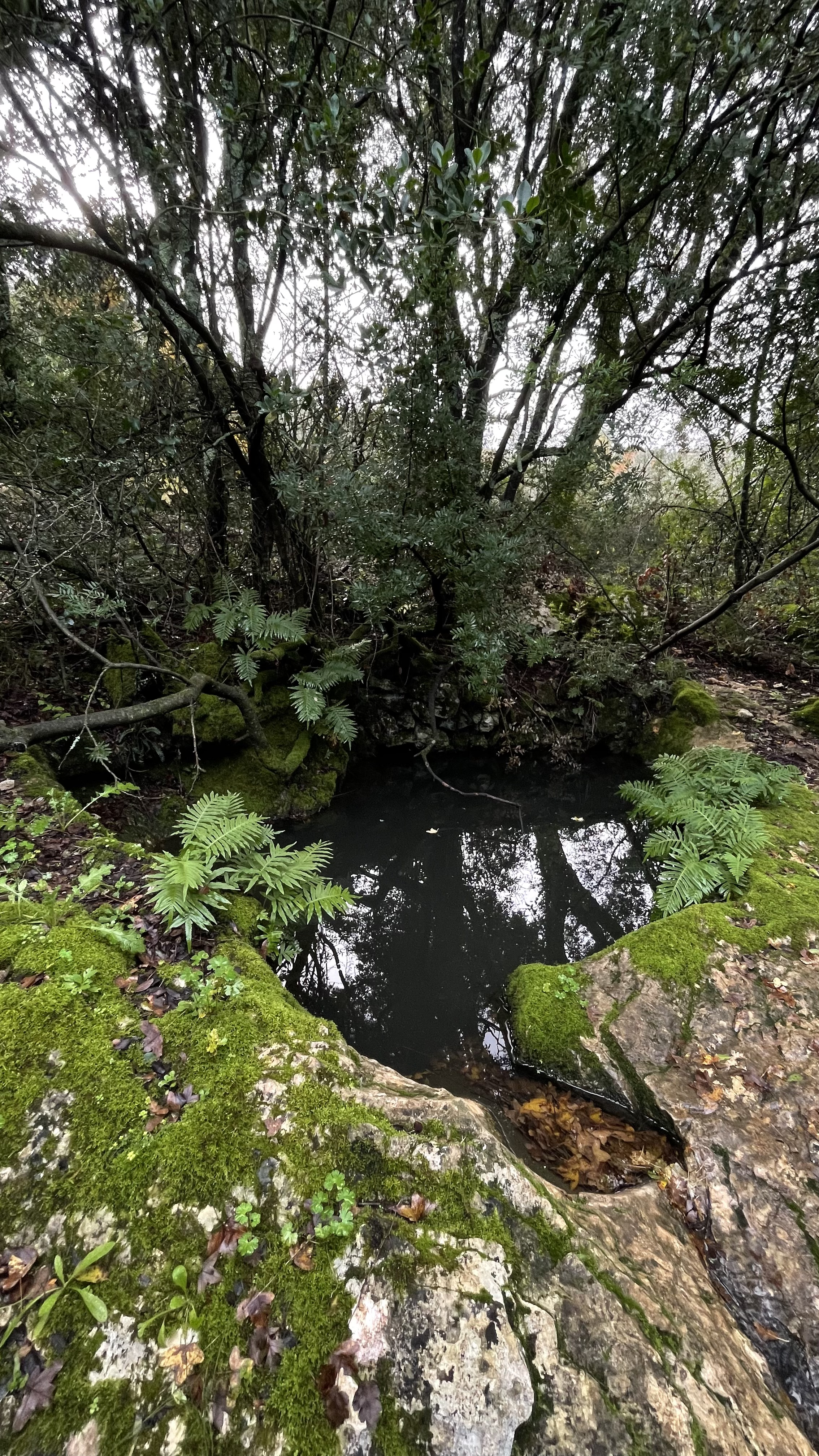
L'acquaro del lino
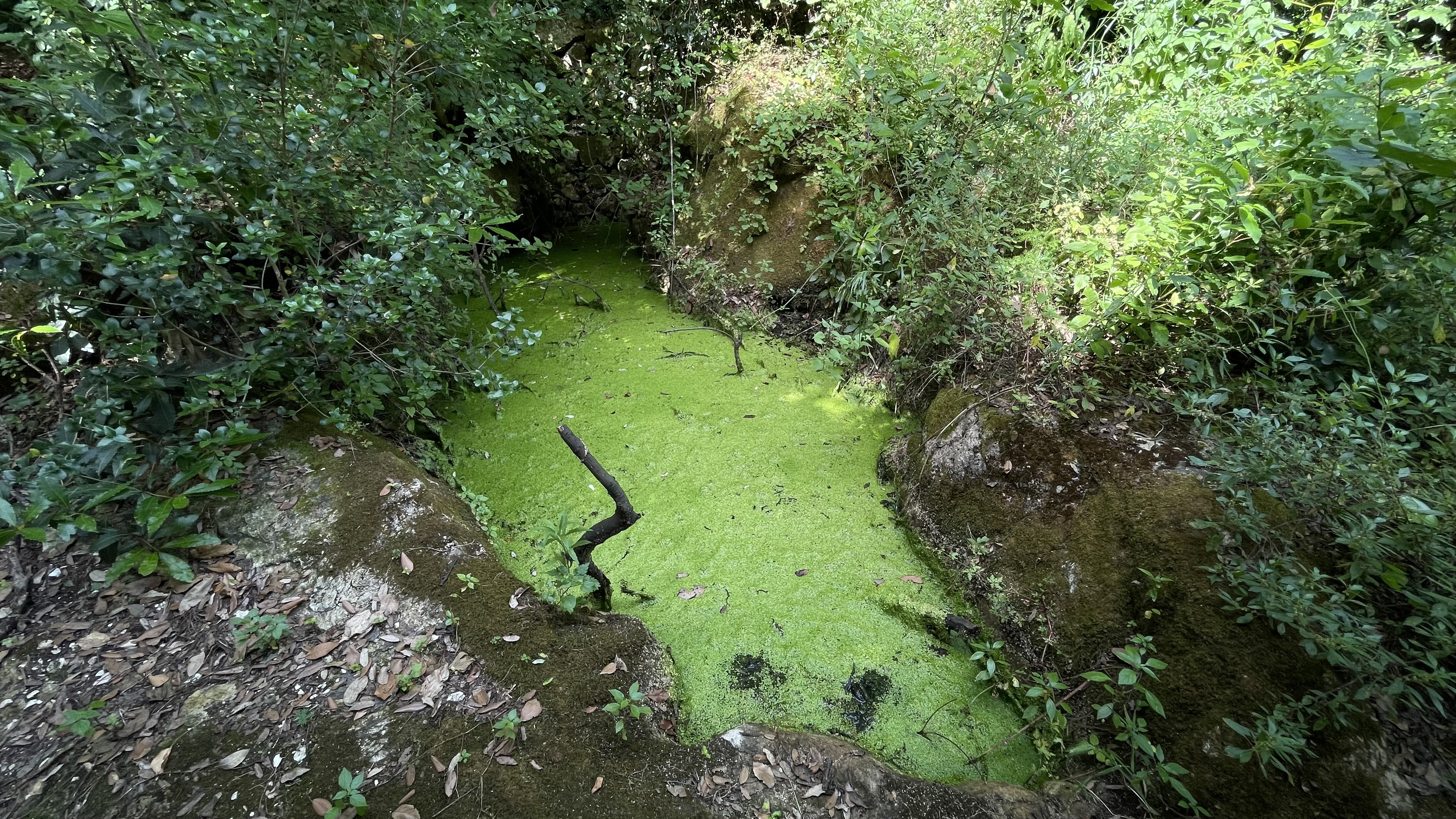
Lenticchia d'acqua sulla superficie dell'acquaro
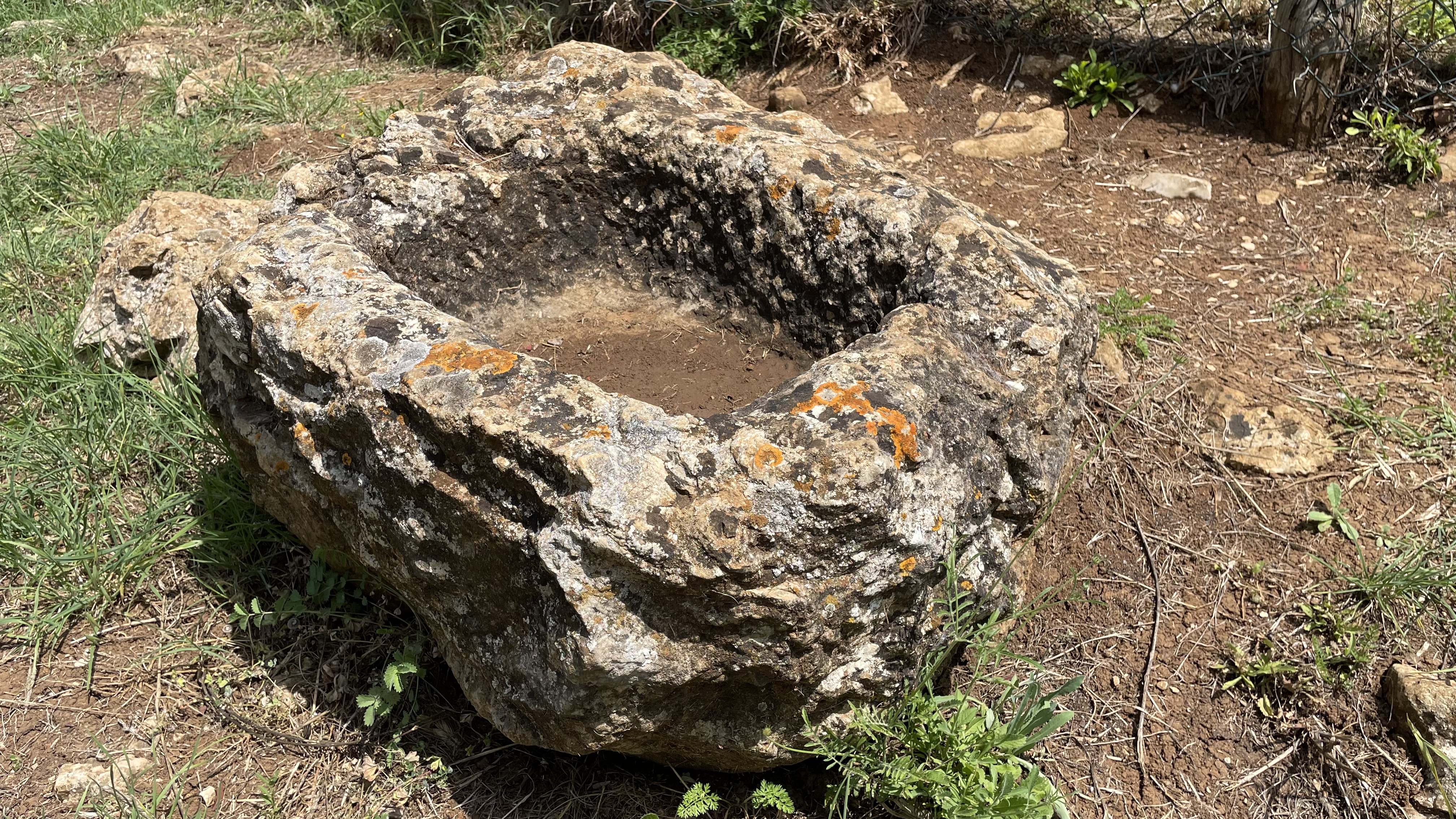
Scifo
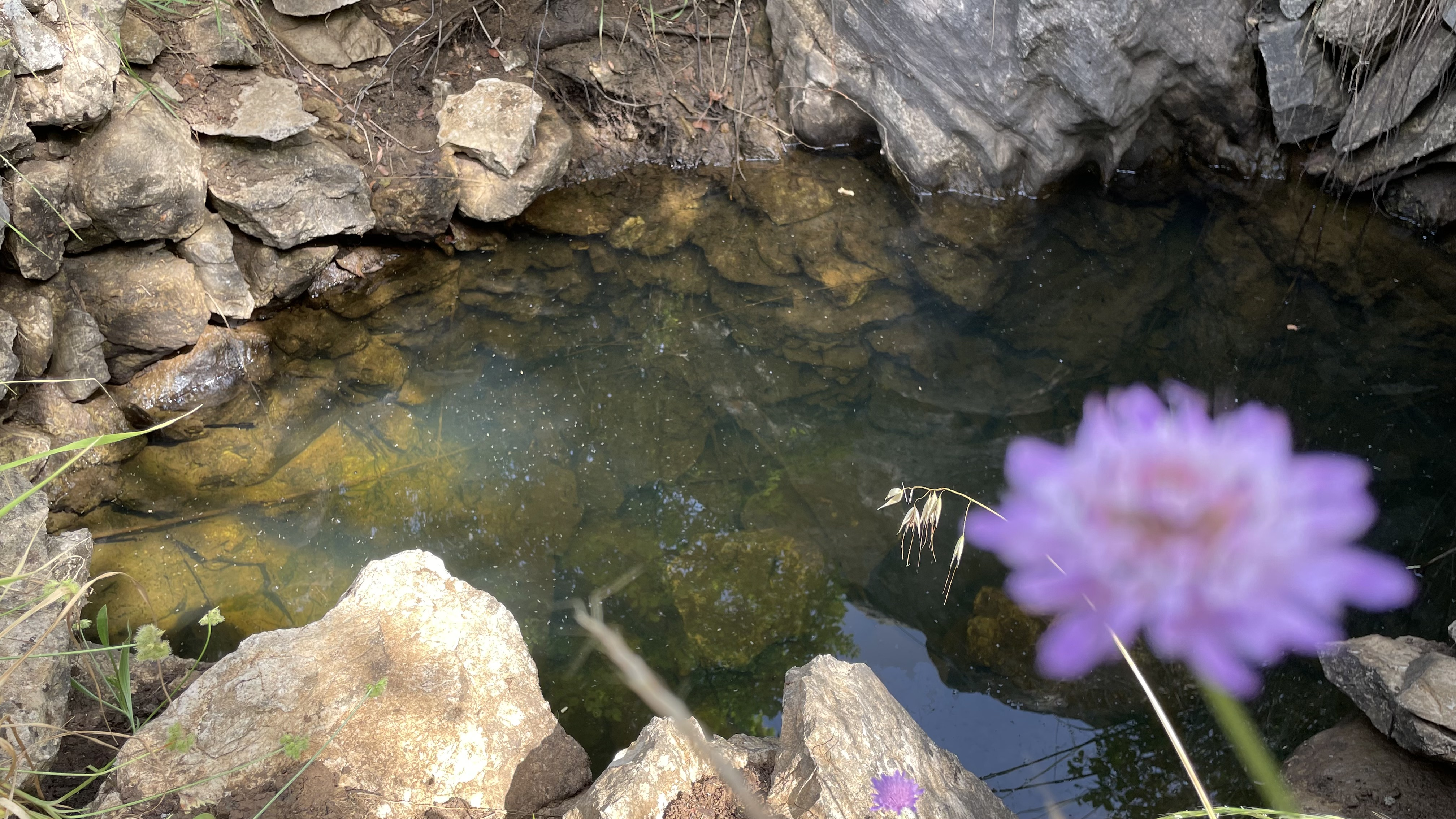
Acquaro sulla ripa

Come detto in precedenza, il terreno carsico non permette che le acque si trattengano sulla superficie poiché il suolo è fessurato e tendenzialmente arido. Tuttavia, l’unica eccezione sono i cosiddetti acquari, tecnicamente chiamati fosse carsiche. Si tratta di cisterne naturali tipiche del fondovalle di Campo Soriano, e furono sfruttate, come si può immaginare, come riserve d’acqua per l’abbeveraggio del bestiame (si noti il piccolo “scifo”), l’irrigazione delle coltivazioni, e, non molto tempo fa, venivano usati dalle donne del posto per il lavaggio e il trattamento del lino.
La roccia calcarea è perfettamente impermeabile, dunque, se l’acqua non riesce a trovare delle fessure per poi allargarne le pareti, le “acquare” trattengono le piogge meteoriche. In alcuni casi, si riconoscono alcune piccole arginature in muratura che hanno permesso all’uomo di aumentarne la capacità di accumulo dell’acqua. Importante notare le concrezioni carsiche che cingono solitamente alcune di queste conche, creando dunque un habitat ben favorevole a varie specie animali quali piccoli mammiferi, uccelli, insetti come la notonetta, la zanzara comune e svariate libellule, ma sono soprattutto dimora di alcuni anfibi tra cui rane, rospi, tritoni italici e crestati (Triturus italicus e Triturus carnifex).

## Il sottosuolo

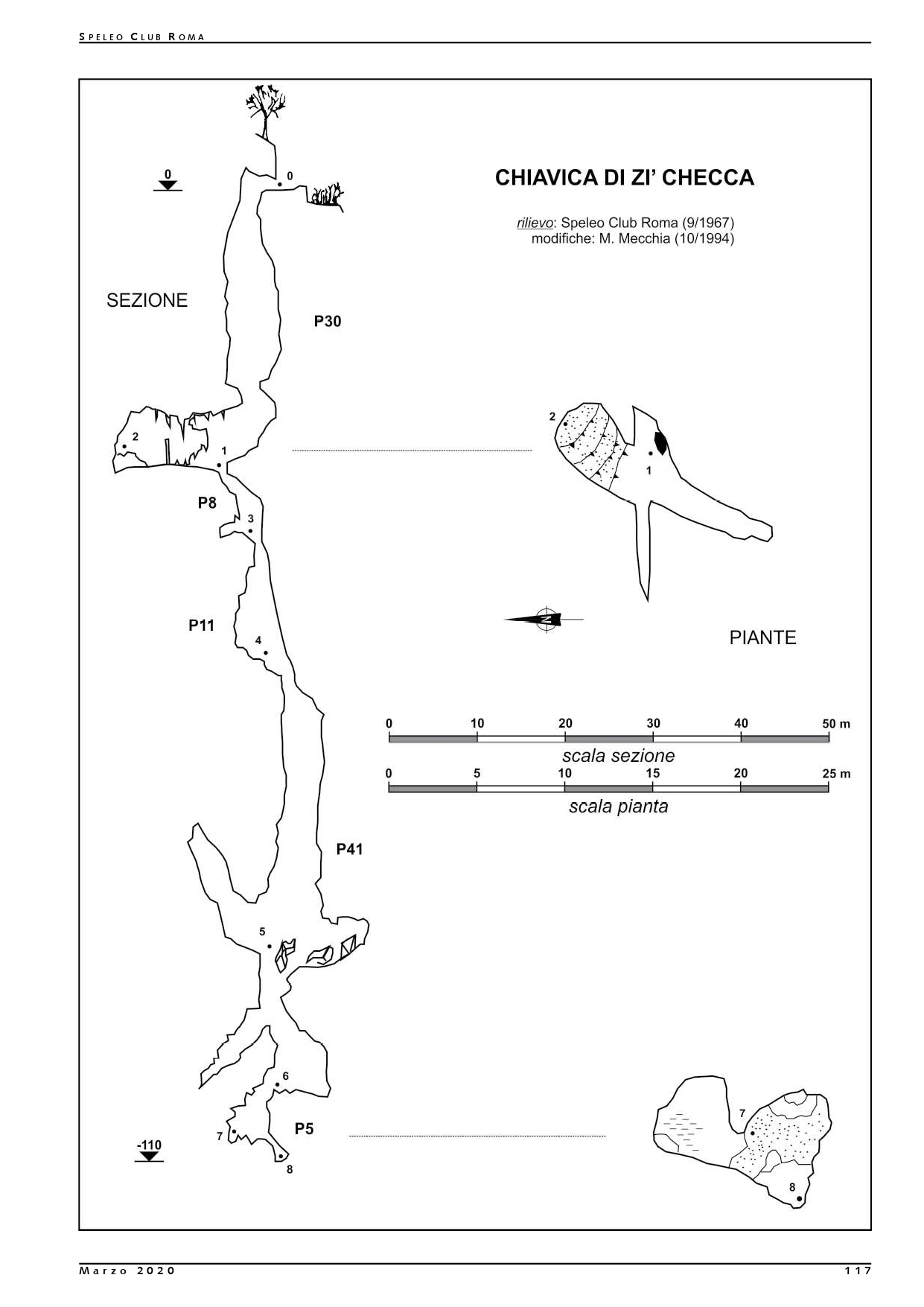
Chiavica di Zi' Checca 1

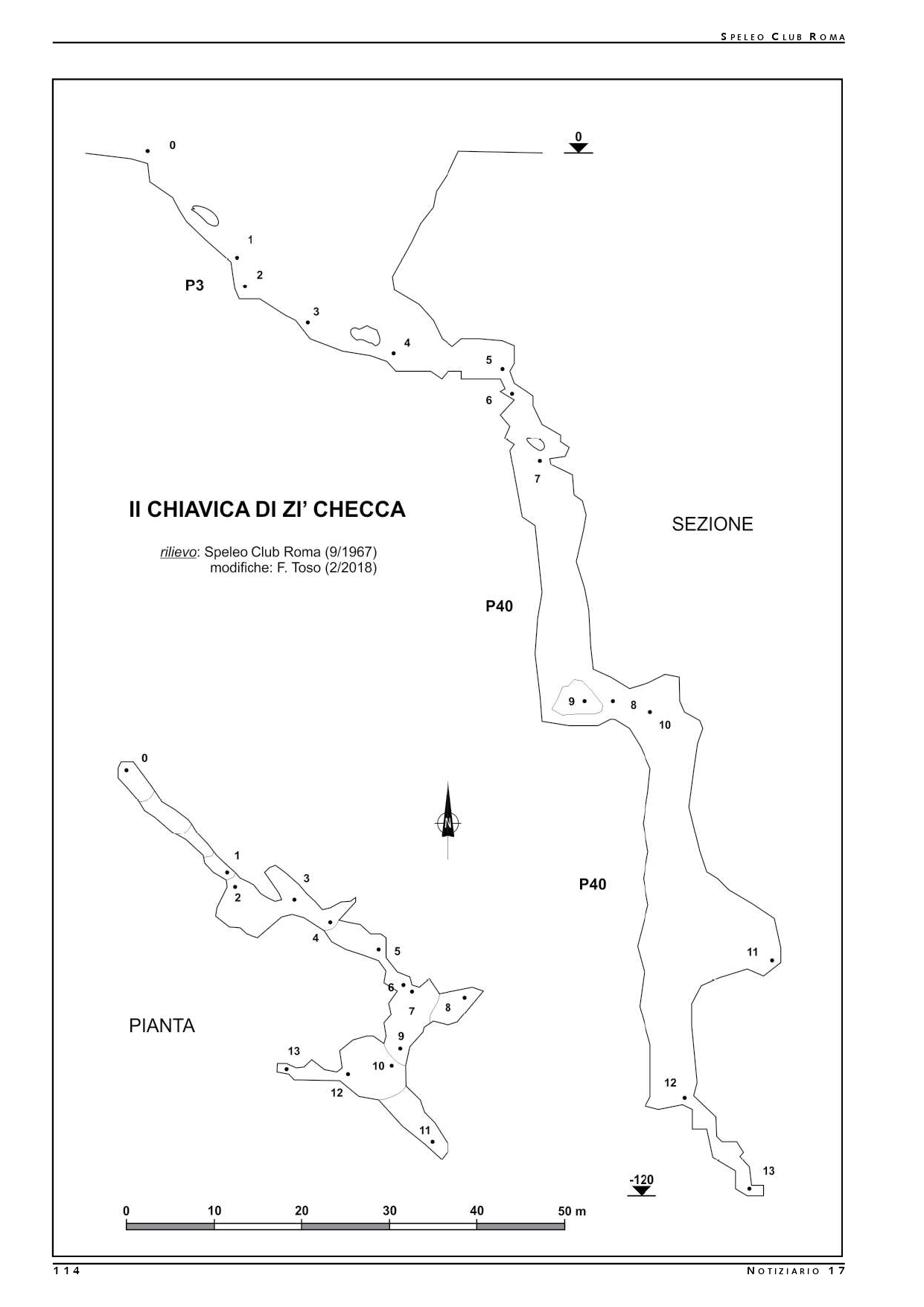
Chiavica di Zi' Checca 2

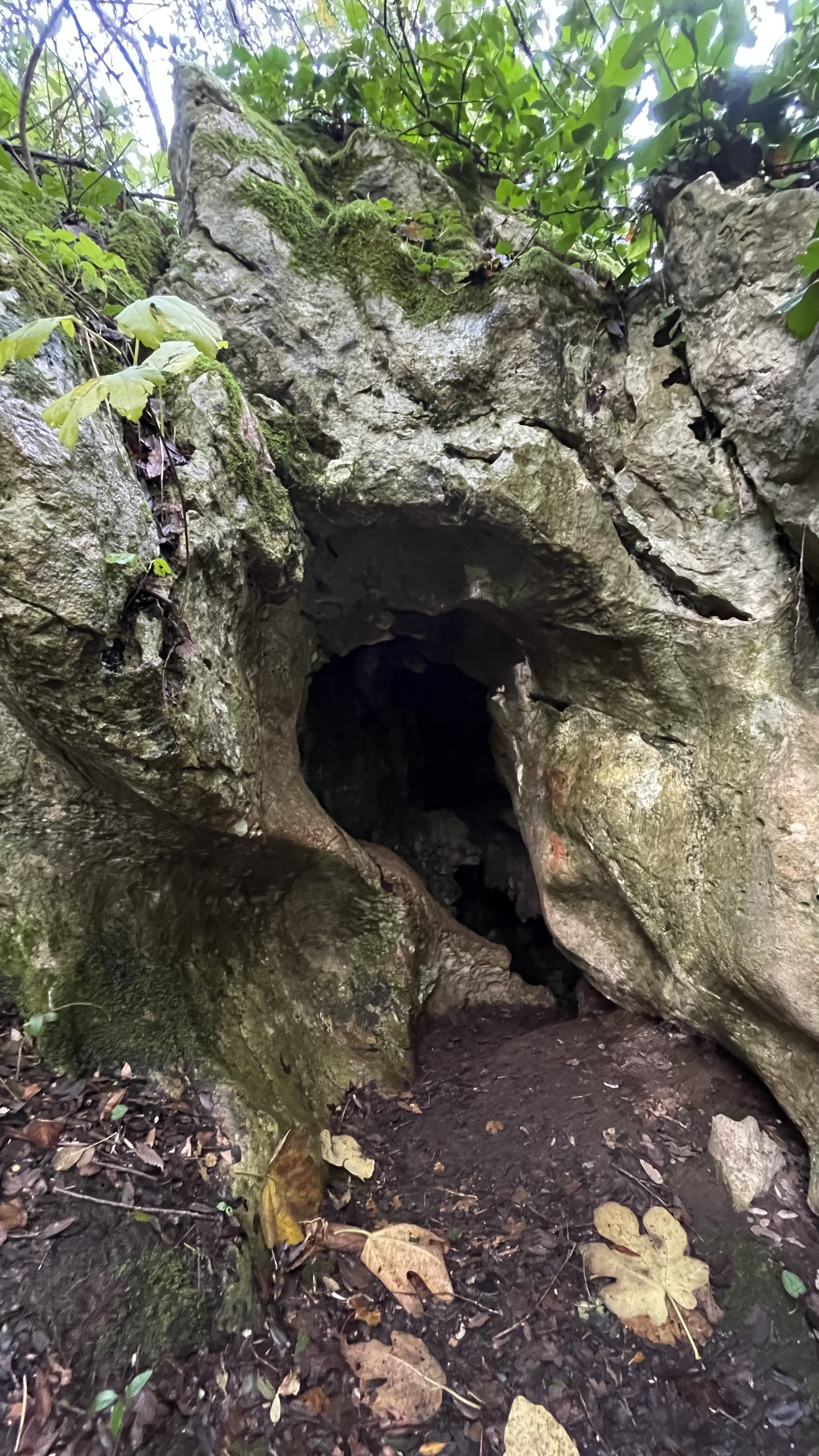
Ingresso della Chiavica di Zi' Checca
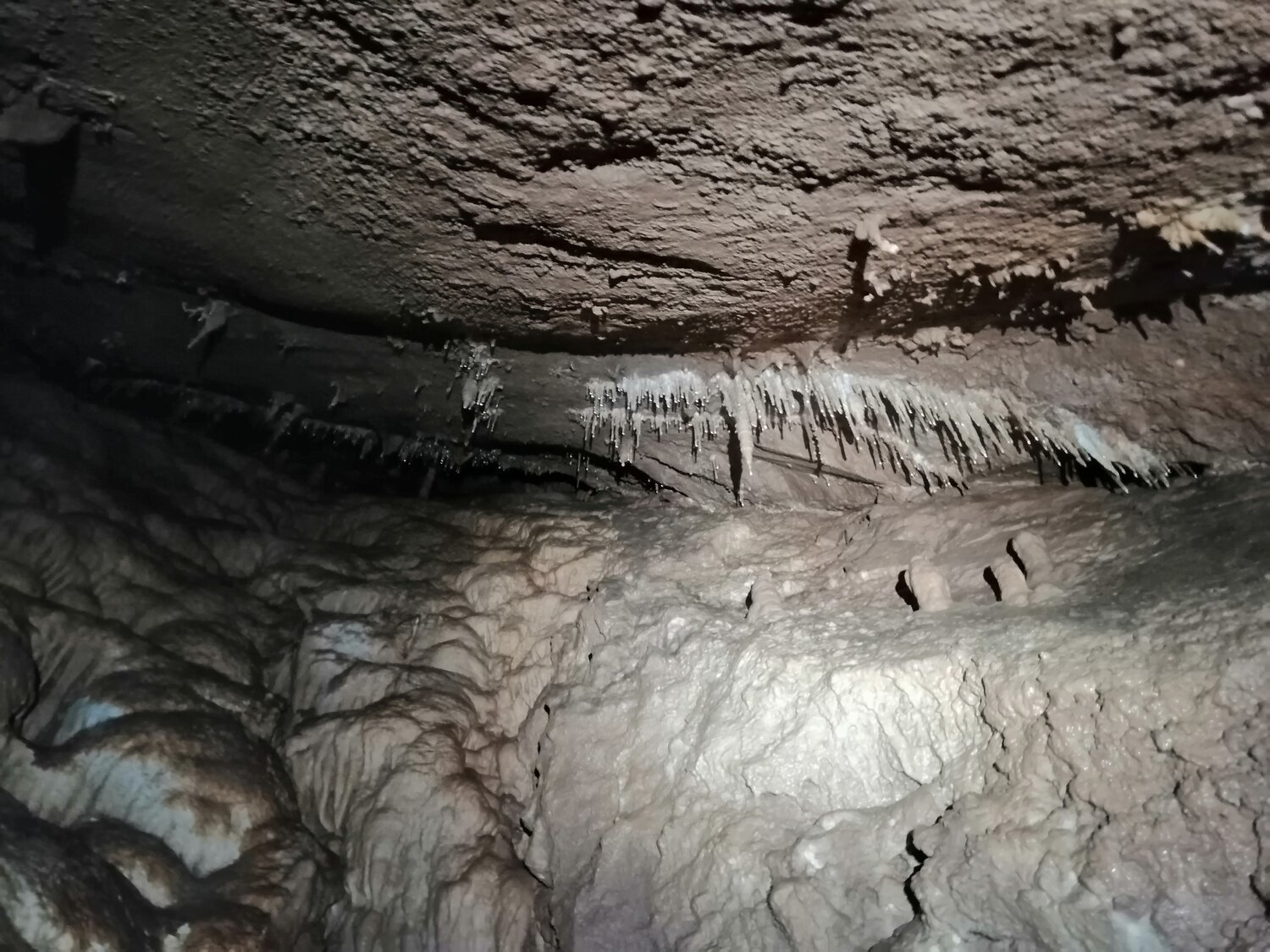
Concrezioni carsiche della grotta
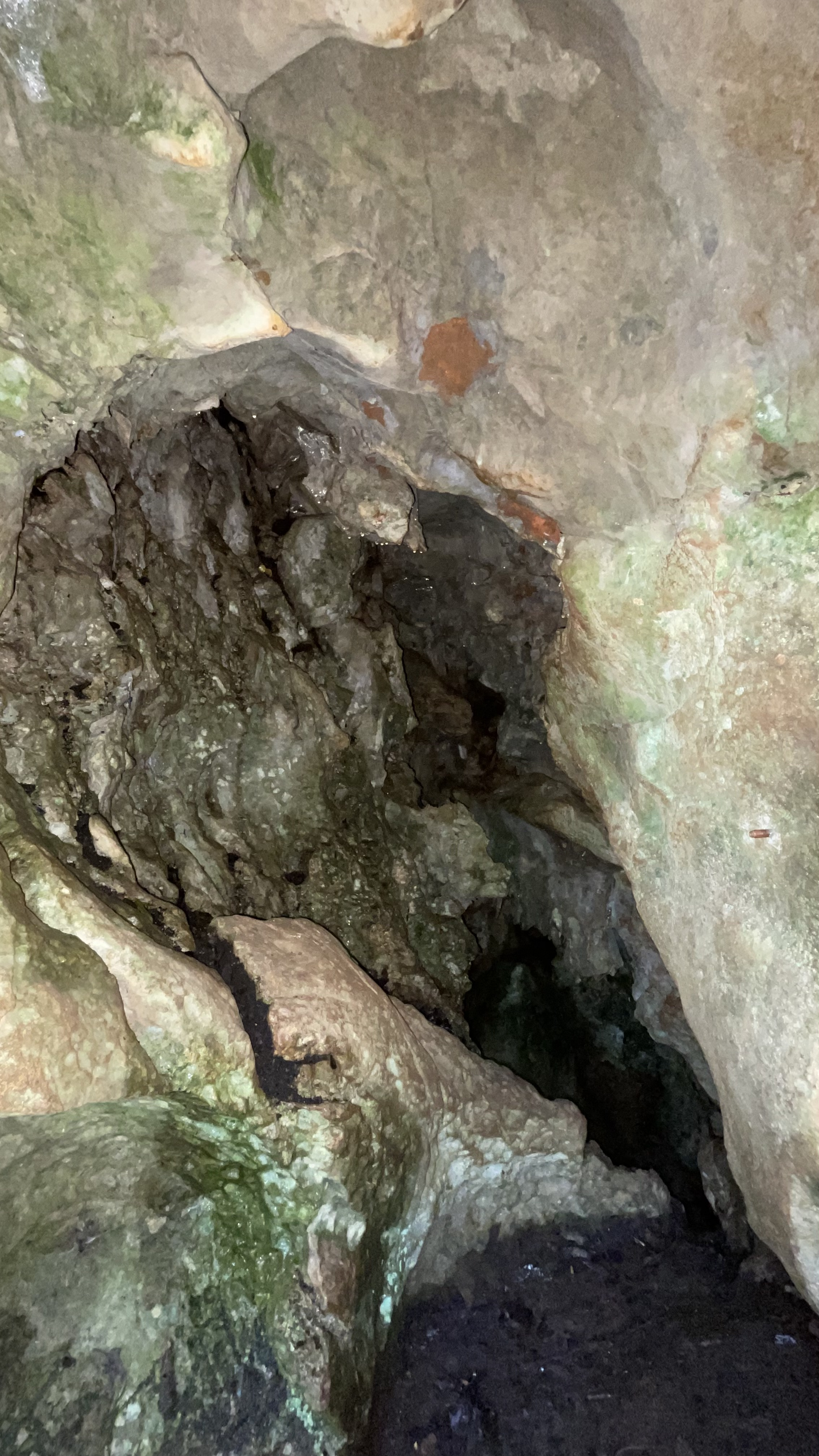
Volta della grotta
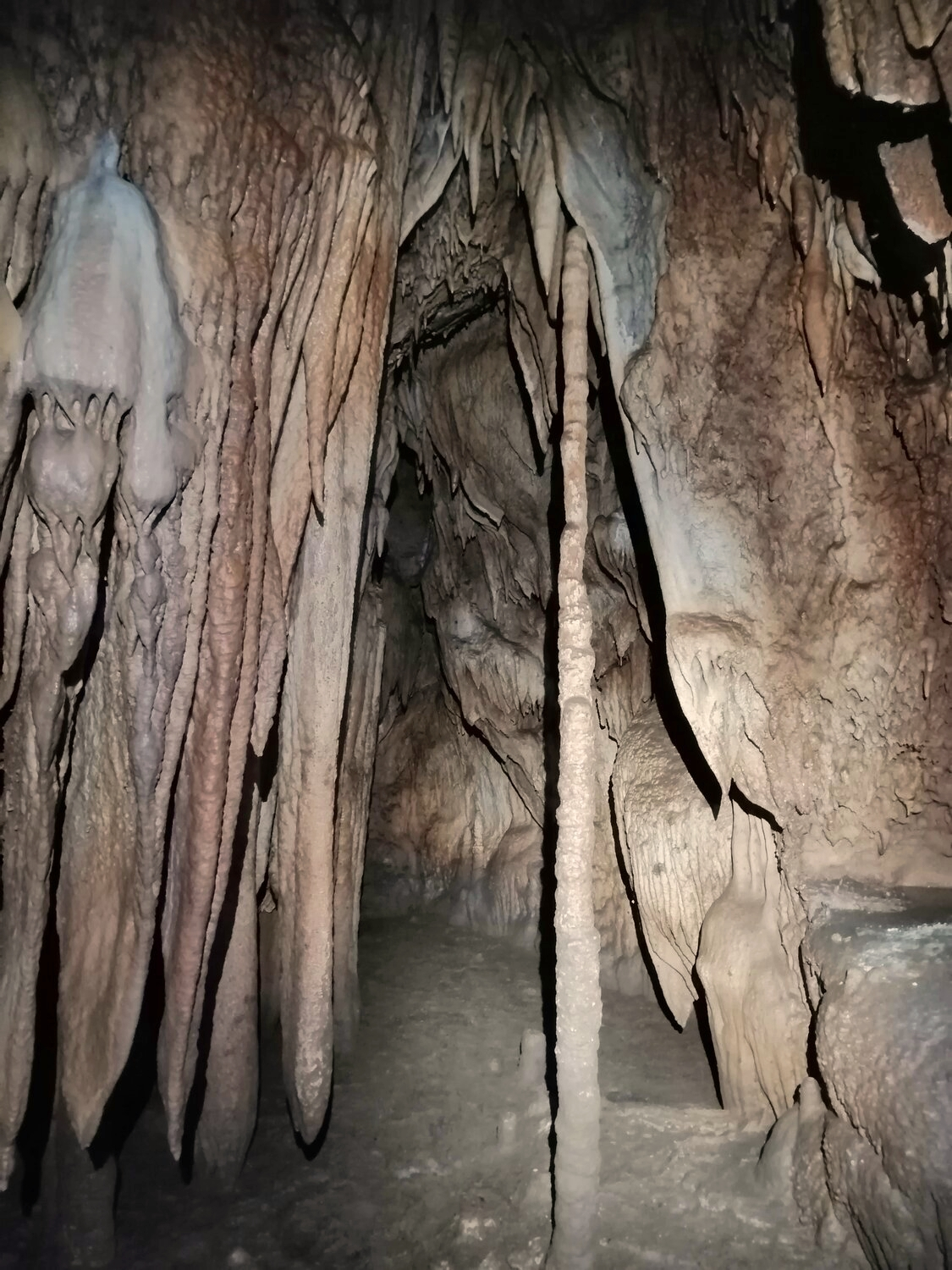
Stalattiti all'interno

I geologi considerano Campo Soriano come un importante punto di ricarica idrica dell’acquifero ausono. Di fatti, l’acqua non trova difficoltà nel penetrare attraverso le varie fessurazioni del suolo. La mappa sotterranea di Campo Soriano è estremamente complessa: numerosi sono i laghi ipogei, le pozze carsiche e le grotte. 
In geologia, i pozzi o le voragini naturali formatisi in regioni calcaree e che permettono lo smaltimento delle acque superficiali vengono definiti inghiottitoi. In merito, si citano i due più conosciuti, noti ai locali come le due “Chiaviche di Zi’ Checca”, in zona Campo Cafolla. Sviluppandosi verticalmente in maniera ripida e strapiombante, non sono visitabili al pubblico. Tuttavia, gli speleologi hanno portato alla luce un quadro ben dettagliato della struttura ipogea delle grotte. La sezione di Zi’ Checca 1, a quota 384 sotto il livello del mare, si estende per 110 metri; l’imbocco della grotta invece è alto circa mezzo metro e, tra le varie concrezioni, spicca una stalagmite alta 3 metri e sottile 10-15 centimetri.  
Come detto in precedenza, il fondovalle è stato soggetto a molteplici trasformazioni geologiche. Durante le glaciazioni quaternarie, i fenomeni di gelivazione hanno contribuito alla formazione di detriti che, insieme al permagelo, occludevano i condotti carsici attraverso cui le acque potessero defluire. Ciò portò ad un accumulo idrico nel fondovalle, contribuendo ulteriormente a plasmarne la superficie. In epoche più recenti, con il mitigarsi della temperatura, i condotti sono entrati progressivamente in funzione. 
L'inghiottitoio di "Zi' Checca" deve essere stato, unitamente al Catauso di Sonnino, l'ultimo grande condotto attraverso il quale si sono esaurite le acque stagnanti del polje. Ben noto alla popolazione locale, l’inghiottitoio denominato chiavica di Zi’ Checca 2, invece, si apre all’esterno di una grande dolina di accesso, ormai coperta dalla vegetazione, e in pochi salti scende fino a 120 metri di profondità, dove lo stillicidio dell’acqua è particolarmente accentuato. L’imboccatura ampia e il livello del terreno circostante prova che l’inghiottitoio sia effettivamente ancora in funzione. Le due cavità furono esplorate già negli anni ’50 dal Gruppo Speleologico Anxur. Si riportano, infine, le due rappresentazioni grafiche in scala.

## Il contatto laminazioni - breccia

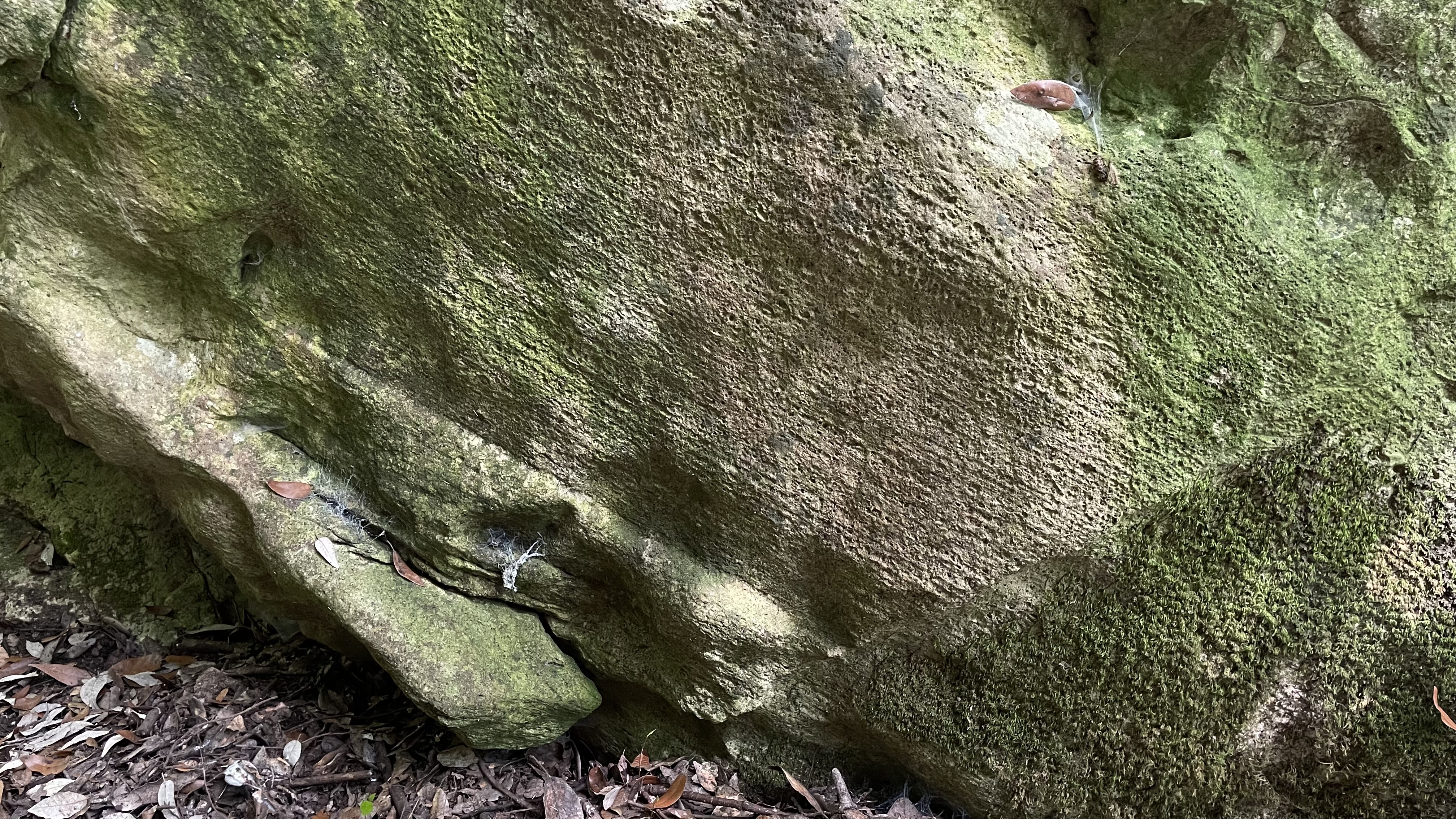
Laminazioni calcaree
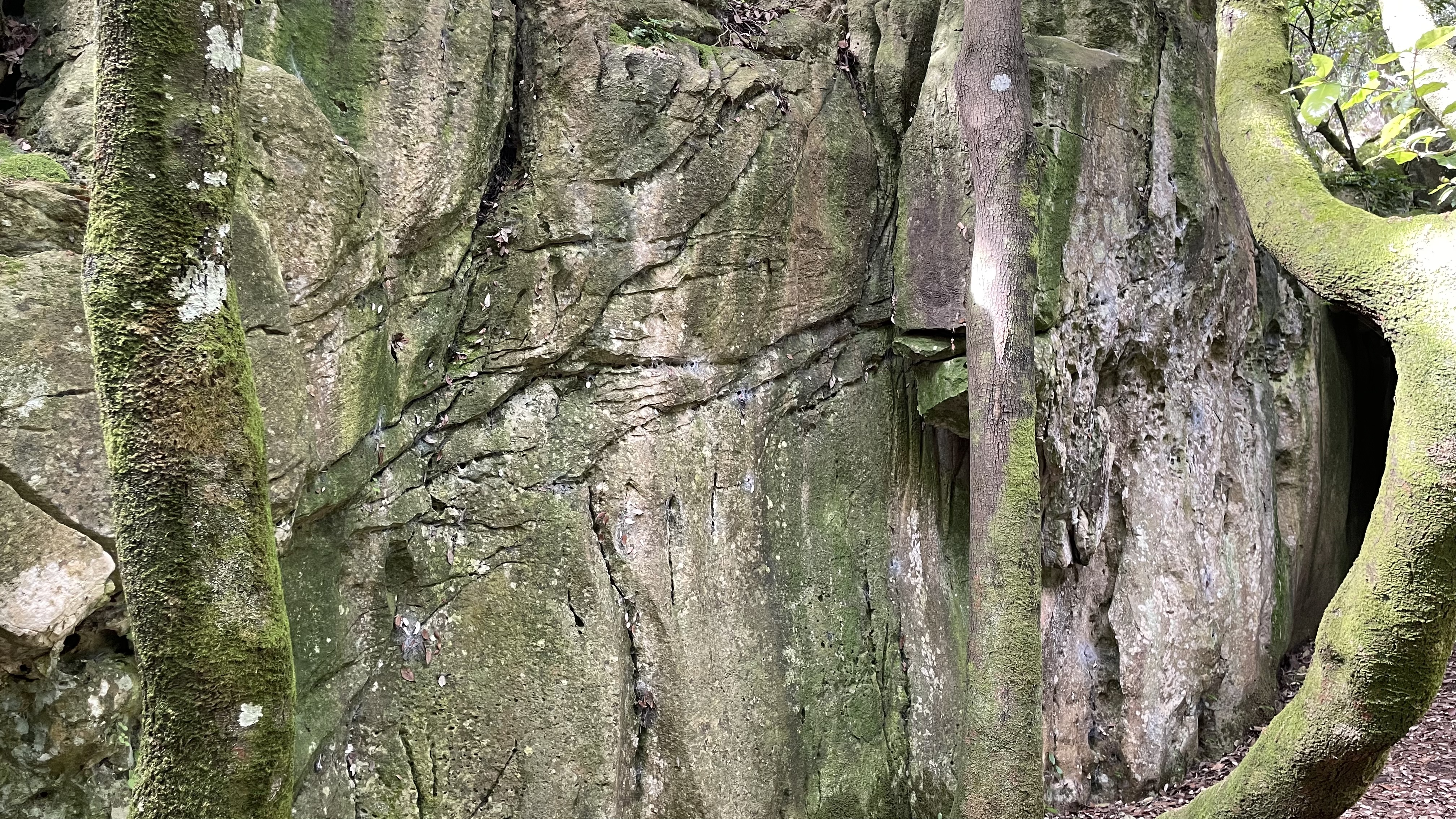
Linea contatto laminazioni - breccia calcarea

Percorrendo il passo tra il bosco e la chiavica, sulla parte sinistra del sentiero, si nota sui blocchi calcarei il contatto stratigrafico tra due diverse formazioni rocciose, la breccia calcarea e il sottostante calcare laminato. Geologicamente, contatti di questo genere sono testimonianze fondamentali che fanno luce su lontani passati geologici. Come sopraccitato, l'antico mare della zona, sul cui fondale tranquillo si depositava progressivamente fine sabbia calcarea, divenne sempre meno profondo. Di conseguenza, le turbolente onde sgretolarono lentamente il fondale per poi accumulare frammenti in maniera caotica e disordinata, creando dunque la nota breccia calcarea.
Come da foto, anche se non sempre definita, la linea che separa le laminazioni dalla breccia, rappresenta esattamente il momento in cui ebbe inizio la serie di eventi geologici che portarono alla formazione del tanto ricercato materiale calcareo, oggi custodito nel cuore dei magnifici monoliti carsici, guardiani millenari di un fragile tesoro della natura.

## Flora e fauna

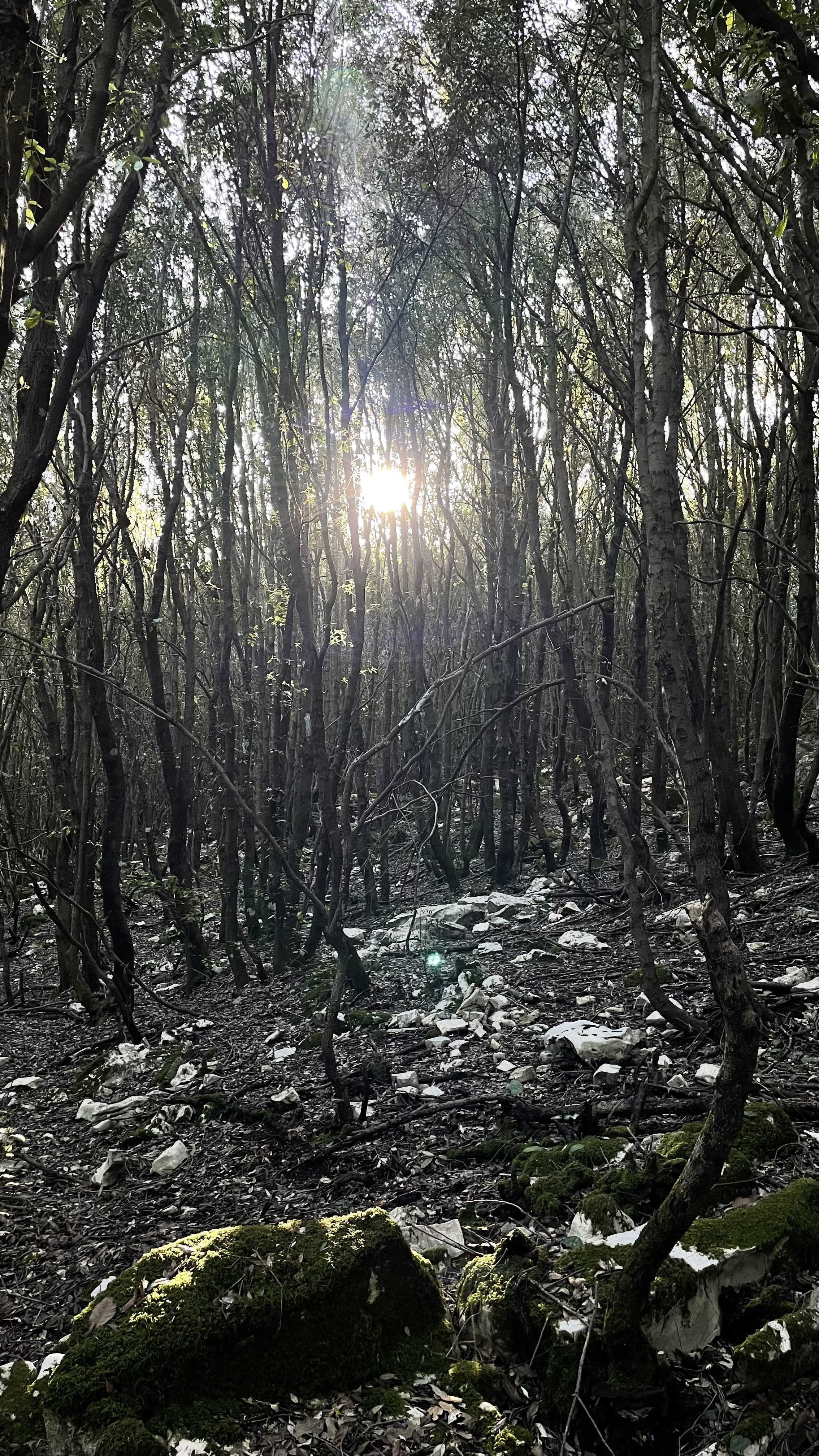
La lecceta di Campo Soriano
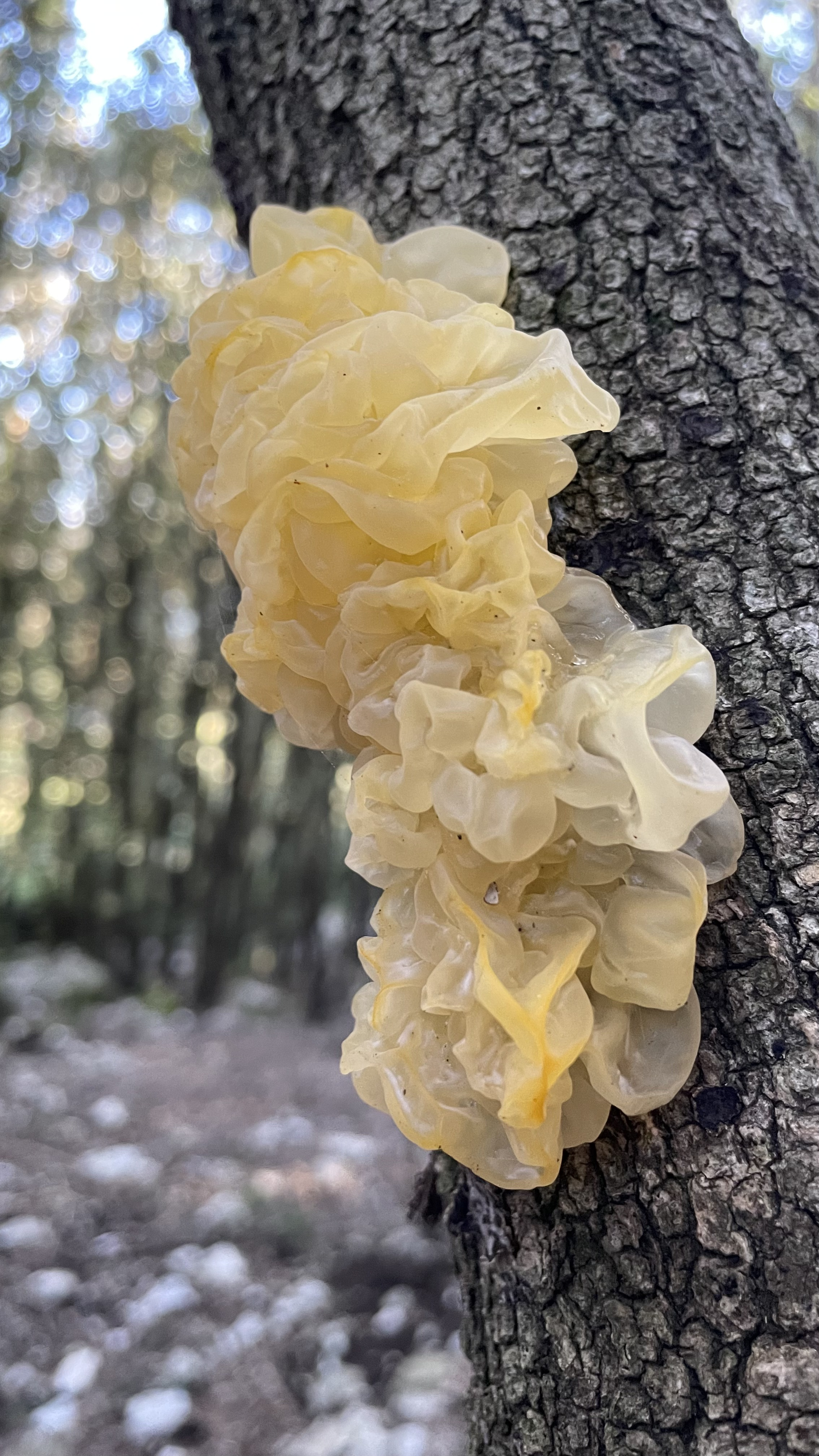
Tremella mesenterica
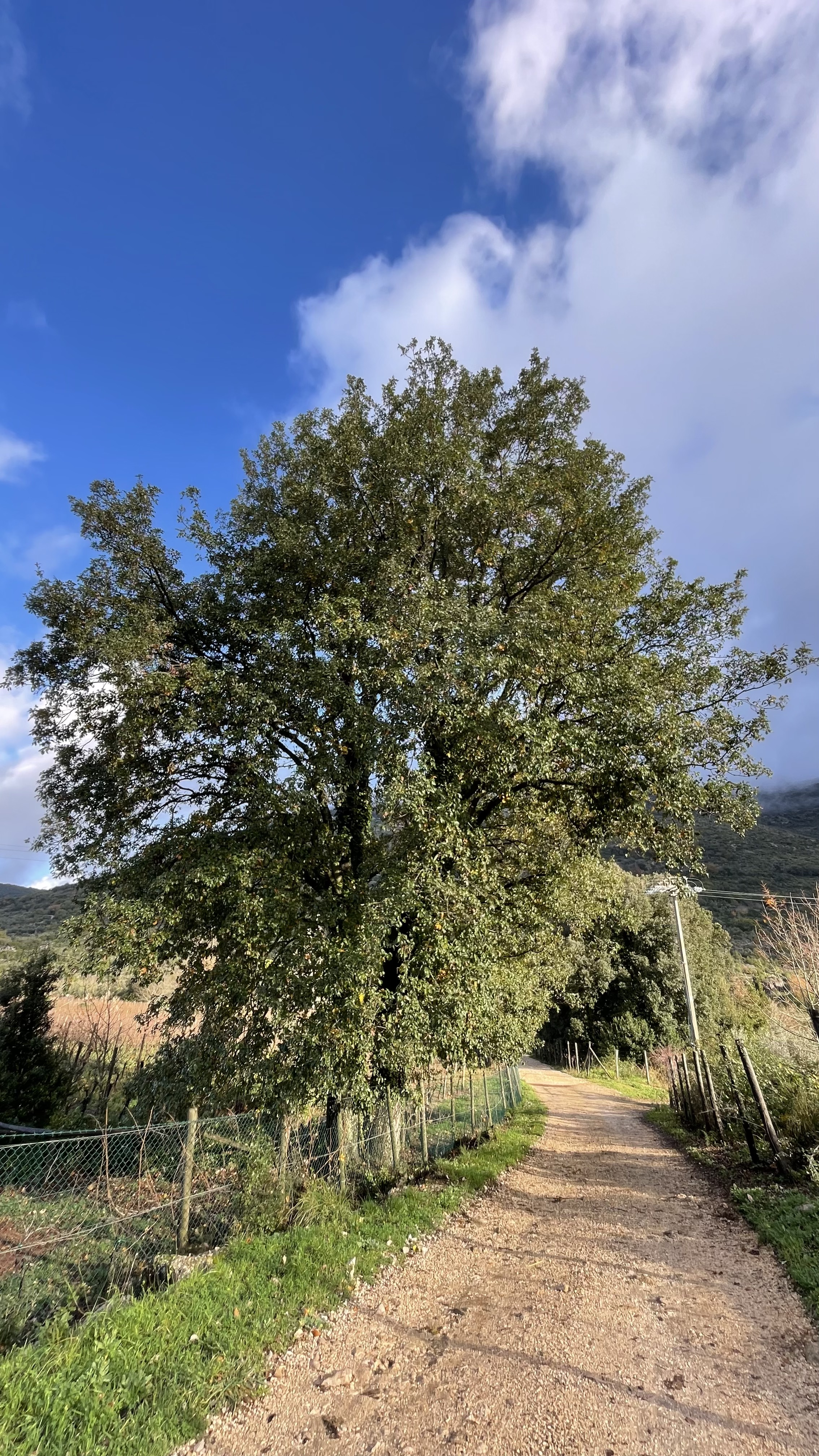
Un esemplare di Quercus crentata
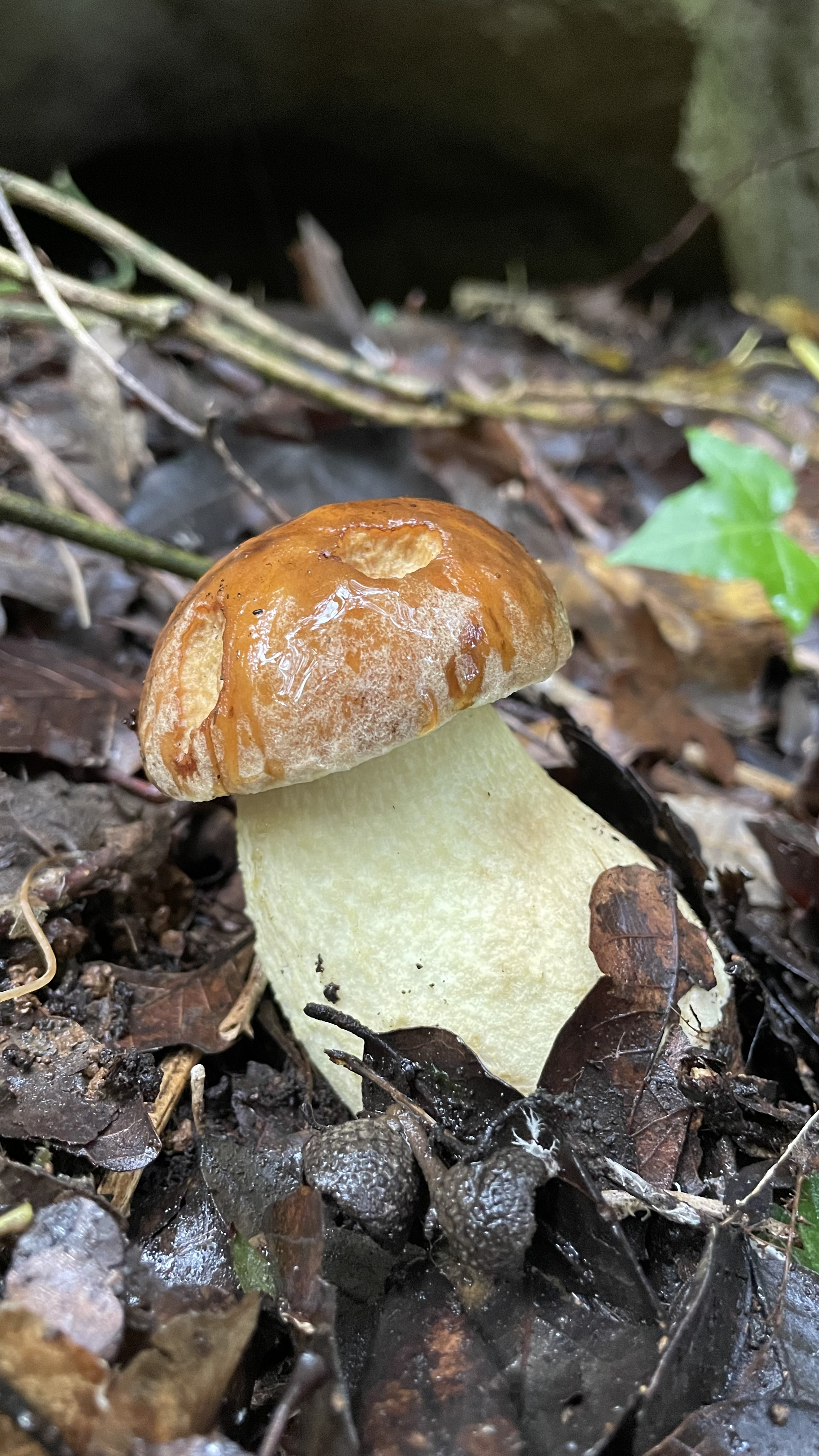
Leccinellum lepidum

Non da meno, l’aspetto floristico e faunistico del Monumento Naturale di Campo Soriano non può essere di certo trascurato. Notevole è la presenza di specie di grande valore scientifico come il Papaver setigerum somniferum dai petali rosa, la Linaria purpurea, il tulipano selvatico a nove petali, il Colchicum bivoniae, la Olivella sericea o le varietà di orchidee selvatiche che pullulano i prati dell'area, appartenenti ai generi Orchis, Ophrys, Aceras, Anacamptys, Neottia, Spiranthes, Dactylorhiza.
Le specie forestali maggiormente presenti nel territorio sono, per la parte arborea, numerose querce come il leccio (quella predominante), la roverella, la sughera, il cerro, la quercia crenata, ma anche l'acero campestre, l'acero tribolo, il bagolaro, i frassini o i pini mediterranei. Tra gli arbusti, la fillirea, il lentisco, il mirto, il corbezzolo, il terebinto, il viburno, la berretta del prete, il biancospino, la carpinella, le eriche, le ginestre, l'alaterno, l'Euphorbia characias, il pungitopo ed altre numerose specie della macchia mediterranea. Notevole è lo sviluppo di piante lianose o rampicanti come la lonicera e la smilace. Nei terreni prevalentemente rocciosi dell'area protetta invece, si osserva lo sviluppo della gariga. Le garighe sono tra le formazioni vegetali più aromatiche, basti pensare ad essenze come il timo, l’elicriso, i cisti, la salvia, la ginestra e il rosmarino. Di solito, la gariga è considerata come naturale conseguenza dell’impoverimento della macchia mediterranea, ma non sempre è così. Di fatti, è l’unico tipo di vegetazione capace di colonizzare terreni e suoli tali da non permettere la crescita di flora più evoluta. Se ne deduce quindi, che la stessa gariga possa preparare il terreno ad essenze vegetali più complesse. Dove invece gli incendi hanno limitato lo sviluppo della gariga, l'ampelodesma (Ampelodesmos mauritanicus) ricopre i versanti più aridi, si parla in alcuni casi di veri e propri "ampelodesmeti". Con le sue foglie strette e le sue fibre resistenti, l'ampelodesma, nota ai Terracinesi come la “stramma”, è simbolo della cultura contadina del posto: vi si legavano infatti le verdure destinate al mercato, vi si costruivano i tetti delle capanne oppure vi si producevano oggetti rudimentali della vita quotidiana. Molte delle specie citate sono distribuite in porzioni più o meno grandi di terreno, adattandosi selettivamente alle particolari condizioni micro-climatiche e pedologiche delle zone dove crescono. Si notano moltissime specie annue che muoiono dopo la fioritura primaverile e che, grazie alle semenze, proteggono la continuità speciale durante il periodo siccitoso. Numerose piante bulbose e tuberose seccano dopo la fioritura mentre le piante perenni riescono a difendersi dalla siccità estiva grazie alla riduzione del fogliame o sviluppando spine o peli protettivi.

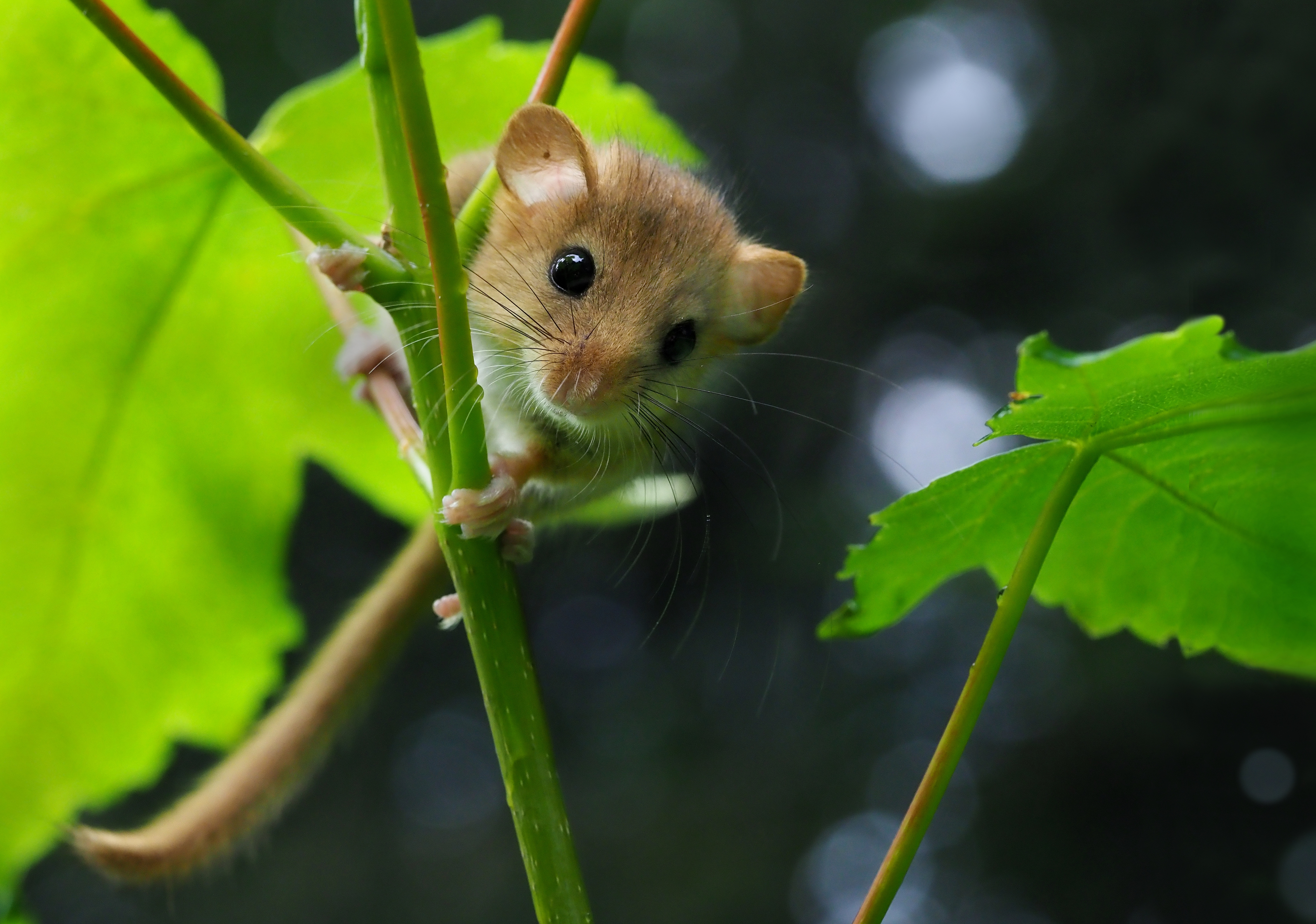
Il piccolo moscardino
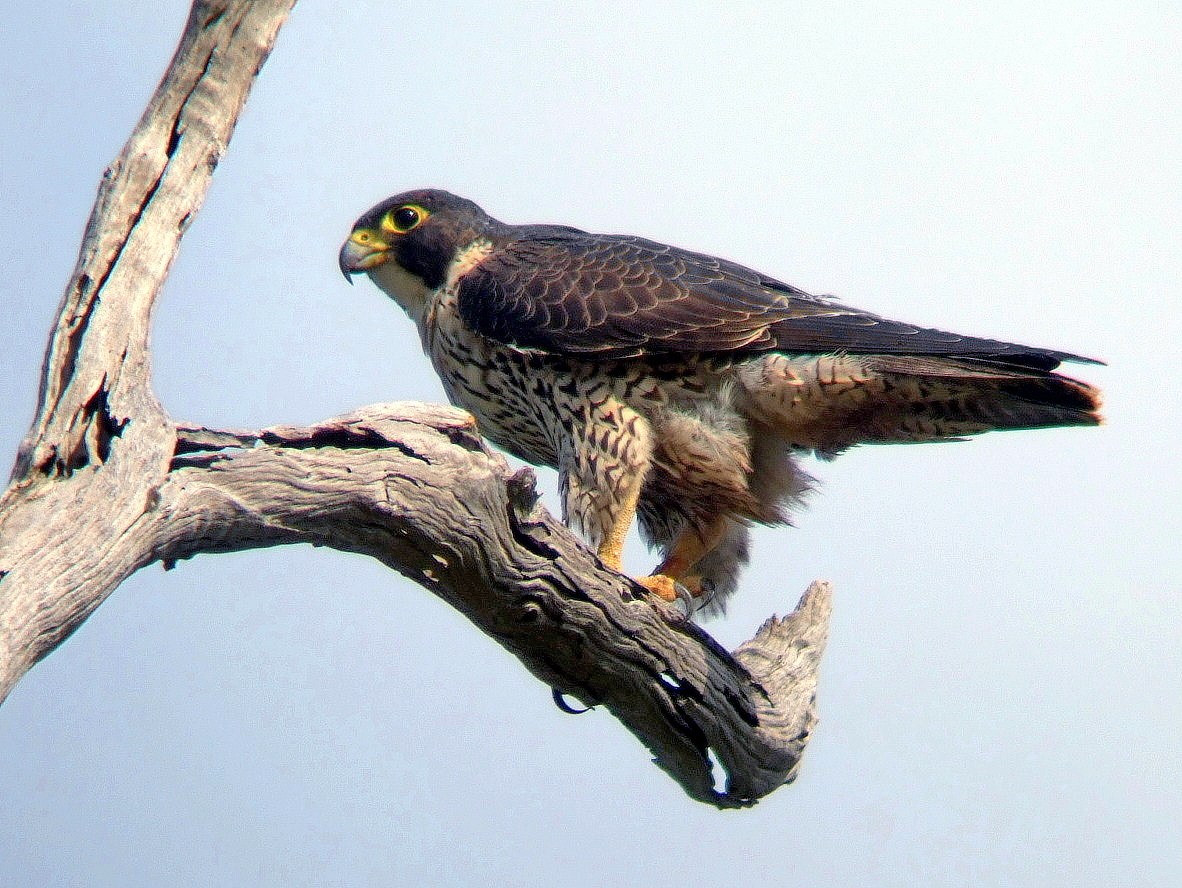
Un esemplare di falco pellegrino
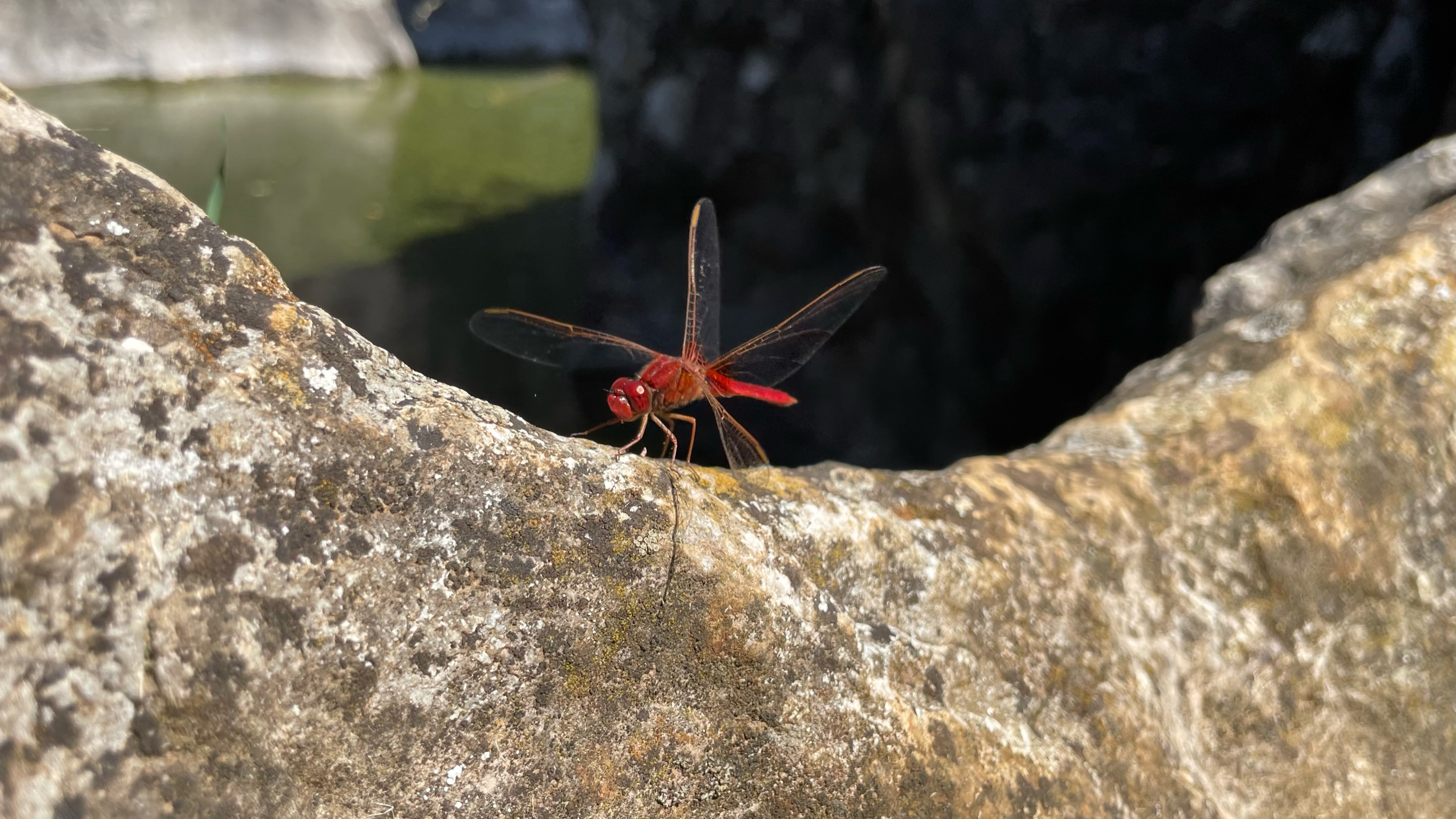
Diplacodes haematodes

A causa dell'attività venatoria dell'uomo negli anni, la fauna di Campo Soriano è stata messa a dura prova. Tuttavia, è attestata la presenza di numerose specie animali proprie degli Appennini. Tra le specie aviarie, la poiana comune, il biancone, il falco pellegrino, la ghiandaia, l'assiolo, il gheppio, il gufo comune, la civetta, l'allocco comune ed il barbagianni. Di notte si può ascoltare il canto del succiacapre (Caprimulgus europaeus), mentre di giorno, si osservano inoltre la capinera, la sterpazzola, l'occhiocotto, o i più comuni merli, le cince, i codibugnoli, i verzellini, e i cardellini. Tra i mammiferi, sono frequenti gli avvistamenti degli istrici, del cinghiale, della volpe, della talpa, della donnola, della faina, del tasso e del piccolo moscardino. Riguardo speciale per il lupo appenninico, la cui presenza rara ed enigmatica sembra attestare il suo ritorno in queste zone. Poco si sa dei vari pipistrelli, delle specie di eulipotifli o dei roditori potenzialmente presenti nella zona. I serpenti dell'area, fatta eccezione per la vipera comune, sono del tutto innocui. I più frequenti sono il colubro d'Esculapio, il cervone ed il biacco. Erroneamente scambiati per serpenti, l'orbettino italiano, una lucertola priva di arti e del tutto inoffensiva, la fenarola (Chalcides chalcides) che ricorda un serpentello, ed il ramarro, o ragnano, simbolo anch’esso del Monumento Naturale. All'interno degli "acquari" invece, vivono anfibi diffusi ma ad alto rischio d'estinzione come il tritone italico ed il tritone crestato, oltre alla presenza di rane verdi e rospi comuni.

## Reperti paleontologici

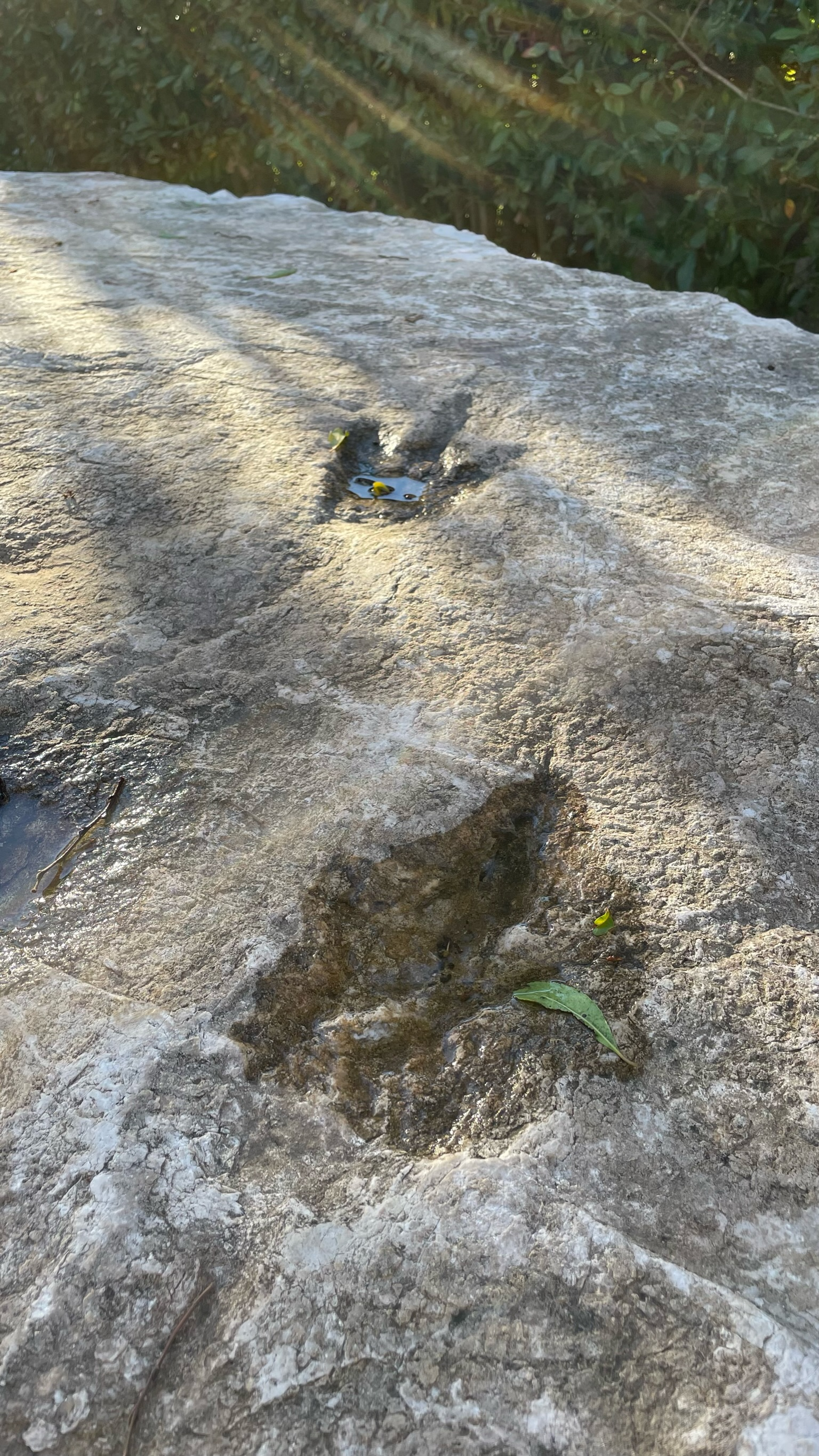
Dettaglio delle due orme
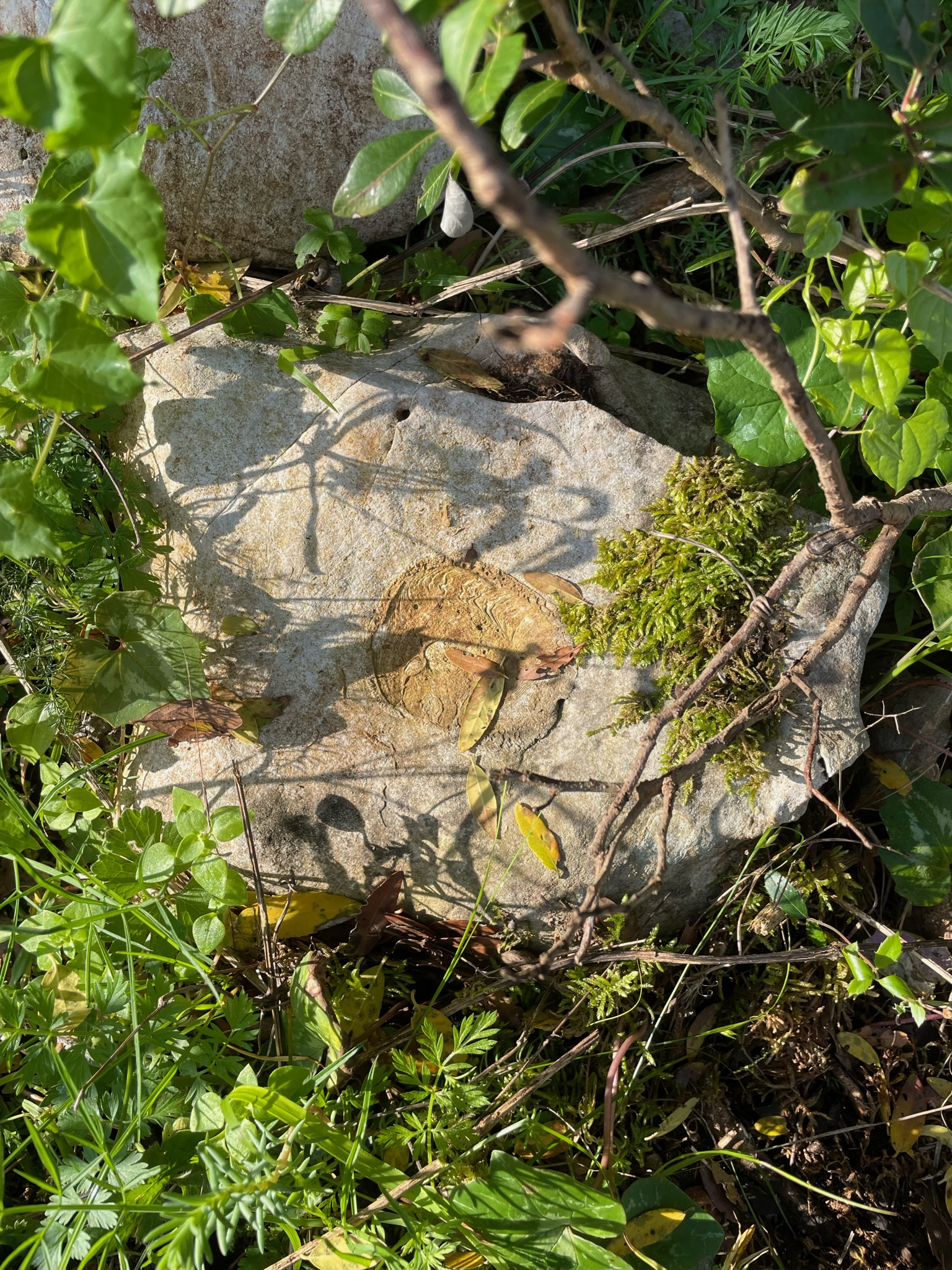
Fossile di rudista in località Cavallo Bianco
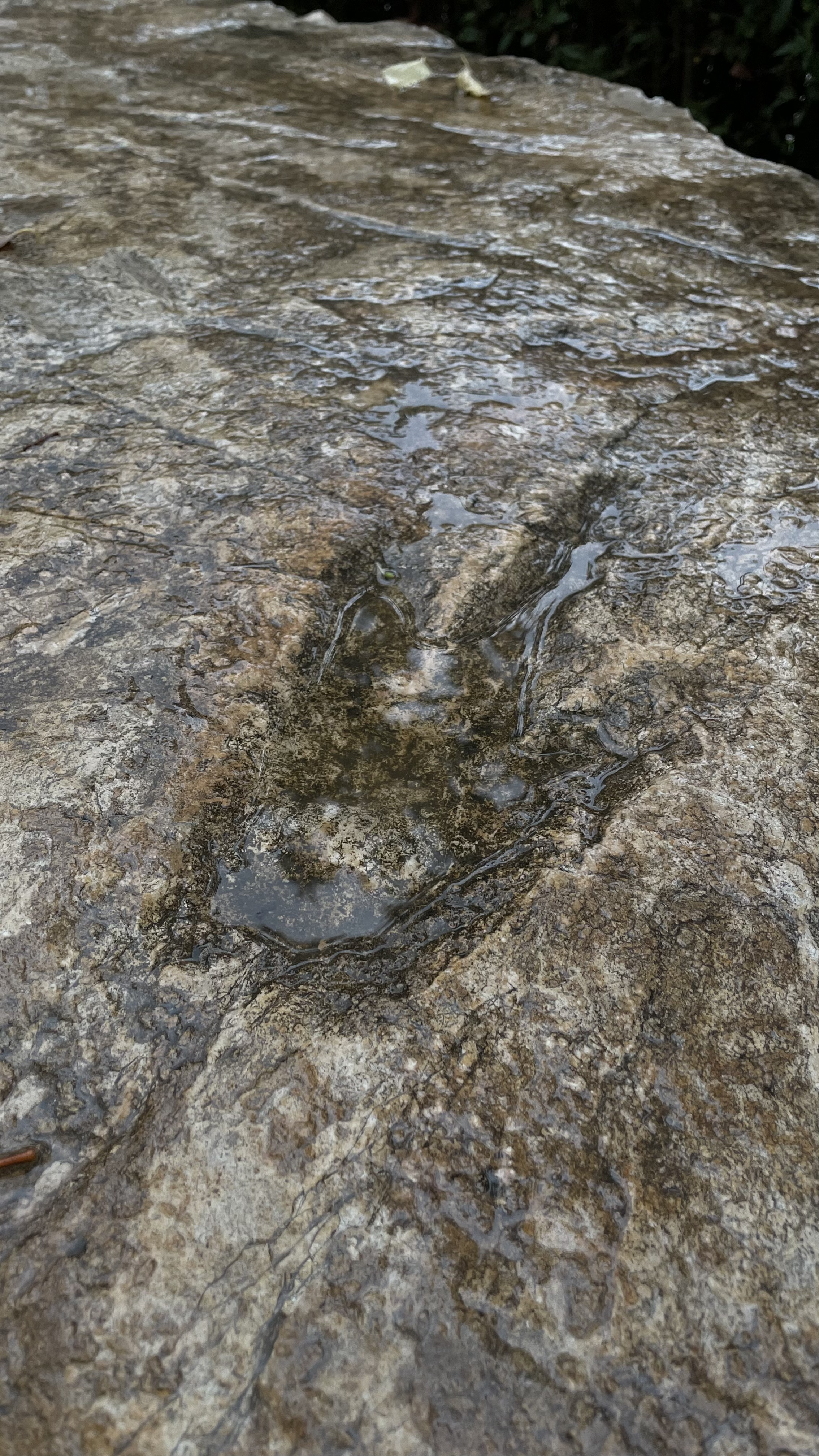
Orma di Struthiomimus

Scoperto nel 2016 durante i lavori per la costruzione della pavimentazione del molo di Rio Martino a Latina, il blocco di roccia nella foto risale a circa 113 milioni di anni fa (Aptiano/Albiano inferiore). Il calcare ha conservato nei millenni le impronte di un dinosauro di media taglia che procedeva nell’acquitrino paludoso di Campo Soriano, probabilmente su fanghi non ancora litificati (cioè diventati roccia) della piattaforma carbonatica. In realtà, il blocco fu trasportato insieme a tanti altri, casualmente fotografato e poi messo all’attenzione del Dipartimento di Scienze della Terra dell’Università La Sapienza di Roma. Il reperto è stato studiato dal professore Umberto Nicosia, poi affidato per indagini specifiche adatte a Paolo Citton e Marco Romano. Gli scienziati hanno scoperto che il dinosauro si muoveva con un’andatura “gattonante”, come fosse pronto per un agguato o fosse vicino ad una fonte di acqua o cibo. L’animale in questione risulta molto compatibile con dinosauri del gruppo Ornithomimosauria, con maggiore affinità al genere Struthiomimus, nome che, come ben si può intendere, si riferisce alla forte somiglianza con uno struzzo attuale. Lungo circa tre metri e alto quasi due, lo struziomimo era agile e veloce, tuttavia non possedeva ali e dunque incapace di volare. Correva sulle zampe posteriori, servendosi della coda per stare in equilibrio. Gli arti anteriori erano più corti, con zampe a tre dita (come l’impronta ci mostra) e dotate di artigli, per raggiungere o afferrare il cibo.
Ad oggi, l’impronta è conservata nel centro visite del Monumento Naturale di Campo Soriano, a pochi metri dalla Cattedrale, insieme ad altri reperti paleontologici di rudiste rinvenute su Monte Cavallo Bianco.

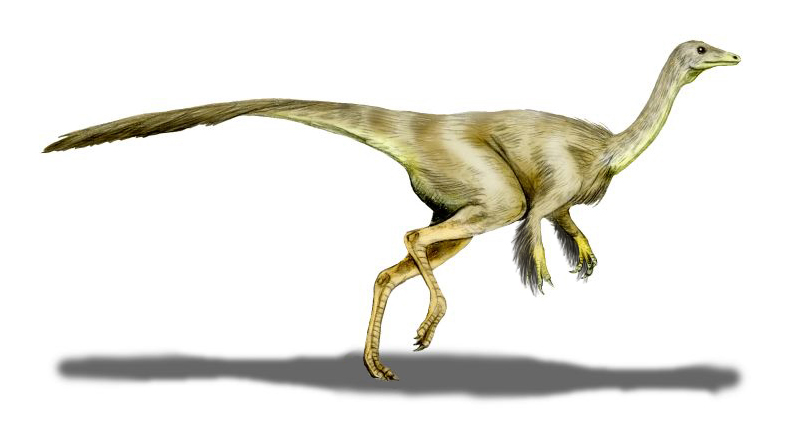
Struthiomimus
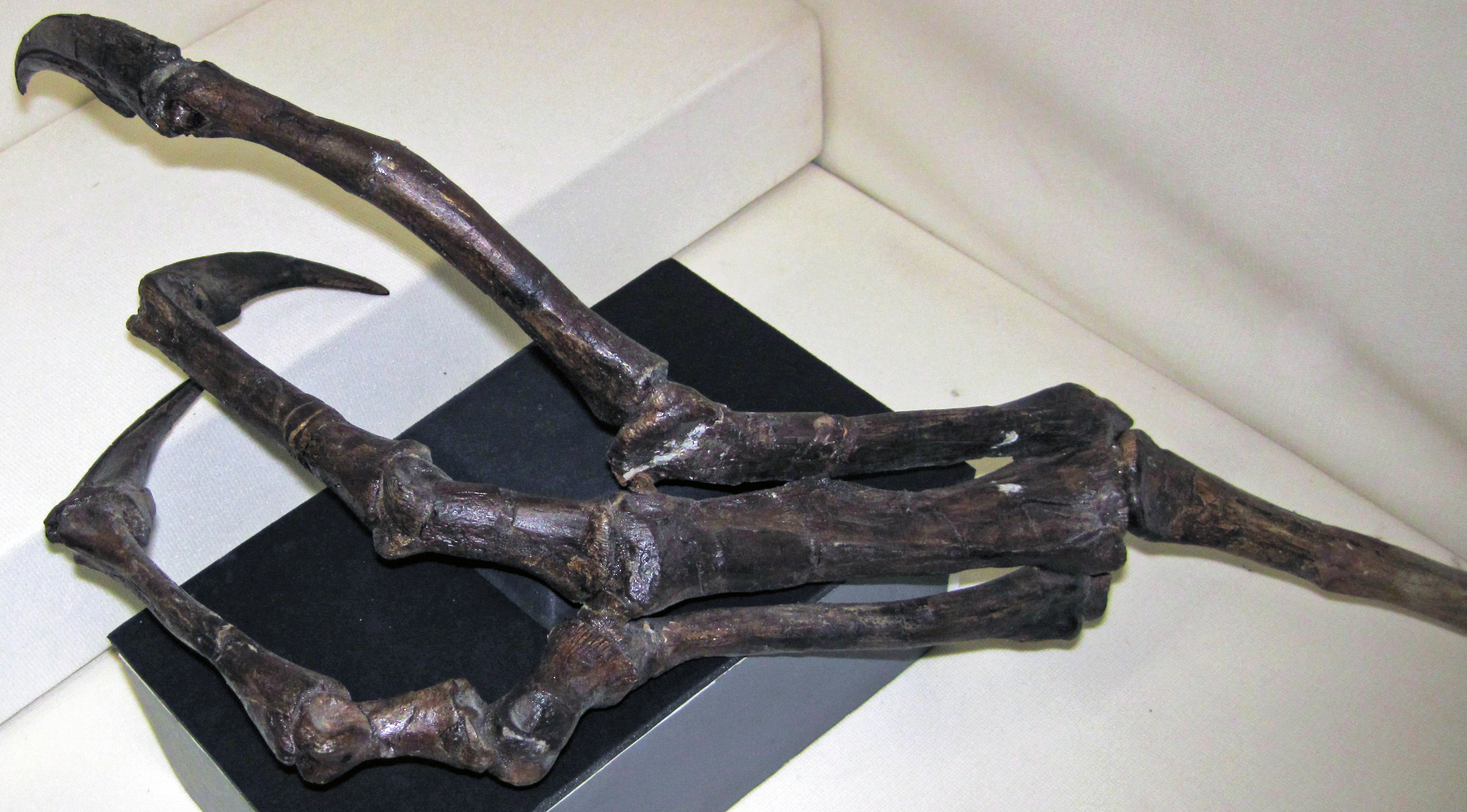
Zampa di Struthiomimus
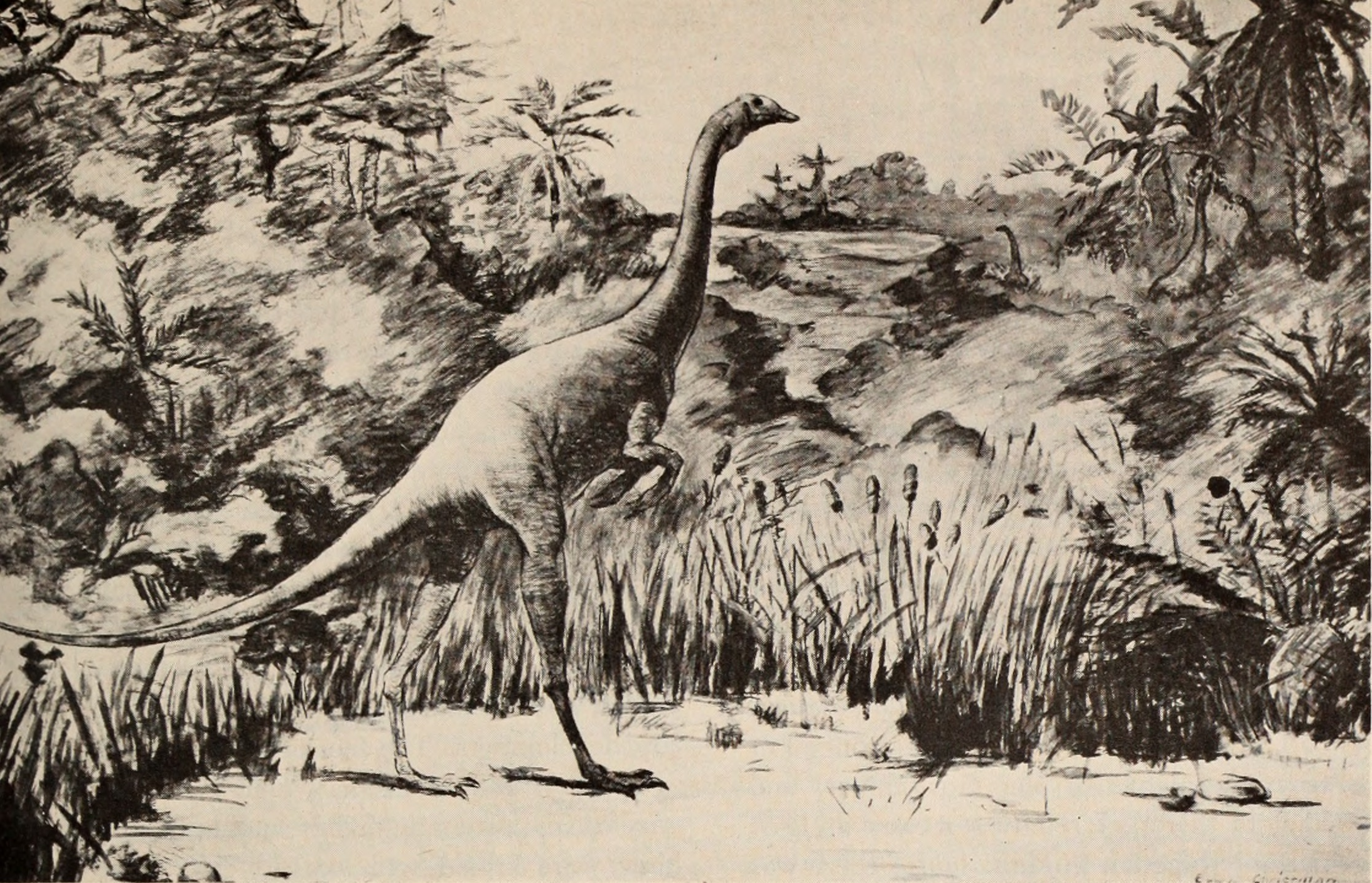
L'habitat del sauro
Scala di confronto

## Il moscato terracinese

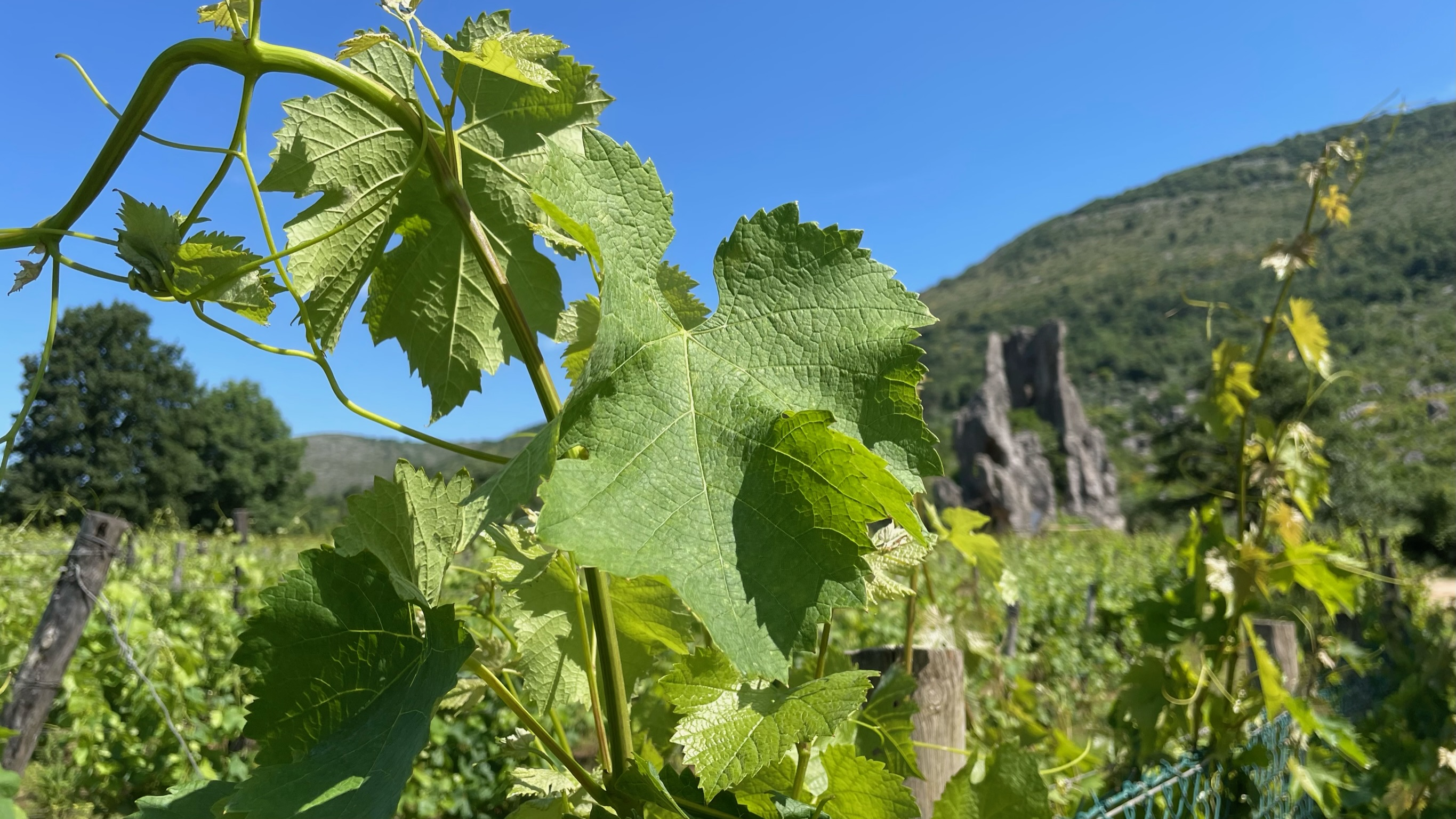
Filari di moscato terracinese
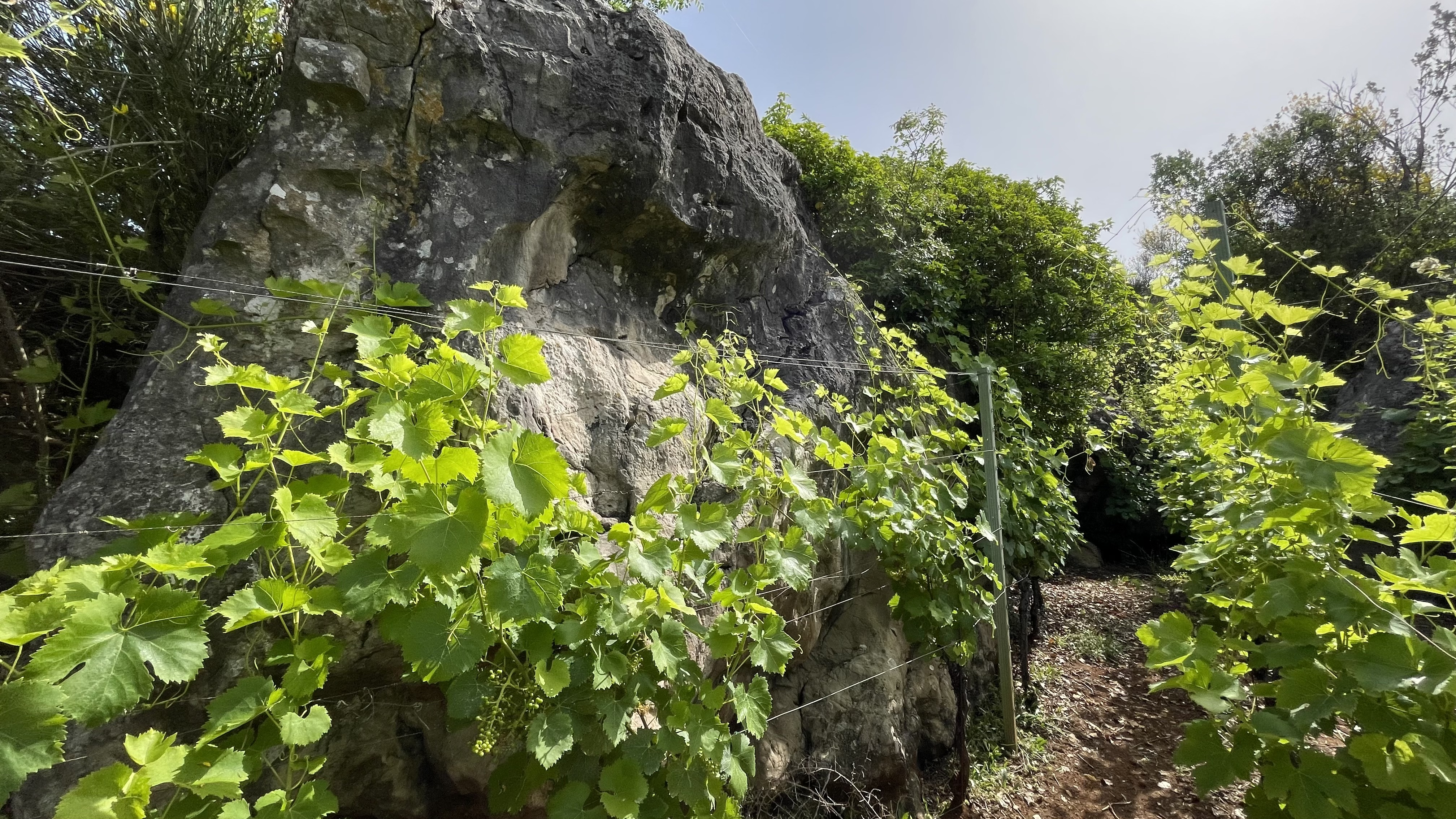
Le vigne tra i calcari

Campo Soriano non è solamente un tesoro geologico e ambientale, ma riserva del prezioso vitigno autoctono IGT del Moscato terracinese, una tradizione centenaria che affonda le origini in un passato epico. Tra i versi dell’Odissea, Omero ci narra di come la Maga Circe ammaliò Ulisse ed il suo equipaggio offrendo loro questo nettare inebriante dagli incantevoli profumi. Suggestiva è la coltivazione dei filari, sfruttando ogni spazio tra le rocce calcaree. Le caratteristiche pedologiche del terreno, le terre rosse ricche di ferro ed alluminio, la profondità, il clima mediterraneo e il suolo arido durante il periodo estivo sono le condizioni necessarie che ne permettono la coltivazione. Si tratta di un vitigno aromatico a bacca bianca, una varietà dell’uva “Apiana”, nome derivante dalla tendenza ad attirare le api con la caratteristica raffinata dolcezza e il suo intenso aroma fruttato di mora e lampone. Tempo addietro, il moscato veniva coltivato sulle spiagge della vicina Terracina; oggi, la coltivazione è quasi esclusivamente limitata in questo tesoro nascosto tra le montagne. Il moscato terracinese è prodotto nelle seguenti versioni:
- Spumante: ottimo con antipasti a base di crostacei
- Secco: ottimo per aperitivi e piatti locali a base di pesce
- Amabile: dai sentori di fiori appassiti, ottimo con pizze dolci, tozzetti e “pangiallo” romano
- Dolce: passito dal forte sentore di frutta secca, candita e in confettura per dessert a fine pasto

## Galleria d'immagini

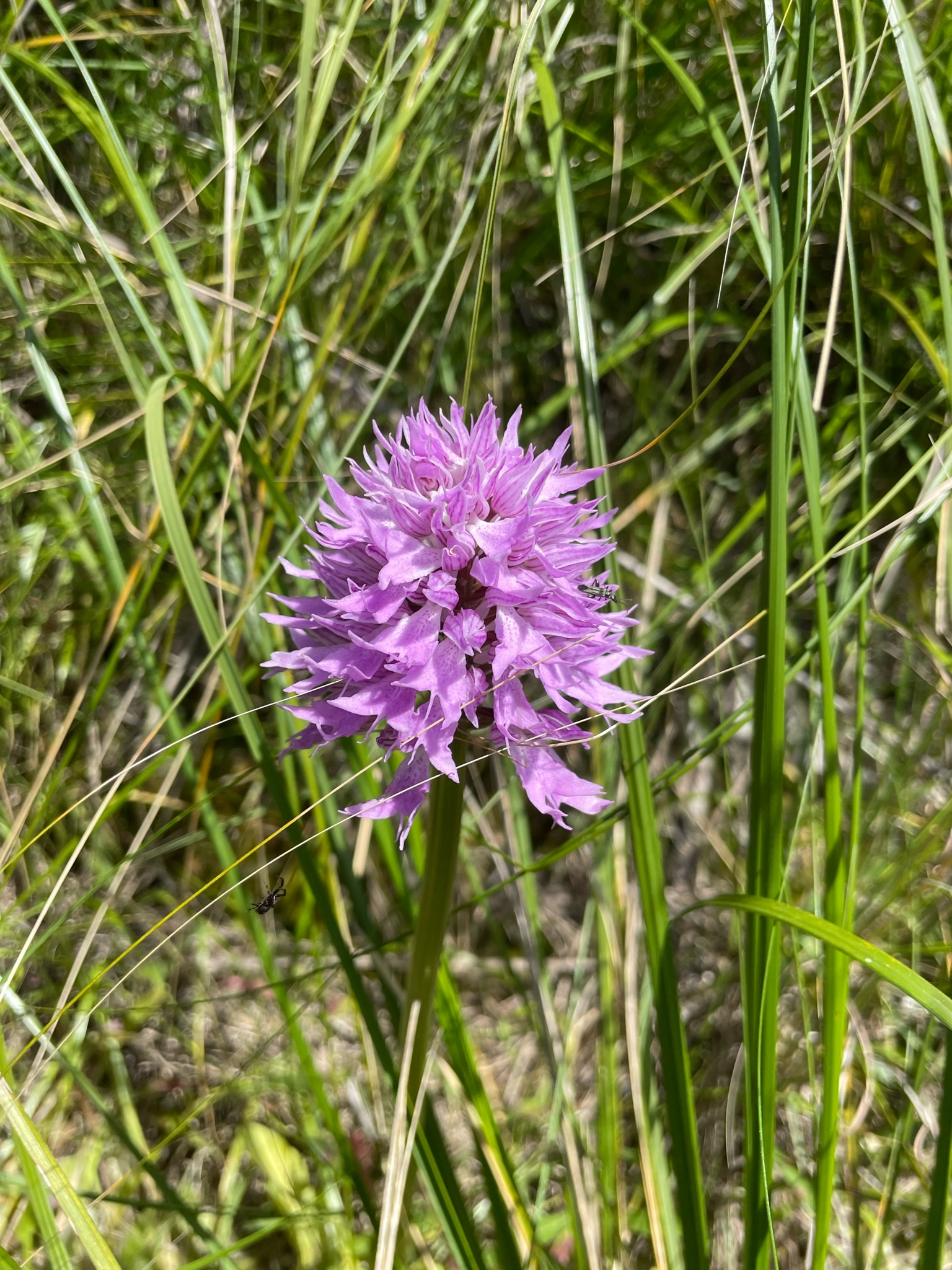
Orchis italica
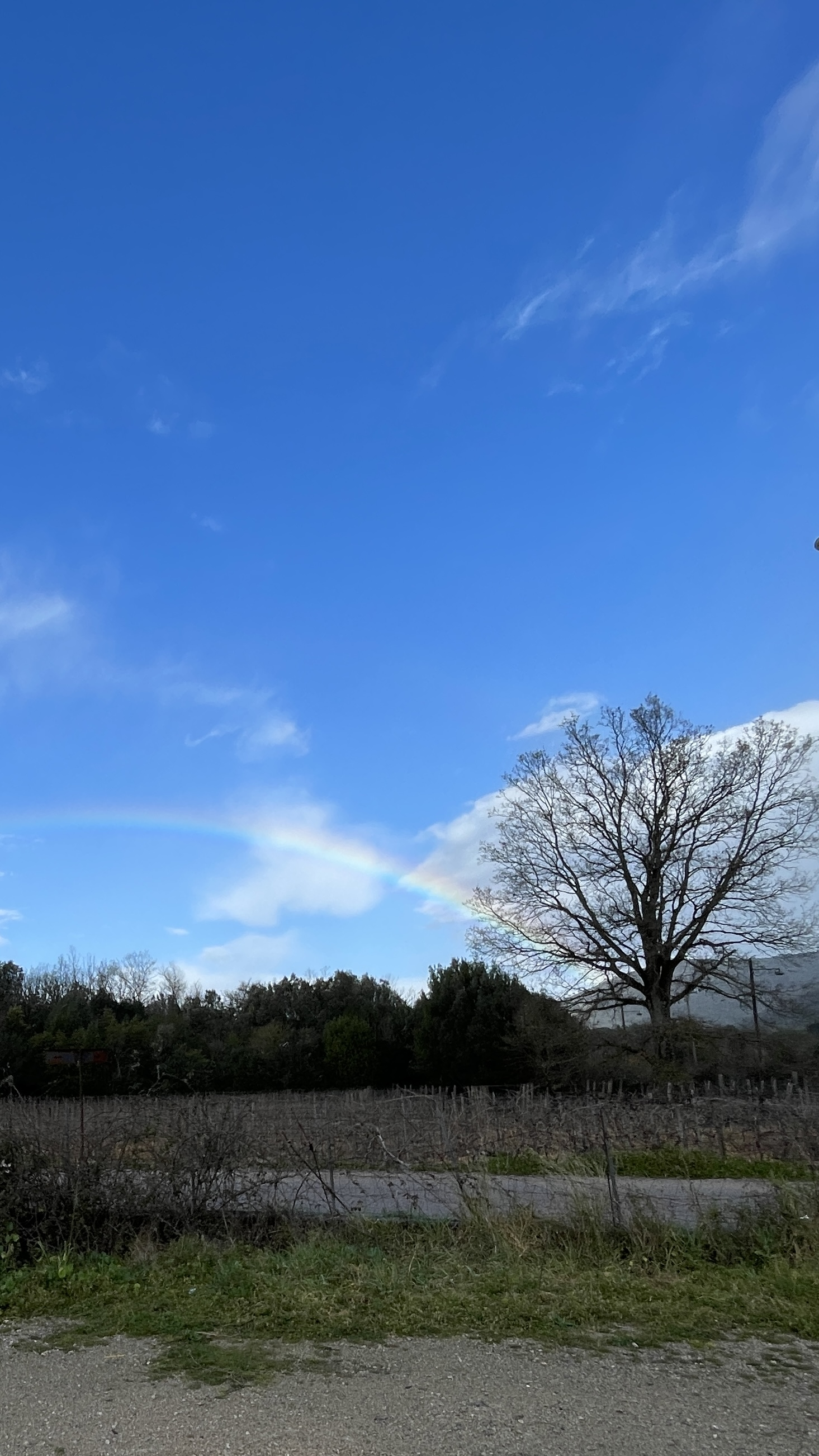
Arcobaleno
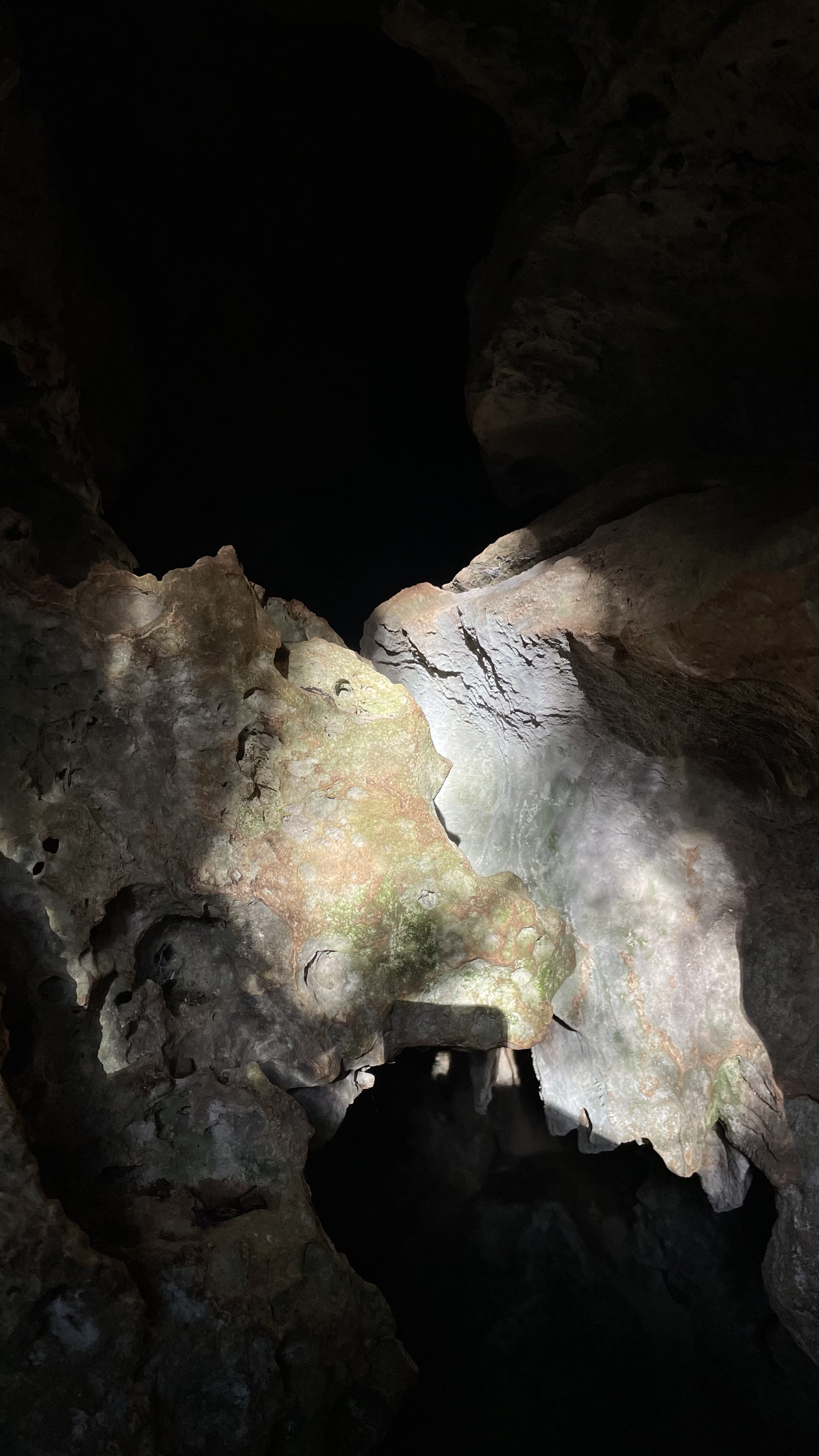
Formazioni carsiche ipogee
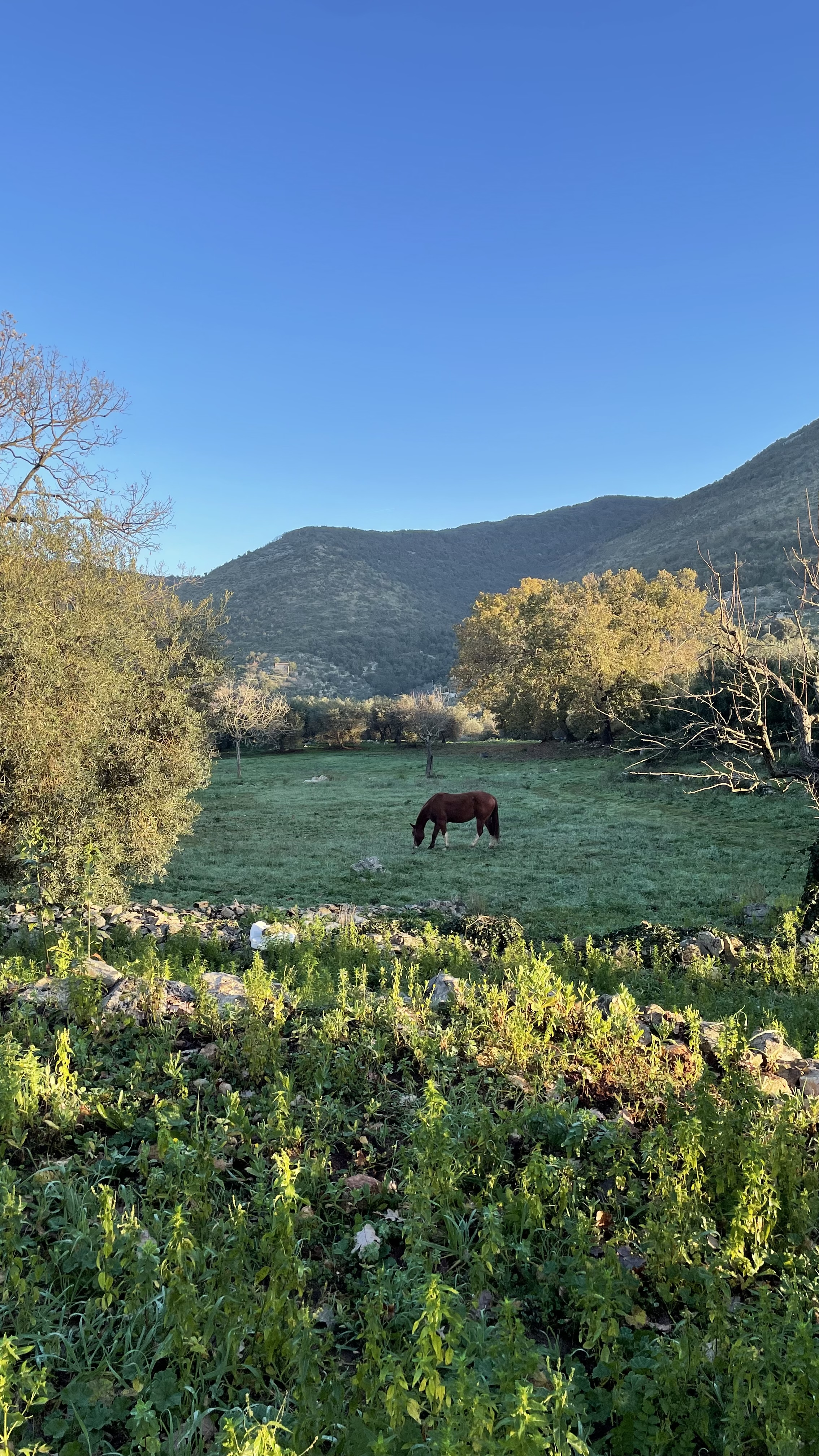
Prateria
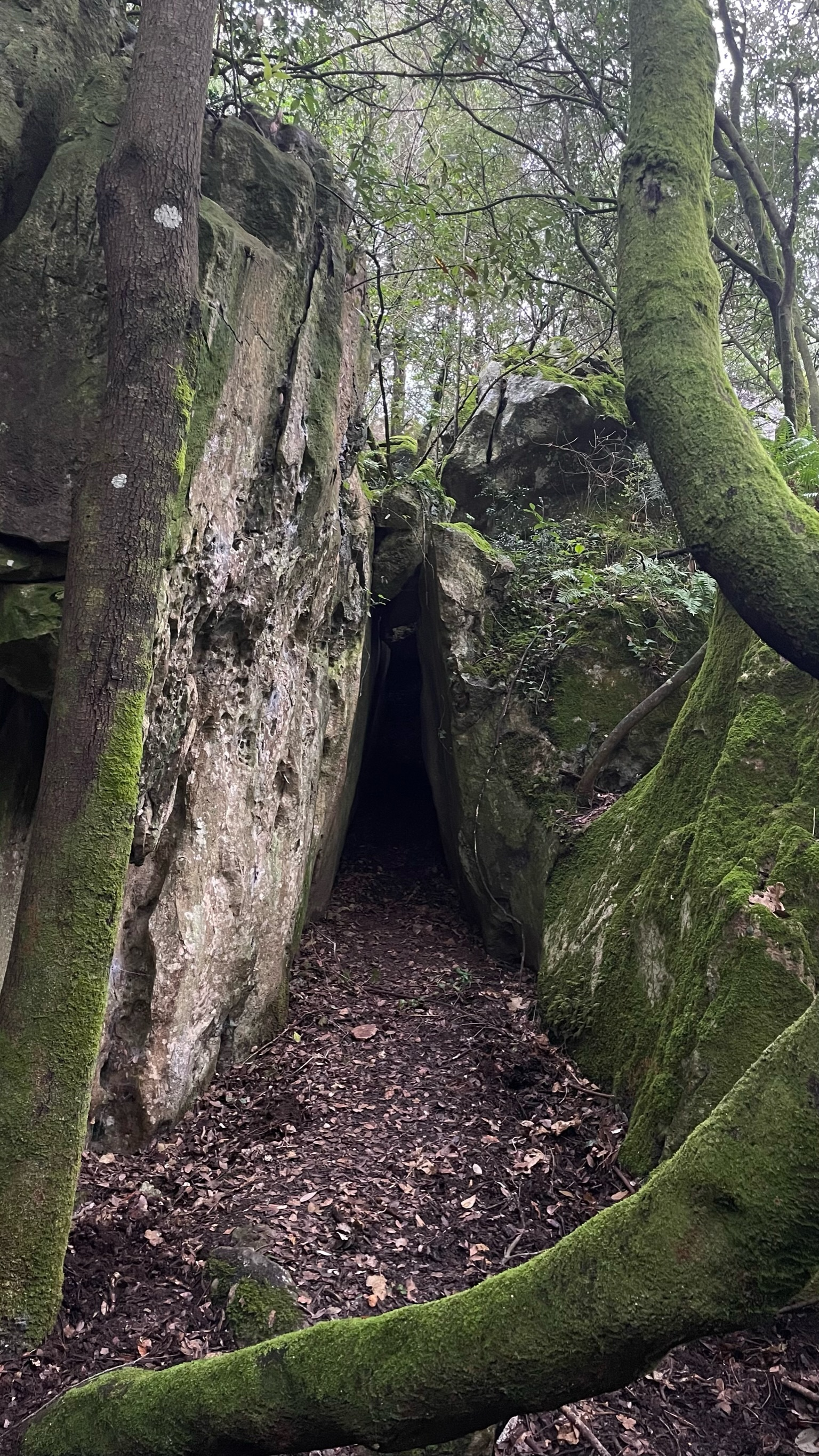
Formazioni carsiche superficiali
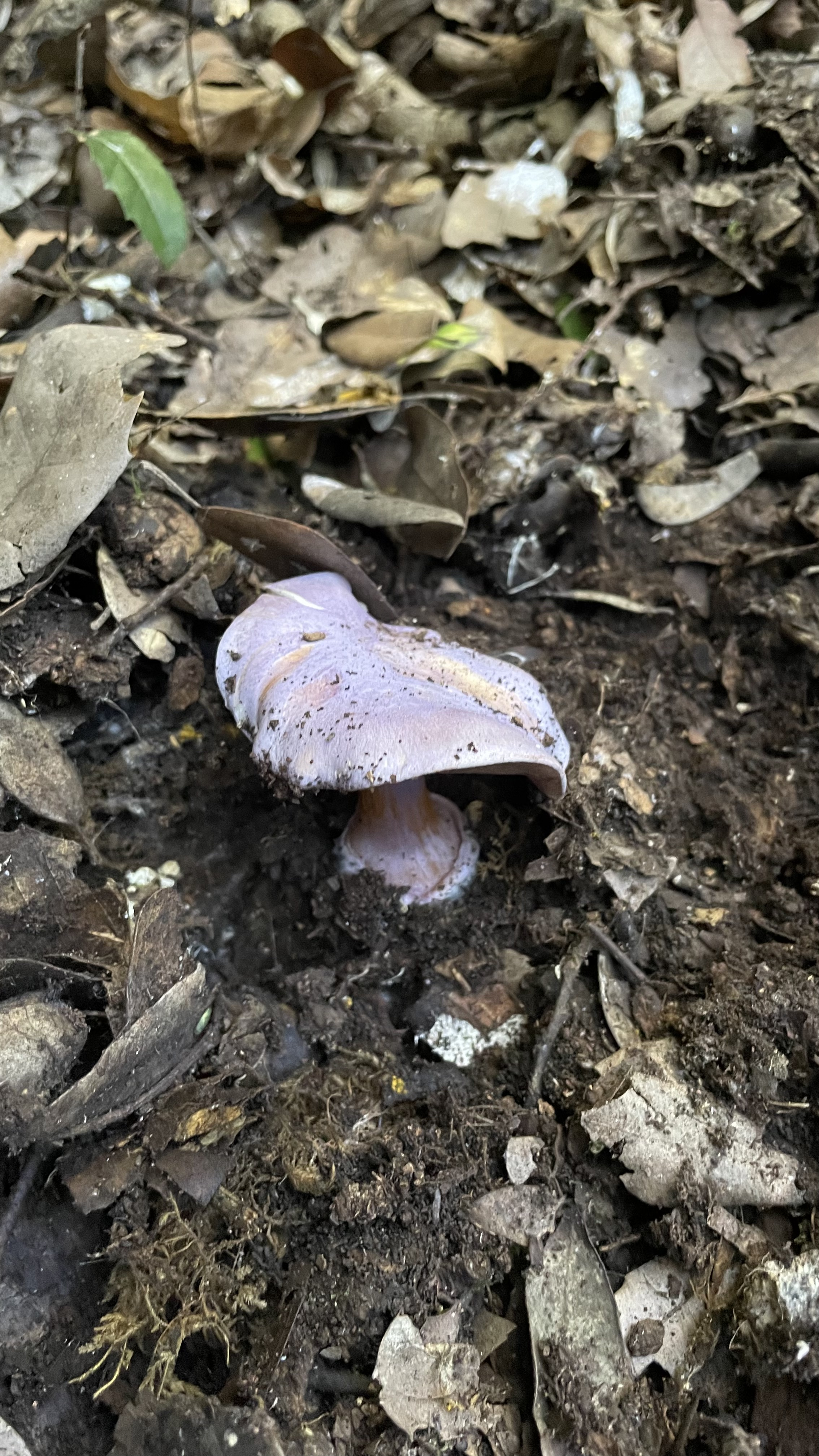
Cortinarius
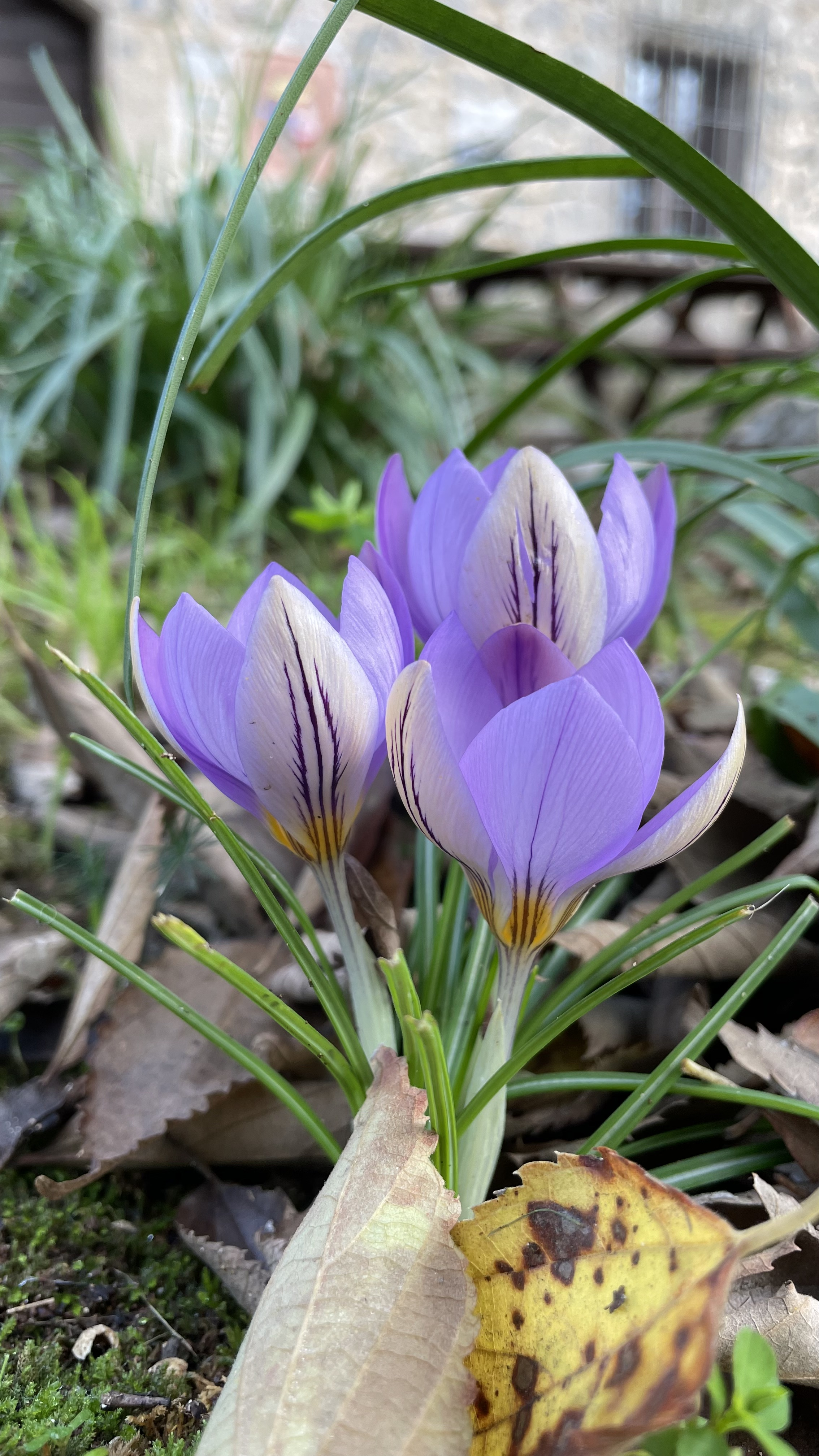
Crocus
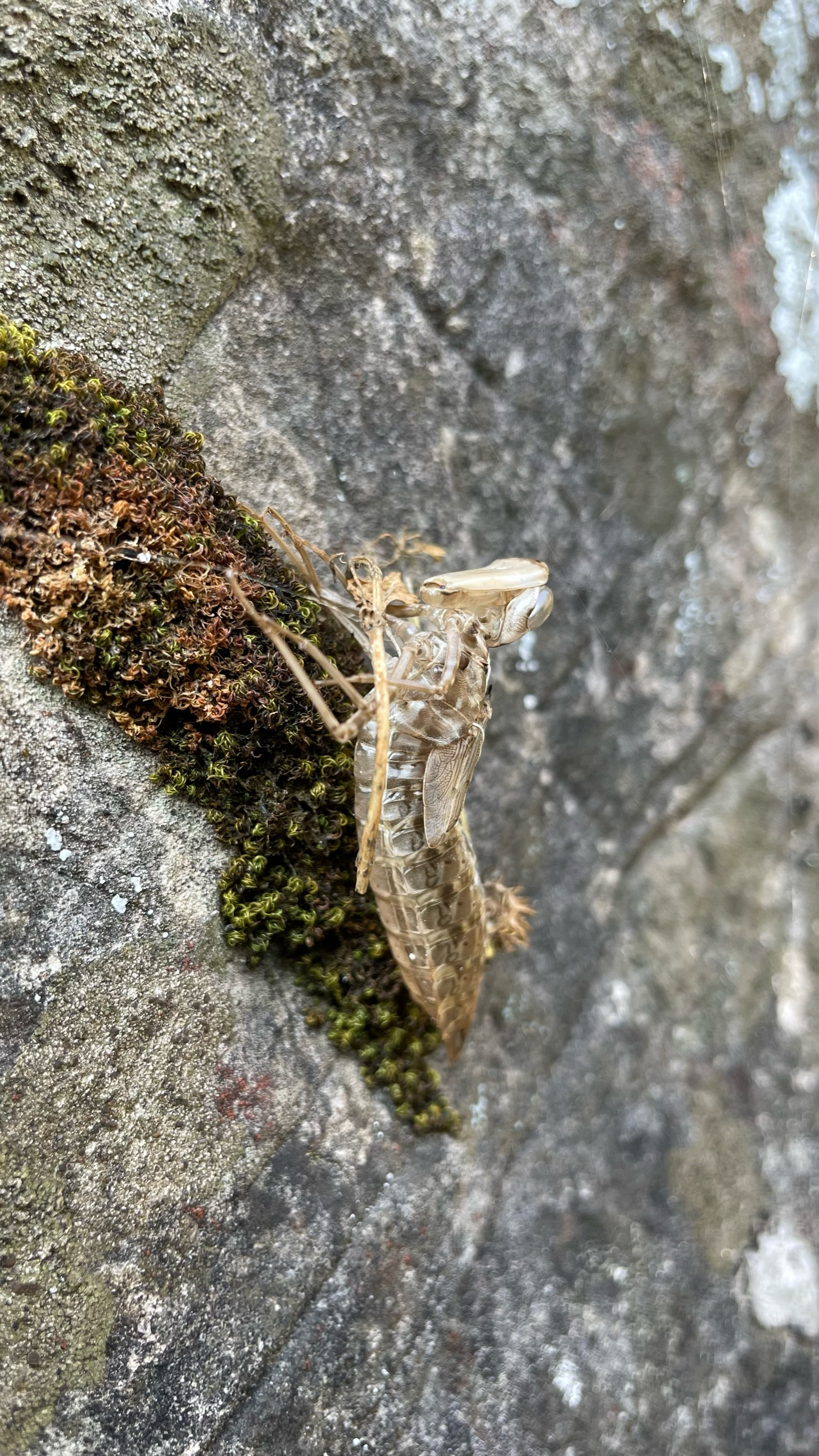
Intera muta sulle pareti di un acquaro
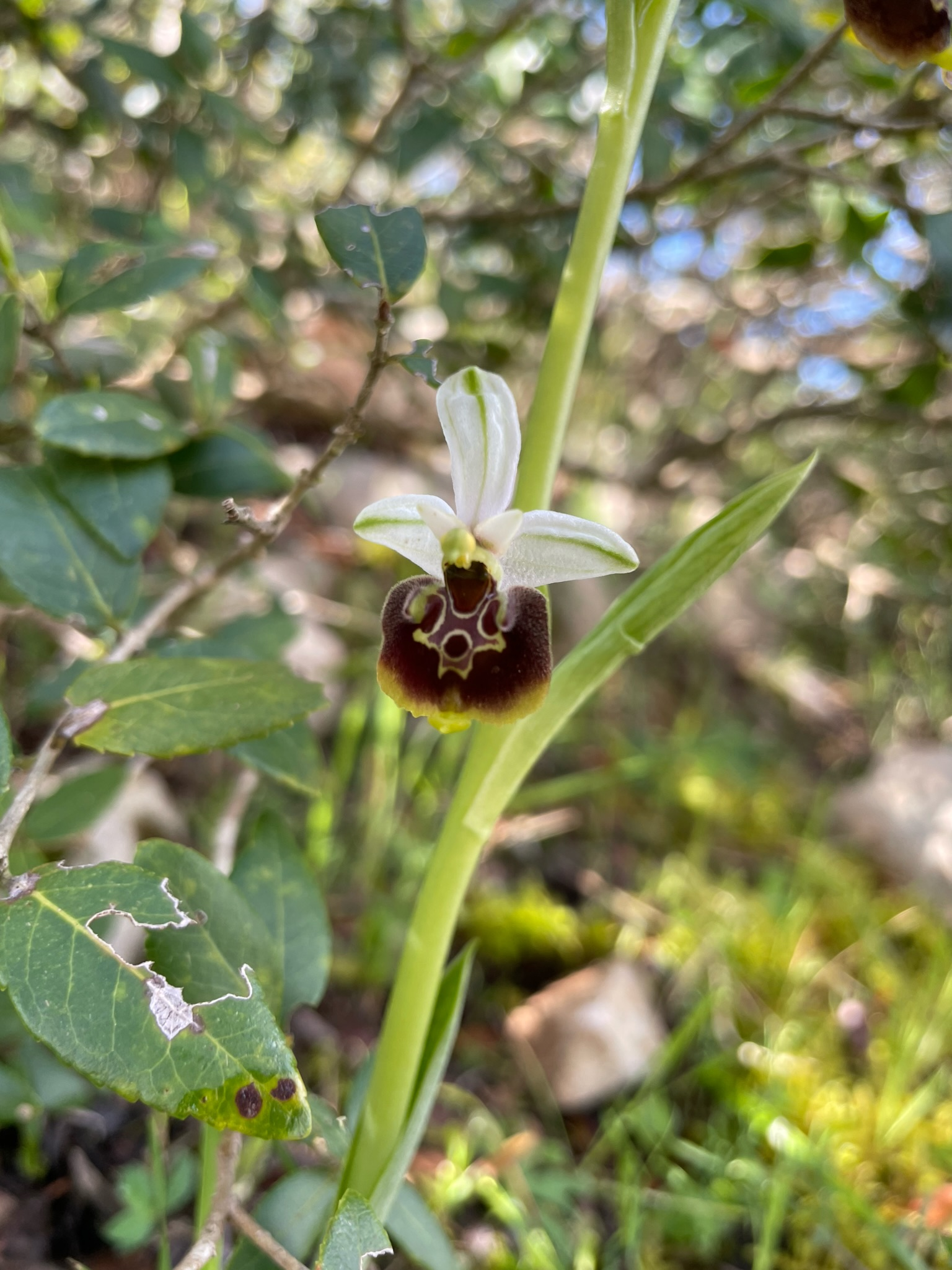
Orchidea selvatica
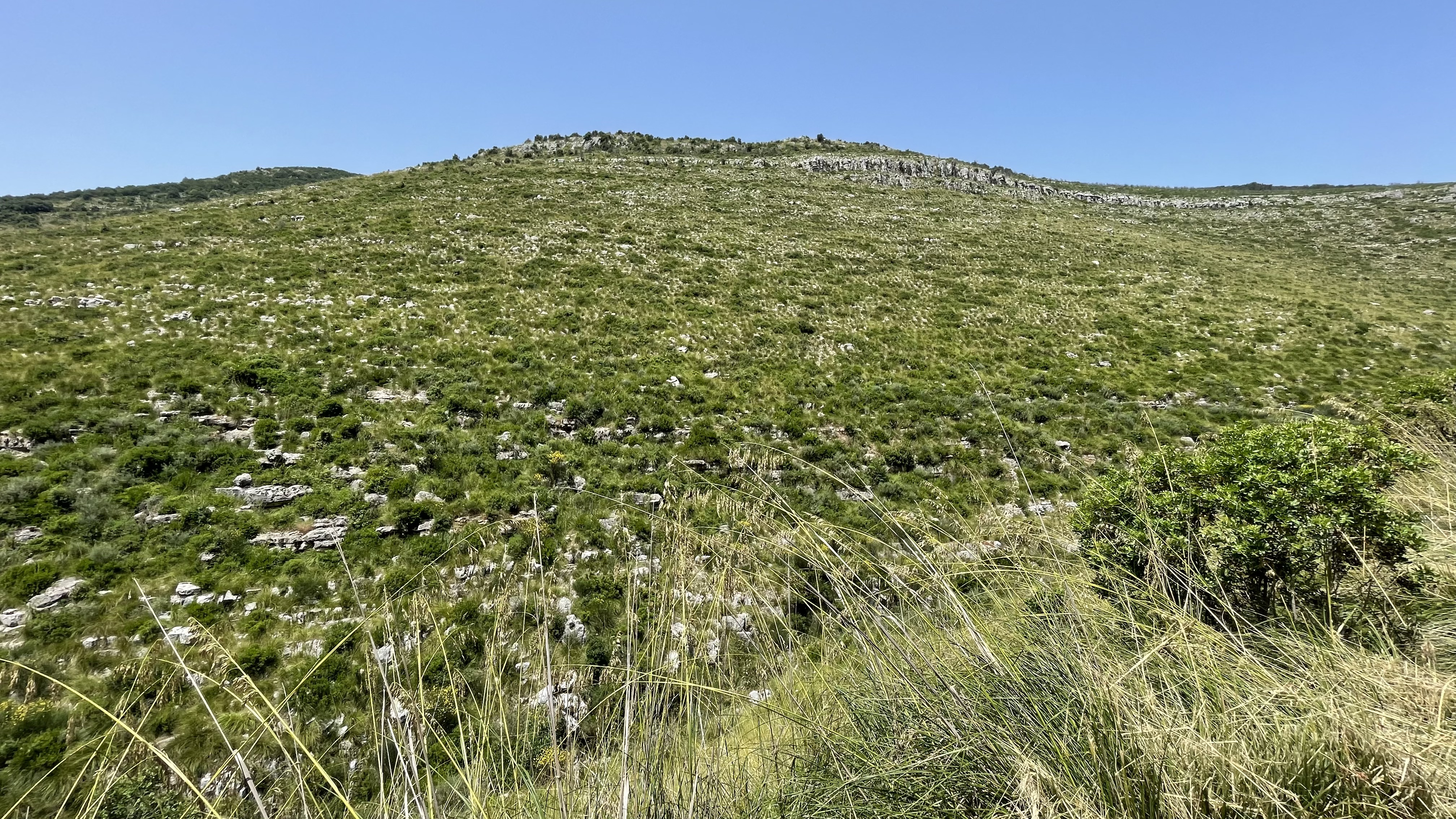
Ampelodesmeto